# New York City
New York City (AE: [nuːˈjɔɹk ˈsɪɾi], offiziell City of New York, kurz New York, Abkürzung NYC) ist eine Weltstadt an der Ostküste der Vereinigten Staaten. Sie liegt im Bundesstaat New York und ist mit rund 8,8 Millionen Einwohnern die bevölkerungsreichste Stadt des Landes.
Die Metropolregion New York mit 20 Millionen Einwohnern ist einer der bedeutendsten Wirtschaftsräume und Handelsplätze der Welt, Sitz vieler internationaler Konzerne und Organisationen wie der Vereinten Nationen sowie wichtiger See- und Binnenhafen an der amerikanischen Ostküste und dem Hudson. Die Stadt genießt mit ihrer großen Anzahl an Sehenswürdigkeiten, den 500 Galerien, etwa 200 Museen, mehr als 150 Theatern und mehr als 18.000 Restaurants Weltruf in den Bereichen Kunst und Kultur und verzeichnet jedes Jahr etwa 50 Millionen Besucher, davon knapp 12 Millionen aus dem Ausland. Laut Forbes Magazine ist New York City die Stadt mit den höchsten Lebenshaltungskosten in den Vereinigten Staaten sowie eine der teuersten Städte weltweit.
Die Stadt wird allgemein zu den wichtigsten Zentren der weltweiten Diplomatie gezählt. Zusammen mit Genf (IKRK, ISO, WHO, europäischer UNO-Sitz etc.) zählt New York City zu den wenigen Städten der Welt, die als Sitz einer der gemeinhin als wichtigsten erachteten internationalen Organisationen fungieren, ohne jedoch Hauptstadt eines Landes zu sein.
Nachdem 1524 Giovanni da Verrazzano und 1609 Henry Hudson die Gegend des heutigen New Yorks erforscht hatten, siedelten ab 1610 niederländische Kaufleute an der Südspitze der Insel Manna-Hatta und bald darauf an der Westspitze von Long Island, dem heutigen Brooklyn. Der Legende nach kaufte Peter Minuit 1626 den Einheimischen, wahrscheinlich Lenni-Lenape-Indianern, die Insel „Manna-hatta“ für Waren im Wert von 60 Gulden ab. Die Siedlung erhielt den Namen Nieuw Amsterdam und war zunächst Hauptstadt der Kolonie Nieuw Nederland, bis sie 1664 von den Briten erobert wurde und die Stadt den seither gültigen Namen bekam. Ihr Aufstieg zur Weltstadt begann 1825 mit der Fertigstellung des Eriekanals.
Die Stadt ist eine Principal City der New York–Newark–Jersey City, NY–NJ–PA Metropolitan Statistical Area. Die Region erbrachte 2024 eine Wirtschaftsleistung von 1,992 Billionen US-Dollar. Unter den Städten der Welt belegt sie damit den zweiten Rang hinter Tokio und wäre als eigener Staat gezählt unter den 20 größten Volkswirtschaften der Welt.

## Geographie

### Geographische Lage
New York City hat sich von der Insel Manhattan aus ausgedehnt, auf der sich heute das Stadtzentrum befindet. Die Stadt liegt auf 40,42° nördlicher Breite und 74,00° westlicher Länge an der Ostküste der Vereinigten Staaten in der New York Bay und in unmittelbarer Nachbarschaft zu Jersey City. Im Stadtgebiet liegt der Hauptarm der Mündung des Hudson River in den Atlantischen Ozean sowie der East River genannte Nebenarm dieser Mündung. Das Gelände, auf dem New York errichtet wurde, erhebt sich durchschnittlich sechs Meter über den Meeresspiegel. Die Stadtränder New Yorks und seiner Nachbarstädte verzahnen sich innerhalb ausgedehnter Vorstadtgebiete. Das eigentliche Stadtgebiet hat eine Landfläche von 785,6 km² (Berlin 891,85 km²), das gesamte durchgängig bebaute Gebiet (die Agglomeration) erstreckt sich über 8683,2 km². Die New York–Newark–Jersey City, NY–NJ–PA Metropolitan Statistical Area umfasst 17.405 km², die etwas weiter gegriffene New York–Newark, NY–NJ–CT–PA Combined Statistical Area 30.671 km² (das Bundesland Brandenburg 29.478,61 km²).

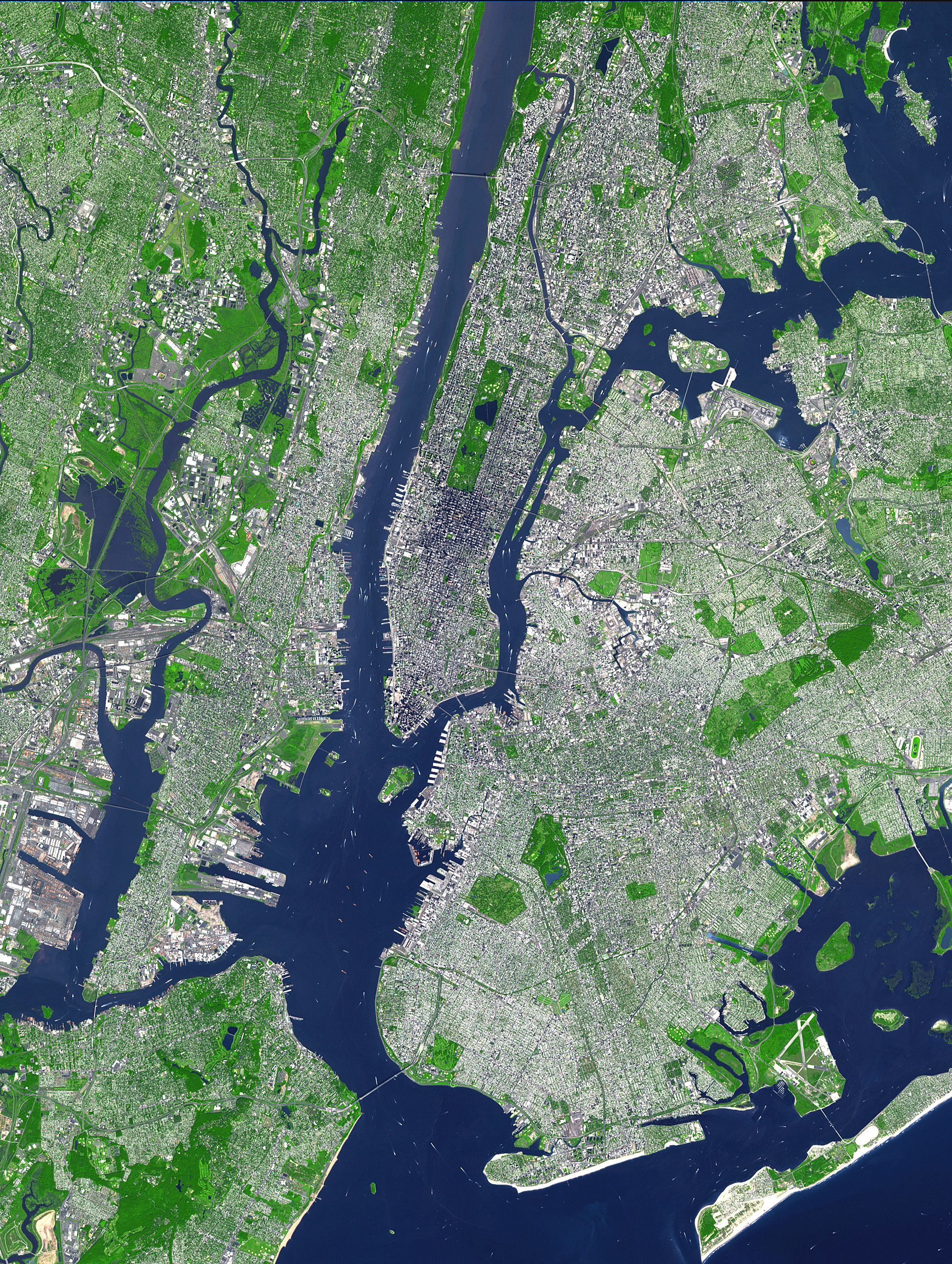
Satellitenaufnahme von New York City

Manhattan steht auf Felsgrund, der es ermöglicht, auch höhere Bauwerke zu errichten. Es ist von zahlreichen Naturhäfen umgeben, die durch Schiffe mit großem Tiefgang angelaufen werden können. Der Hudson öffnet den wichtigsten natürlichen Weg ins Hinterland und ermöglicht es, über den Mohawk River bzw. den Lake Champlain zu den Großen Seen im Nordwesten bzw. dem Sankt-Lorenz-Strom im Norden zu gelangen. Südlich des Gebiets, das stärker durch Eisberge gefährdet ist, haben sich die Hauptmassen der europäischen Einwanderer angesiedelt. Dank dieser geographischen Voraussetzungen konnte New York eine herausragende Stellung in der US-amerikanischen und der Weltwirtschaft erringen.

### Geologie
Das Gebiet um die Stadt New York liegt am nördlichen Ende der Atlantischen Küstenebene im Grenzbereich zum Newark-Becken und zu den Nördlichen Appalachen.
Oberflächlich finden sich im Stadtgebiet weit überwiegend glaziale Ablagerungen des Pleistozäns. So zieht sich küstenparallel von der Südspitze von Staten Island und weiter nach Nordosten quer durch Brooklyn und Queens (Long Island) eine Endmoräne der Wisconsin-Kaltzeit (entspricht zeitlich der Weichsel-Kaltzeit Nord-Mitteleuropas), die sogenannte Harbour Hill Moraine. Sie repräsentiert den maximalen Vorstoß des Laurentidischen Eisschilds im jüngeren Abschnitt der Wisconsin-Kaltzeit (Woodfordium) vor ca. 22.000 Jahren. An die Endmoräne schließt sich küstenseitig ein Sandergebiet (sowie u. a. in Gestalt der Rockaway-Halbinsel ein schmaler Streifen kiesig-sandiger holozäner Küstenablagerungen) und küstenabgewandt eine Grundmoräne an.

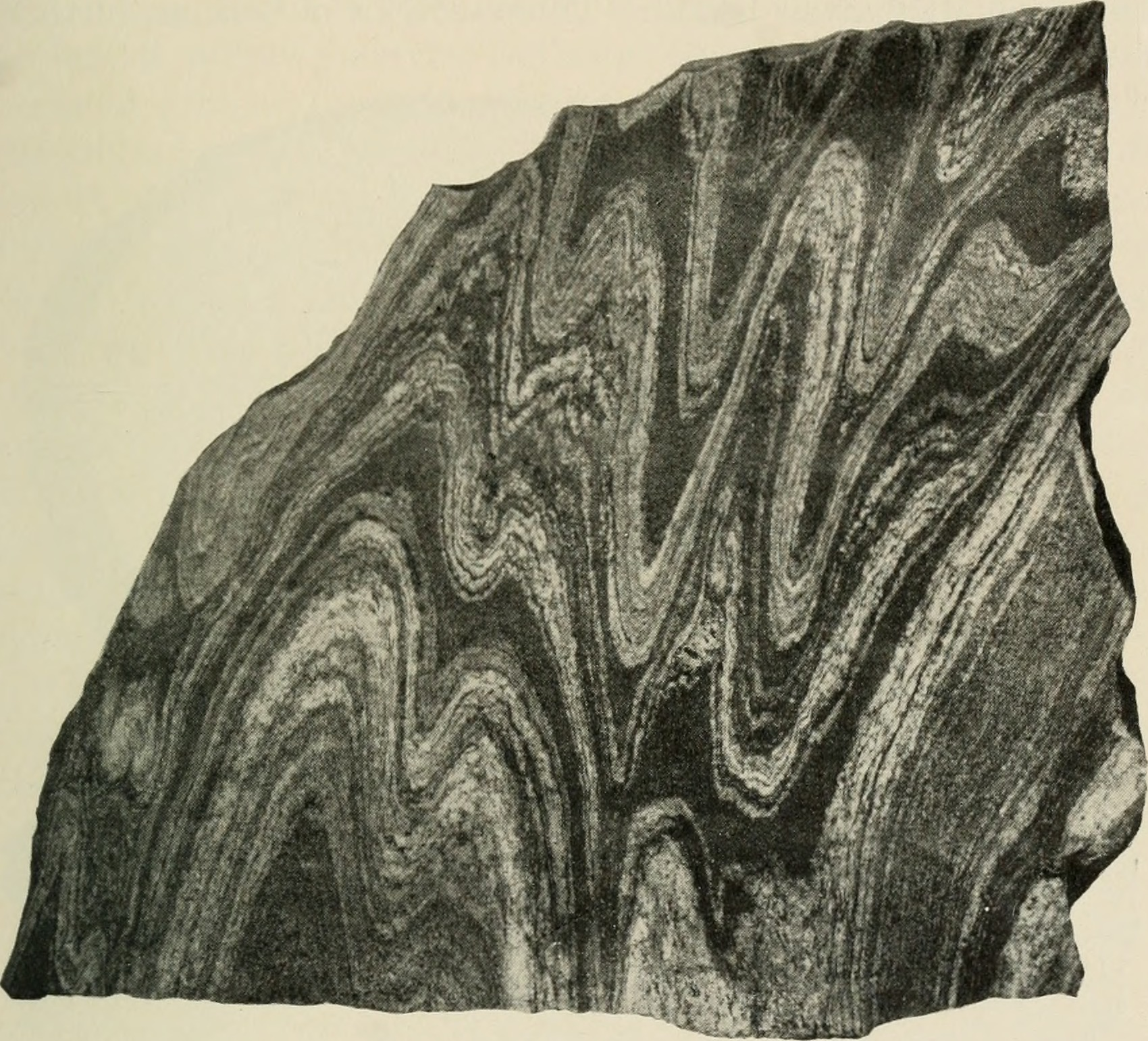
Schwarzweißaufnahme eines gesägten und angeschliffenen Stücks (ca. 40 cm breit) des Fordham Gneiss vom östlichen Ende der Washington Bridge mit deutlich erkennbaren Kleinfalten

Die quartären Ablagerungen sind jedoch oft nur wenige Meter mächtig und insbesondere nordwestlich des Endmoränenzuges auf Staten Island, in Manhattan und in der Bronx stehen Gesteine des metamorphen Grundgebirges relativ oberflächennah oder sogar oberflächlich an. Dieser nur wenige Kilometer breite Grundgebirgsausläufer, der sich von Norden zwischen das Newark-Becken und die Küstenebene schiebt, wird auch Manhattan Prong genannt (als Gegenstück zum Reading Prong westlich des Newark-Beckens in New Jersey und Pennsylvania). Das Grundgebirge gehört regionalgeologisch zu den Appalachen und besteht aus kristallinen Schiefern (vor allem Granat-Glimmerschiefer), Marmor und verschiedenen Gneisen. Es handelt sich um kambro-ordovizische marine Sedimente, die im Ordovizium während einer der frühen Phasen der Kaledonischen Orogenese i. w. S. (Takonische und Salinische Phase) intensiv gefaltet und (teils unter partieller Aufschmelzung) metamorph überprägt wurden (Hartland Formation, Manhattan Formation, Inwood Marble), sowie um ihr proterozoisches („grenvillisches“) Grundgebirge (Fordham Gneiss). Die Gesteine der Manhattan Formation sind dabei von besonderer Bedeutung für die New Yorker Skyline, denn sie bilden den standfesten Baugrund für die Wolkenkratzer von Lower Manhattan.

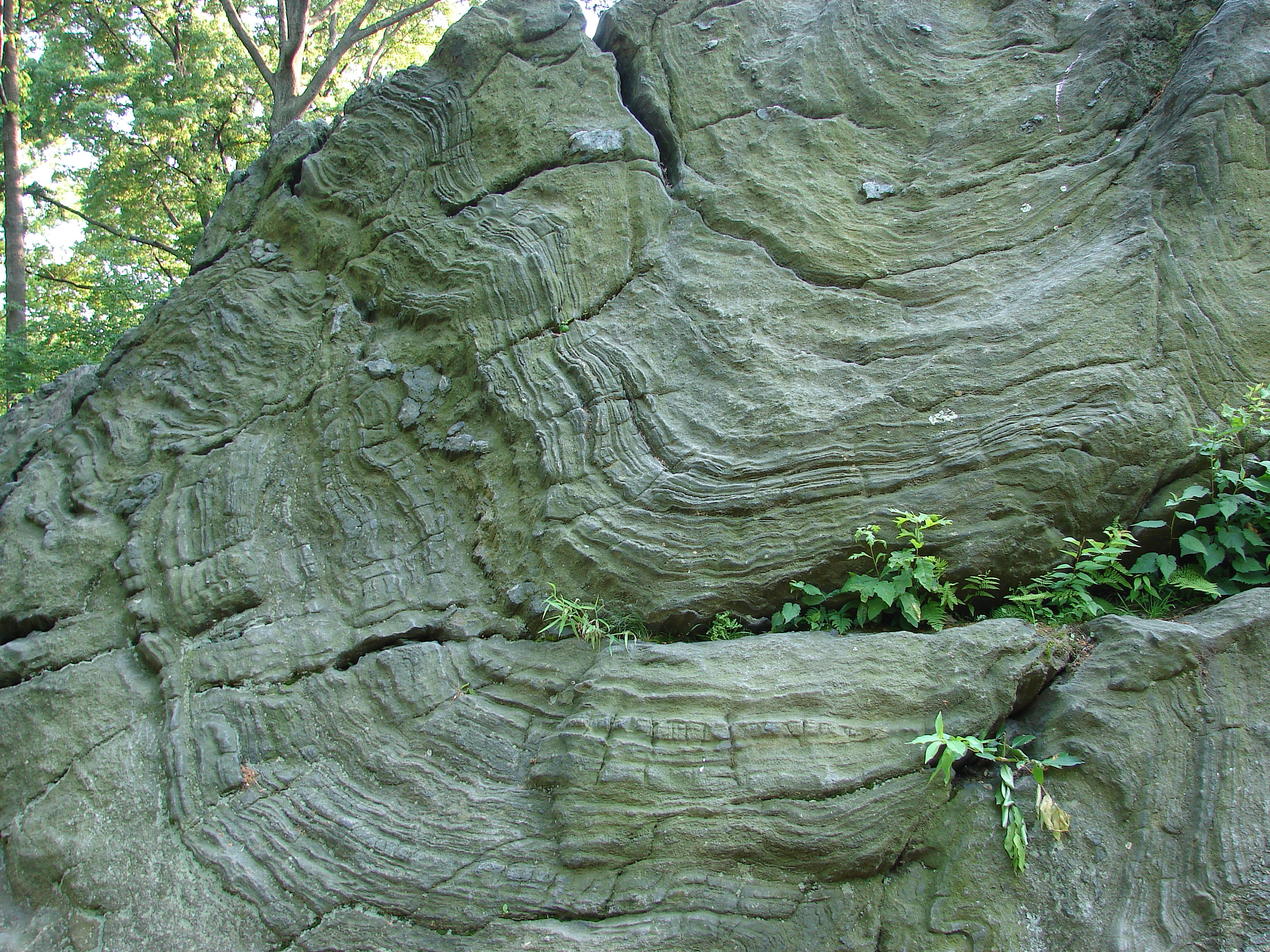
Angewitterter kristalliner Schiefer der Manhattan Formation in einem Aufschluss im Central Park zeigt Falten verschiedener Größenordnungen

Die Grundgebirgseinheiten formen eine Sattelstruktur mit NNE-SSW-streichender Faltenachse. Aufgrund ihrer lithologisch sehr ähnllichen Ausprägung wurde die Hartland Formation (Hartland Schist) ursprünglich als stratigraphisch höchstes Schichtglied der Manhattan Formation (Manhattan Schist) ausgeschieden, wird mittlerweile aber als allochthone Einheit, die während der Orogenese aus größerer Entfernung tektonisch an ihre heutige Position transportiert und auf die anderen Einheiten überschoben wurde, interpretiert. Demnach repräsentierte sie einen vom großen Südkontinent Gondwana abstammenden Kontinentalsplitter (perigondwanisches Terran), der dem damaligen „Ur-Nordamerika“ (Laurentia) angegliedert wurde. Zwar lagert auch die Manhattan Formation mit Überschiebungskontakt auf dem Inwood Marble, aber sie gilt lediglich als parautochthon, d. h. repräsentiert einfach einen distaleren Ablagerungsraum des laurentischen Kontinentalrandes. Ebenfalls als allochthon gilt der Staten Island Serpentinite, ein großer Serpentinitkörper. Aufgrund seiner vergleichsweise hohen Verwitterungs- und Erosionsresistenz baut er die höchste Erhebung auf Staten Island, Todt Hill, auf.
Der Staten Island Serpentinite bildet das südliche Ende des Manhattan Prongs. Auf ihn greifen (unterhalb des Quartärs) Gesteine des Mesozoikums über. Im Nordwesten sind dies die basalen Arkosen der Füllung des Newark-Beckens (Doswell * und/oder Stockton Formation der Newark-Supergruppe, untere Obertrias), im Südwesten und Südosten, im Bereich der Atlantik-Küstenebene, die schwach verfestigten, überwiegend tonigen marinen Sedimente der unteren Oberkreide. Während das Newark-Becken nur auf Staten Island Anteil am New Yorker Stadtgebiet hat, wo sich nach Nordwesten bis zur Grenze zu New Jersey noch Sand-, Silt- und Tonsteine der Passaic Formation („Brunswick Formation“, höhere Obertrias) anschließen, die von der Doswell/Stockton Formation durch einen mächtigen frühjurassischen Dolerit-Lagergang, den Palisade Diabase, getrennt werden, stehen im Untergrund von Brooklyn und Queens, im Bereich der Atlantik-Küstenebene, schwach verfestigte siliziklastische marine Sedimente der unteren und oberen Oberkreide großflächig an. Diese sind oberflächennah durch die pleistozäne Gletschertätigkeit deformiert und in die Endmoräne eingeschuppt.

### Stadtgliederung
Das Stadtgebiet ist in fünf Stadtbezirke (Boroughs) geteilt, von denen jeder einem Kreis (County) des Bundesstaates New York entspricht. Jedes Borough untersteht einem Borough President.

| Die 5 Stadtbezirke von New York City:
| (1) Manhattan (2) Brooklyn (3) Queens (4) Bronx (5) Staten Island | Die Flughäfen LaGuardia im Norden und J. F. Kennedy im Süden von Queens sind braun eingefärbt. |

Manhattan (New York County) hat 1.601.948 Einwohner (Stand 2011) und eine Landfläche von 59,5 km². Der Stadtbezirk besteht hauptsächlich aus der Insel Manhattan Island, die vom Hudson River im Westen, vom East River im Osten und vom Harlem River im Nordosten umflossen wird, sowie aus weiteren kleineren Inseln, darunter Roosevelt Island, Belmont Island, Governors Island und einem kleinen Stück vom Festland, Marble Hill. Marble Hill war bis zum Bau des Harlem River Ship Canal im 19. Jahrhundert noch Teil von Manhattan Island.
Brooklyn (Kings County) hat 2.532.645 Einwohner und ist damit der bevölkerungsreichste Stadtteil New Yorks. Er liegt im Südosten der Stadt, am westlichen Ende Long Islands und hat eine Ausdehnung von 182,9 km². Die Stadt Brooklyn wurde nach der niederländischen Stadt Breukelen benannt und 1898 nach New York City eingemeindet.
Queens (Queens County) hat 2.247.848 Einwohner und ist mit einer Fläche von 282,9 km² der größte der fünf Stadtteile von New York. Er liegt im Westen der Insel Long Island. Queens wurde am 1. November 1683 gegründet, als die Kolonie New York in Countys eingeteilt wurde. 1898 wurde der Stadtteil nach New York eingemeindet. Dort liegen auch die zwei größten Flughäfen New Yorks, der John F. Kennedy International Airport und der LaGuardia Airport.
Die Bronx (Bronx County) hat 1.392.002 Einwohner und eine Ausdehnung von 108,9 km². Die früher eigenständige Stadt ist seit dem 1. Januar 1874 der nördlichste Teil von New York. Sie wurde nach dem ersten Siedler in diesem Gebiet, dem aus dem heutigen Schweden ausgewanderten Jonas Bronck, benannt. Zur damaligen Zeit wurde, um einen Besuch auf seiner Farm anzukündigen, gesagt: „We are going to the Broncks“; heute wird der Name zwar anders geschrieben, aber das Voranstellen des Artikels wurde beibehalten, also „The Bronx“. Außerdem ist die Bronx der einzige Stadtteil New Yorks, der auf dem Festland liegt.
Staten Island (Richmond County) hat 470.467 Einwohner und eine Landfläche von 151,5 km². Es liegt südwestlich der Insel Manhattan und westlich des auf Long Island gelegenen Stadtteils Brooklyn. Mit Brooklyn ist die Insel über die mautpflichtige Verrazzano-Narrows Brücke verbunden, mit Manhattan durch die kostenlose Staten Island Ferry. Im Westen und Norden wird Staten Island durch den schmalen Arthur Kill und den Kill van Kull vom Bundesstaat New Jersey getrennt. Nach New Jersey führen die Goethals Bridge, die Bayonne Bridge und die Outerbridge Crossing. Der höchste Punkt der Insel, der Todt Hill, ist auch zugleich der höchste Punkt der Stadt New York. Früher wurde auf Staten Island der ganze Müll der Stadt deponiert, was bis heute teilweise für Probleme mit Geruchsbelästigung sorgt. Auch die Trümmer des World Trade Centers wurden nach Staten Island gebracht.

### Klima
Die durchschnittliche Jahrestemperatur beträgt 12,5 °C und die mittlere jährliche Niederschlagsmenge 1056,4 Millimeter. Der wärmste Monat ist der Juli mit durchschnittlich 24,7 °C und der kälteste der Januar mit −0,4 °C im Mittel. Die Niederschlagsmenge ist recht gleichmäßig über das Jahr verteilt; der meiste Niederschlag fällt im Monat April mit 99,1 Millimeter im Durchschnitt, der wenigste im Oktober mit 73,2 Millimeter im Mittel.
Die Stadt befindet sich damit in der gemäßigten Klimazone. Das Wetter von New York wird überwiegend von den kontinentalen Landmassen im Westen beeinflusst. Die Sommer sind im Allgemeinen tropisch warm bis heiß und die Winter kalt. Laut der Klimaklassifikation nach Köppen und Geiger befindet sich New York City in der warmen, feucht gemäßigten Klimazone.
Aufgrund des städtischen Wärmeinseleffekts durch asphaltierte Straßen und hohe Gebäude ist die Temperaturen hier um 5,3 °C höher als im Umland.
Die Temperatur steigt im Sommer, insbesondere im Juli und August, oft über 30 °C, dazu kommt eine hohe Luftfeuchtigkeit was zu Schwüle führt, mit teils heftigen Niederschlägen, oft auch Gewittern, was das Sommerwetter oft recht unangenehm macht. Im Winter können die Werte auf unter −10 °C fallen und auch +16 °C erreichen. Gelegentlich bringt Meeresluft (the Nor'easter – der Nordostwind) Feuchtigkeit vom Atlantischen Ozean sowie starke Winde und heftige Regen- oder Schneefälle. Einer der schwersten und folgenreichsten dieser Schneestürme war der Great Blizzard von 1888 mit einer Schneehöhe von rund 51 cm und etwa 100 Toten allein in New York City. Die bisherige Rekordschneehöhe seit Beginn der Wetteraufzeichnungen wurde mit 68 cm im Februar 2006 gemessen.
Mit durchschnittlich 2540 Sonnenstunden pro Jahr hat die Stadt ein sonniges Klima und auch die Winter sind oft sonnig.
Die tiefste je gemessene Temperatur liegt bei −26 °C am 9. Februar 1934 und die höchste bei 41 °C am 9. Juli 1936.
Die Wassertemperaturen an der New Yorker Küste schwanken zwischen durchschnittlich 4 °C und 24 °C.
|                       | Jan  | Feb  | Mär  | Apr  | Mai  | Jun  | Jul  | Aug  | Sep  | Okt  | Nov  | Dez  |   |         |
| Mittl. Tagesmax. (°C) | 3,1  | 4,2  | 8,9  | 14,6 | 19,8 | 25,0 | 28,2 | 27,7 | 23,9 | 18,2 | 12,1 | 5,9  | ⌀ | 16      |
| Mittl. Tagesmin. (°C) | −3,9 | −3,2 | 1,1  | 6,0  | 11,3 | 16,6 | 20,1 | 19,6 | 15,6 | 9,6  | 4,7  | −0,8 | ⌀ | 8,1     |
|                       |      |      |      |      |      |      |      |      |      |      |      |      |   |         |
| Niederschlag (mm)     | 80,5 | 76,7 | 91,2 | 99,1 | 96,5 | 92,7 | 96,5 | 86,6 | 83,8 | 73,2 | 92,7 | 86,9 | Σ | 1.056,4 |
|                       |      |      |      |      |      |      |      |      |      |      |      |      |   |         |
| Regentage (d)         | 8,3  | 7,6  | 9,0  | 8,6  | 9,2  | 8,7  | 7,8  | 7,4  | 6,6  | 6,1  | 8,1  | 8,7  | Σ | 96,1    |

| −3,9 |

| −3,2 |

| 1,1 |

| 6,0 |

| 11,3 |

| 16,6 |

| 20,1 |

| 19,6 |

| 15,6 |

| 9,6 |

| 4,7 |

| −0,8 |

| −3,9 |

| −3,2 |

| 1,1 |

| 6,0 |

| 11,3 |

| 16,6 |

| 20,1 |

| 19,6 |

| 15,6 |

| 9,6 |

| 4,7 |

| −0,8 |

### Auswirkungen des Klimawandels
New York ist von der globalen Erwärmung bedingt durch einen möglich steigenden Meeresspiegel und die steigende Gefahr von Sturmfluten betroffen. In Modellrechnungen wird davon ausgegangen, dass infolge der Klimakrise der Wasserspiegel in New York bis zum Jahr 2100 um 1,80 Meter ansteigen könnte und die Anzahl von schweren Stürmen und Sturmfluten deutlich ansteigen dürfte. Prognosen gehen davon aus, dass im Jahr 2050 etwa 37 % der Gebäude an Manhattans Südspitze von Sturmfluten bedroht sein werden und 2100 20 % der Straßen in diesem Gebiet täglich überflutet sein werden. Eine Strategie der Anpassung an die globale Erwärmung ist die Verstärkung der 850 km langen Küstenlinie.

## Bevölkerung
New York City ist mit 8,5 Millionen Menschen die größte Stadt der Vereinigten Staaten und eine der größten Städte der Welt. Die Einwohnerzahl hat sich seit Anfang des 20. Jahrhunderts verdoppelt. Seit 1825 ist die Stadt durch die Lage am Atlantischen Ozean und den Wasserweg des Hudson Rivers ins Inland der Anlaufpunkt für Einwanderer aus der ganzen Welt. Die weitere Entwicklung machte New York zur größten Industriestadt und zur Finanzmetropole.
Die Bevölkerung der Stadt teilt sich in verschiedene Schichten auf. Die Oberschicht lebt überwiegend etwas außerhalb der Stadt beziehungsweise im teuren Stadtteil Manhattan. In New York gibt es zahlreiche Maßnahmen des sozialen Wohnungsbaus, und für sozial schwache Menschen und Familien verwaltet die städtische Wohnungsbaugesellschaft NYCHA insgesamt 178.000 Sozialwohnungen, in denen rund 400.000 Menschen leben.
In einer Rangliste der Städte nach ihrer Lebensqualität belegte New York City im Jahre 2018 den 45. Platz unter 231 untersuchten Städten weltweit.

### Bevölkerungsentwicklung

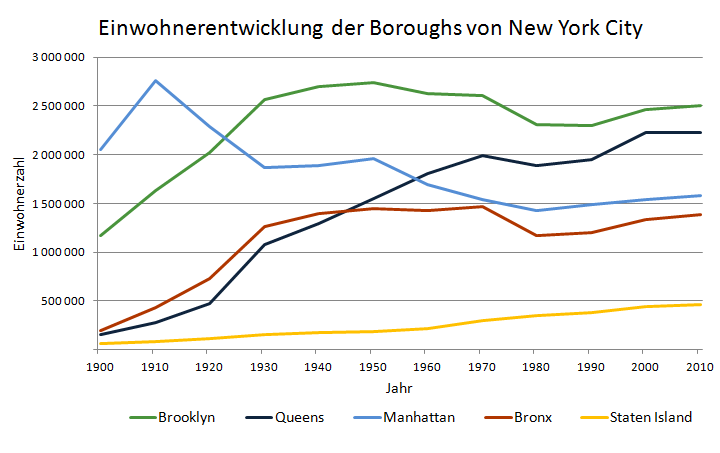
Einwohnerentwicklung der Boroughs von New York City zwischen 1900 und 2010

Im Jahr 2019 lebten in der Stadt New York 8.336.817 Einwohner. Die Bevölkerungsdichte beträgt 10.356 Einwohner je km². Die Agglomeration New York–Newark weist 18.351.295 Einwohner bei einer Bevölkerungsdichte von 5.319 Einwohnern je km² auf (Stand: 2010). In der Metropolregion New York–Northern New Jersey–Long Island leben 18.897.109 Menschen (1. April 2010), was bei einer Fläche von 17.405 km² einer Bevölkerungsdichte von 1.086 Einwohnern je km² entspricht. Die New York–Newark–Bridgeport Combined Statistical Area hat sogar 22.085.649 Einwohner (1. April 2010) und damit eine Bevölkerungsdichte von 720 Einwohnern je km².
Die folgenden Übersichten zeigen die Einwohnerzahlen nach dem jeweiligen Gebietsstand. Bis 1775 handelt es sich um Schätzungen, von 1790 bis 2010 um Volkszählungsergebnisse des United States Census Bureau.
| Jahr           | Einwohner |
| -------------- | --------- |
| 1630           | 300       |
| 1640           | 400       |
| 1650           | 1.000     |
| 1660           | 1.500     |
| 1680           | 3.000     |
| 1690           | 3.900     |
| 1700           | 5.000     |
| 1710           | 5.700     |
| 1720           | 7.000     |
| 1730           | 8.600     |
| 1740           | 11.000    |
| 1760           | 18.000    |
| 1775           | 25.000    |
| 1. August 1790 | 57.500    |
| 1. August 1800 | 87.685    |
| 1. August 1810 | 129.359   |
| 1. August 1820 | 162.547   |
| 1. Juni 1830   | 252.666   |
| 1. Juni 1840   | 401.612   |

| Jahr           | Einwohner |
| -------------- | --------- |
| 1. Juni 1850   | 706.323   |
| 1. Juni 1860   | 1.175.674 |
| 1. Juni 1870   | 1.469.045 |
| 1. Juni 1880   | 1.935.359 |
| 1. Juni 1890   | 2.533.600 |
| 1. Juni 1900   | 3.437.202 |
| 15. April 1910 | 4.766.883 |
| 1. Januar 1920 | 5.620.048 |
| 1. April 1930  | 6.930.446 |
| 1. April 1940  | 7.454.995 |
| 1. April 1950  | 7.891.957 |
| 1. April 1960  | 7.781.984 |
| 1. April 1970  | 7.895.563 |
| 1. April 1980  | 7.071.639 |
| 1. April 1990  | 7.322.564 |
| 1. April 2000  | 8.008.278 |
| 1. April 2010  | 8.175.133 |
| 1. April 2020  | 8.804.190 |

| Jahr | Brooklyn  | Brooklyn | Queens    | Queens | Manhattan | Manhattan | Bronx     | Bronx  | Staten Island | Staten Island | Gesamt    | Gesamt |
| Jahr | 182,9 km² | E/km²    | 282,9 km² | E/km²  | 59,9 km²  | E/km²     | 108,8 km² | E/km²  | 151,5 km²     | E/km²         | 785,6 km² | E/km²  |
| ---- | --------- | -------- | --------- | ------ | --------- | --------- | --------- | ------ | ------------- | ------------- | --------- | ------ |
| 1900 | 1.166.582 | 6.378    | 152.999   | 541    | 2.050.600 | 34.464    | 200.507   | 1.843  | 67.021        | 442           | 3.637.709 | 4.630  |
| 1910 | 1.634.351 | 8.936    | 284.041   | 1.004  | 2.762.522 | 46.429    | 430.980   | 3.961  | 85.969        | 567           | 5.197.863 | 6.616  |
| 1920 | 2.018.356 | 11.035   | 469.042   | 1.658  | 2.284.103 | 38.388    | 732.016   | 6.728  | 116.531       | 769           | 5.620.048 | 7.154  |
| 1930 | 2.560.401 | 13.999   | 1.079.129 | 3.815  | 1.867.312 | 31.383    | 1.265.258 | 11.629 | 158.346       | 1.045         | 6.930.446 | 8.822  |
| 1940 | 2.698.285 | 14.753   | 1.297.634 | 4.587  | 1.889.924 | 31.763    | 1.394.711 | 12.819 | 174.441       | 1.151         | 7.454.995 | 9.490  |
| 1950 | 2.738.175 | 14.971   | 1.550.849 | 5.482  | 1.960.101 | 32.943    | 1.451.277 | 13.339 | 191.555       | 1.264         | 7.891.957 | 10.046 |
| 1960 | 2.627.319 | 14.365   | 1.809.578 | 6.397  | 1.698.281 | 28.543    | 1.424.815 | 13.096 | 221.991       | 1.465         | 7.781.984 | 9.906  |
| 1970 | 2.602.012 | 14.226   | 1.987.174 | 7.024  | 1.539.233 | 25.869    | 1.471.701 | 13.527 | 295.443       | 1.950         | 7.895.563 | 10.050 |
| 1980 | 2.310.028 | 12.630   | 1.891.325 | 6.685  | 1.428.285 | 24.005    | 1.168.972 | 10.744 | 352.029       | 2.324         | 7.150.639 | 9.102  |
| 1990 | 2.300.664 | 12.579   | 1.951.598 | 6.899  | 1.487.536 | 25.001    | 1.203.789 | 11.064 | 378.977       | 2.501         | 7.322.564 | 9.321  |
| 2000 | 2.465.326 | 13.479   | 2.229.379 | 7.880  | 1.537.195 | 25.835    | 1.332.650 | 12.249 | 443.728       | 2.929         | 8.008.278 | 10.194 |
| 2010 | 2.504.700 | 13.694   | 2.230.722 | 7.885  | 1.585.873 | 26.653    | 1.385.108 | 12.731 | 468.730       | 3.094         | 8.175.133 | 10.406 |
| 2020 | 2.736.074 | 14.959   | 2.405.464 | 8.503  | 1.694.251 | 28.285    | 1.472.654 | 13.535 | 495.747       | 3.272         | 8.804.190 | 11.153 |

### Bevölkerungsgruppen und Herkunft

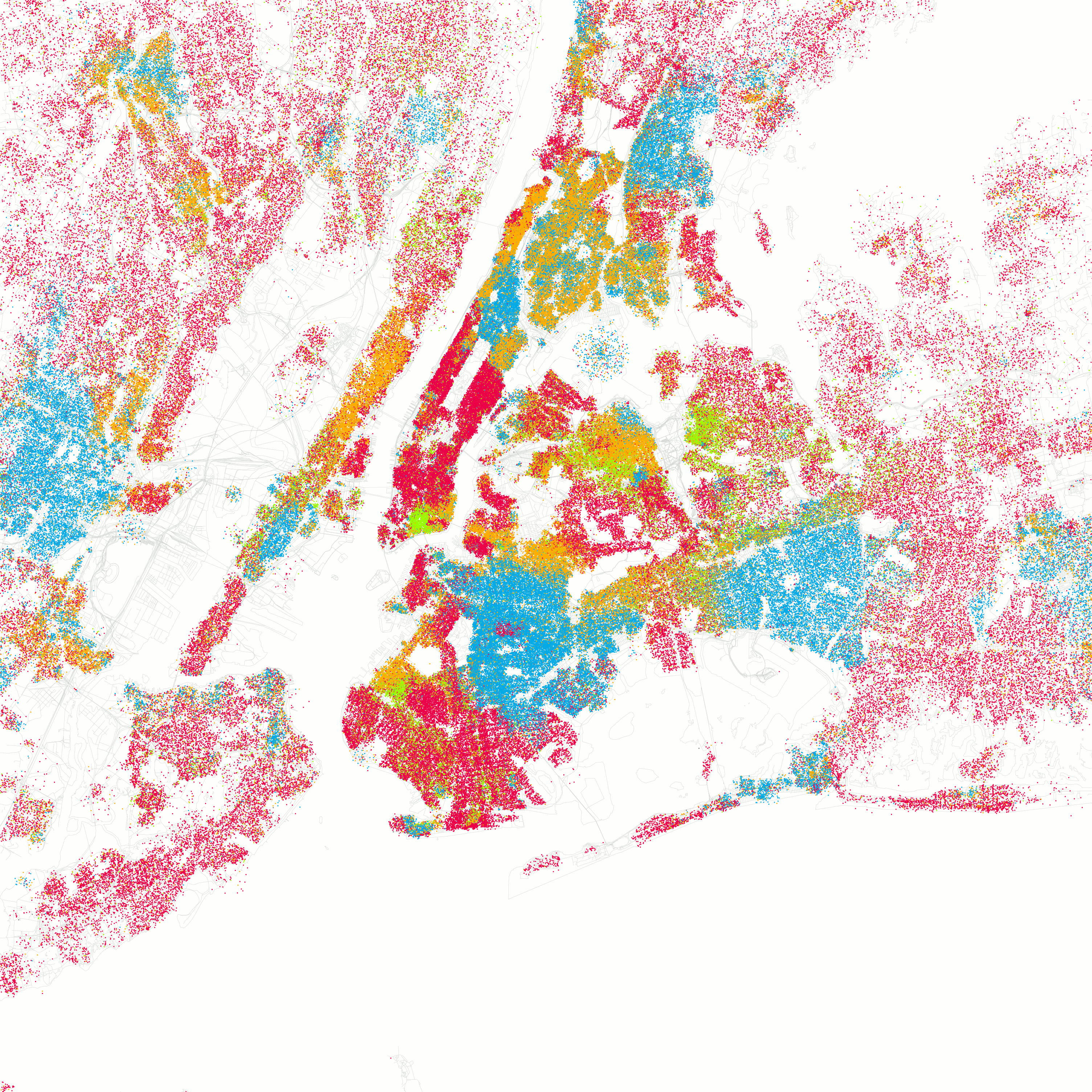
Darstellung der ethnischen Bevölkerungsverteilung in New York City im Jahr 2000. Weiß, Schwarz, Asiatisch, Latino.

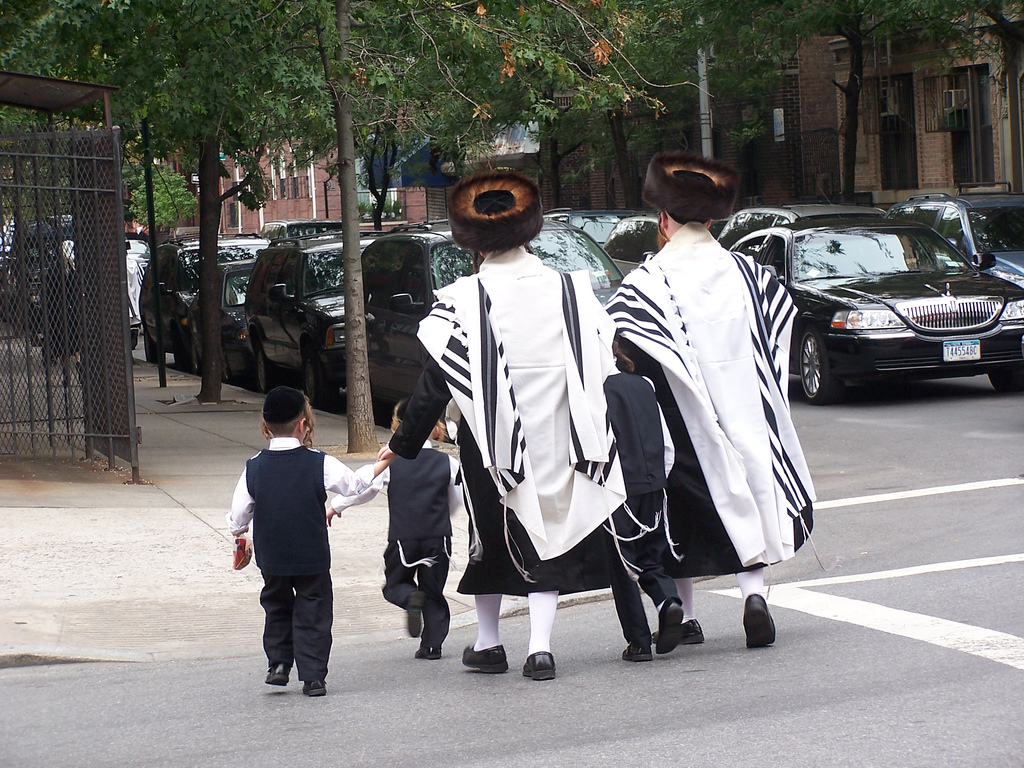
Brooklyns wachsende jüdische Gemeinschaft ist mit ca. 600.000 Personen die größte in den Vereinigten Staaten

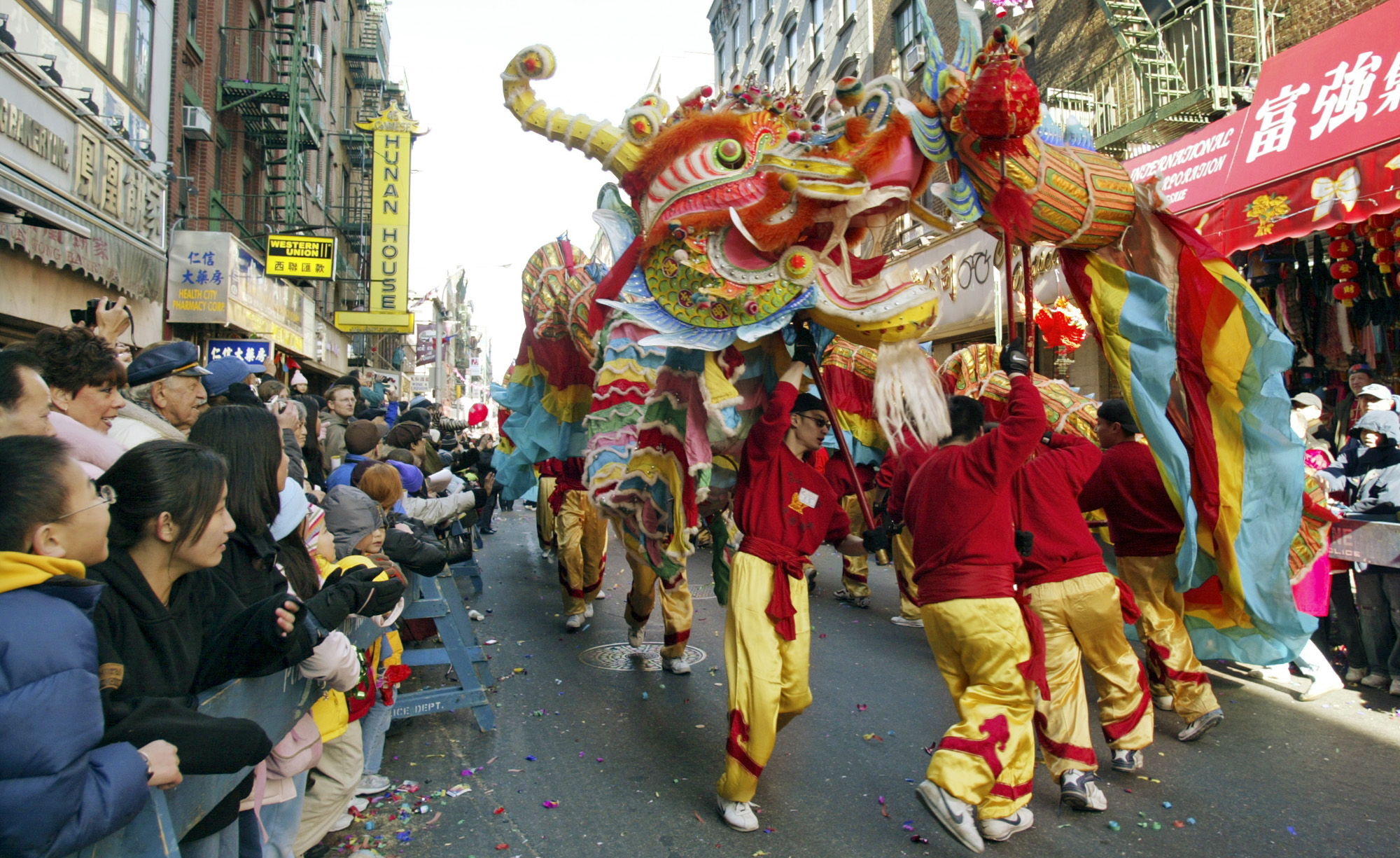
Chinatown, Manhattan (紐約華埠). New York City ist die Heimat der größten Anzahl von Auslandschinesen außerhalb Asiens.

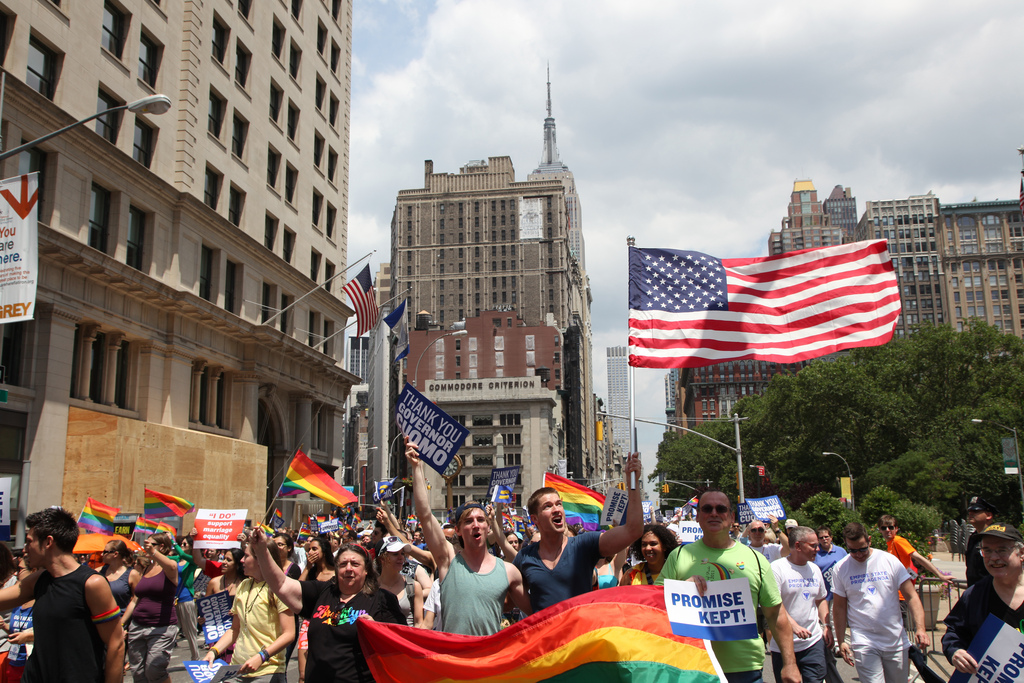
New York City beherbergt die größte homo- und bisexuelle Gemeinschaft in den Vereinigten Staaten

Die Zusammensetzung der Bevölkerung New Yorks ist sehr heterogen und spiegelt alle Einwanderungswellen der amerikanischen Geschichte wider. Die größte Gruppe sind mit 35 % nicht-hispanische Weiße (Kaukasier). Zwei von fünf Einwohnern sind nicht in den Vereinigten Staaten geboren worden; die meisten der europäischstämmigen Einwanderer stammen aus Italien (8 %), Irland (5 %) und Deutschland (3 %). Etwa 972.000 Einwohner sind dabei jüdischen Glaubens oder jüdischer Abstammung, die somit 12 % der Gesamtbevölkerung ausmachen. In Manhattan beträgt der Anteil sogar etwa 20 %. New York City ist damit die Stadt mit der größten jüdischen Gemeinde der Welt, da hier mehr Juden leben, als ganz Jerusalem Einwohner hat.
Der Anteil der nicht-hispanischen Schwarzen bzw. Afroamerikaner beträgt 24 % und ist ebenso wie der der Weißen entsprechend dem gesamtamerikanischen Trend rückläufig. Hingegen bilden Hispanics (Latinos) mit insgesamt 27 % inzwischen die zweitgrößte Bevölkerungsgruppe. Die Asiaten sind die am stärksten wachsende Gruppe und machen mittlerweile 12 % der Bevölkerung New Yorks aus.
Afroamerikaner, Weiße, Asiaten und Hispanics konzentrieren sich jeweils tendenziell in bestimmte Stadtquartiere. So ist Manhattan (Downtown und Midtown bis zum Central Park) mit Ausnahme von Chinatown überwiegend ein Wohngebiet der Weißen, im nordwestlichen Brooklyn leben überwiegend Schwarze, ebenso wie in den Straßenzügen nördlich des Central Parks (Harlem); in den nordwestlichen Bezirken von Queens, südlich von La Guardia, siedeln überwiegend Latinos und vereinzelt Asiaten; in der Bronx wohnen kaum Weiße, sondern mehrheitlich Hispanics und zum Teil Schwarze und im Süden von Brooklyn (Coney Island) leben insbesondere russischstämmige Menschen. In den letzten Jahren hat es hier allerdings teilweise gegenläufige Tendenzen gegeben; so beträgt der Anteil der Afroamerikaner unter den Einwohnern von Harlem inzwischen weniger als 50 %, da Latinos und Weiße in das lange Zeit fast ausschließlich von Schwarzen bewohnte Viertel gezogen sind.
40,6 % der Einwohner sind nicht in den Vereinigten Staaten geboren, davon 19,2 % in Lateinamerika (ohne Puerto Rico), 9,4 % in Asien und 6,4 % in Europa.
Die beiden folgenden Tabellen stellen die statistischen Daten zu den Bevölkerungsgruppen (race und ethnicity) der Einwohner New Yorks im Einzelnen dar. Bei allen Daten handelt es sich um Eigenangaben der Befragten.
| Bevölkerungsgruppen              | Census 1990 | Census 2000 | ACS1) 2009–2013 |
| -------------------------------- | ----------- | ----------- | --------------- |
| Weiße                            | 52,3 %      | 44,7 %      | 44,3 %          |
| – Nicht-Hispanics                | 43,2 %      | 35,0 %      | 33,1 %          |
| – Hispanics                      | 9,1 %       | 9,7 %       | 11,2 %          |
| Schwarze/Afroamerikaner          | 28,7 %      | 26,6 %      | 24,9 %          |
| – Nicht-Hispanics                | 25,2 %      | 24,5 %      | 22,7 %          |
| – Hispanics                      | 3,5 %       | 2,1 %       | 2,2 %           |
| Asiaten                          | 7,0 %       | 9,8 %       | 13,0 %          |
| Zwei oder mehr races             | N/A         | 4,9 %       | 3,0 %           |
| Indianer und Ureinwohner Alaskas | 0,4 %       | 0,5 %       | 0,4 %           |
| Sonstige                         | 11,6 %      | 13,5 %      | 14,4 %          |
| – Hispanics                      | 11,4 %      | 12,7 %      | 13,6 %          |
| Hispanics/Latinos insgesamt      | 24,4 %      | 27,0 %      | 28,7 %          |

1) Die American Community Survey ist eine repräsentative Studie des U.S. Census Bureau mit stichprobenhafter Befragung der Bevölkerung, um aktuellere Daten zu gewinnen.
| Herkunft/Abstammung        | Census 1990 | Census 2000 | ACS 2005–2007 |
| -------------------------- | ----------- | ----------- | ------------- |
| Puertoricaner              | 12,2 %      | 9,9 %       | 9,5 %         |
| Italiener                  | 10,2 %      | 8,7 %       | 8,2 %         |
| Westinder (ohne Hispanics) | 5,1 %       | 6,9 %       | 7,5 %         |
| Chinesen                   | 3,3 %       | 4,5 %       | 5,3 %         |
| Iren                       | 5,4 %       | 5,3 %       | 5,1 %         |
| Deutsche                   | 3,9 %       | 3,2 %       | 3,3 %         |
| Amerikaner                 | 2,1 %       | 3,0 %       | 3,3 %         |
| Mexikaner                  | 0,8 %       | 2,3 %       | 3,2 %         |
| Russen                     | 3,3 %       | 3,0 %       | 3,0 %         |
| Inder                      | 1,3 %       | 2,1 %       | 2,8 %         |
| Polen                      | 2,9 %       | 2,7 %       | 2,7 %         |
| Briten                     | 2,1 %       | 2,3 %       | 2,7 %         |
| Subsahara-Afrikaner        | 0,7 %       | 1,5 %       | 2,2 %         |
| Koreaner                   | 1,0 %       | 1,1 %       | 1,1 %         |
| Araber                     | 0,6 %       | 0,9 %       | 1,1 %         |
| Griechen                   | 1,0 %       | 1,0 %       | 1,0 %         |
| andere Herkunft            | 31,8 %      | 37,1 %      | 38,0 %        |
| ohne Zuordnung/ohne Angabe | 12,3 %      | 4,5 %       | N/A           |

### Sprachen
Gut die Hälfte der Bevölkerung spricht nur Englisch zuhause, während fast ein Viertel der Einwohner über keine sehr guten Englischkenntnisse verfügt. Die zweitwichtigste Sprache ist Spanisch, das von 24 % der New Yorker zuhause verwendet wird. Die übrigen Sprachen machen zusammen 23 % aus.
| Muttersprachen                      | Census 1990 | Census 2000 | ACS 2005–2007 |
| ----------------------------------- | ----------- | ----------- | ------------- |
| Englisch                            | 59,0 %      | 52,4 %      | 52,4 %        |
| Spanisch1)                          | 22,0 %      | 24,5 %      | 24,3 %        |
| Chinesisch                          | k. A.       | 4,3 %       | 4,9 %         |
| Russisch                            | k. A.       | 2,6 %       | k. A.         |
| Indoarische Sprachen                | k. A.       | 2,0 %       | k. A.         |
| Italienisch                         | k. A.       | 1,9 %       | k. A.         |
| Französisch2)                       | k. A.       | 1,4 %       | 2,4 %3)       |
| französisches Kreolisch             | k. A.       | 1,2 %       | k. A.         |
| Jiddisch                            | k. A.       | 1,1 %       | k. A.         |
| Koreanisch                          | k. A.       | 1,0 %       | 1,0 %         |
| sonstige Sprachen                   | 19,0 %      | 7,6 %       | 15,0 %        |
| Englisch (Mutter- und Zweitsprache) | 80,0 %      | 76,3 %      | 76,8 %        |

1) inkl. spanisches Kreolisch; 2) inkl. Patois und Cajun; 3) inkl. französisches Kreolisch

## Geschichte

### Präkoloniale Geschichte
Vor Ankunft der ersten europäischen Siedler war das Gebiet des heutigen New Yorks von Algonkin-Völkern bewohnt, unter diesen die Lenni Lenape, deren Heimat sich von Staten Island über Manhattan, die Bronx und den westlichen Teil Long Islands bis in das untere Hudsontal erstreckte.

### 17. Jahrhundert

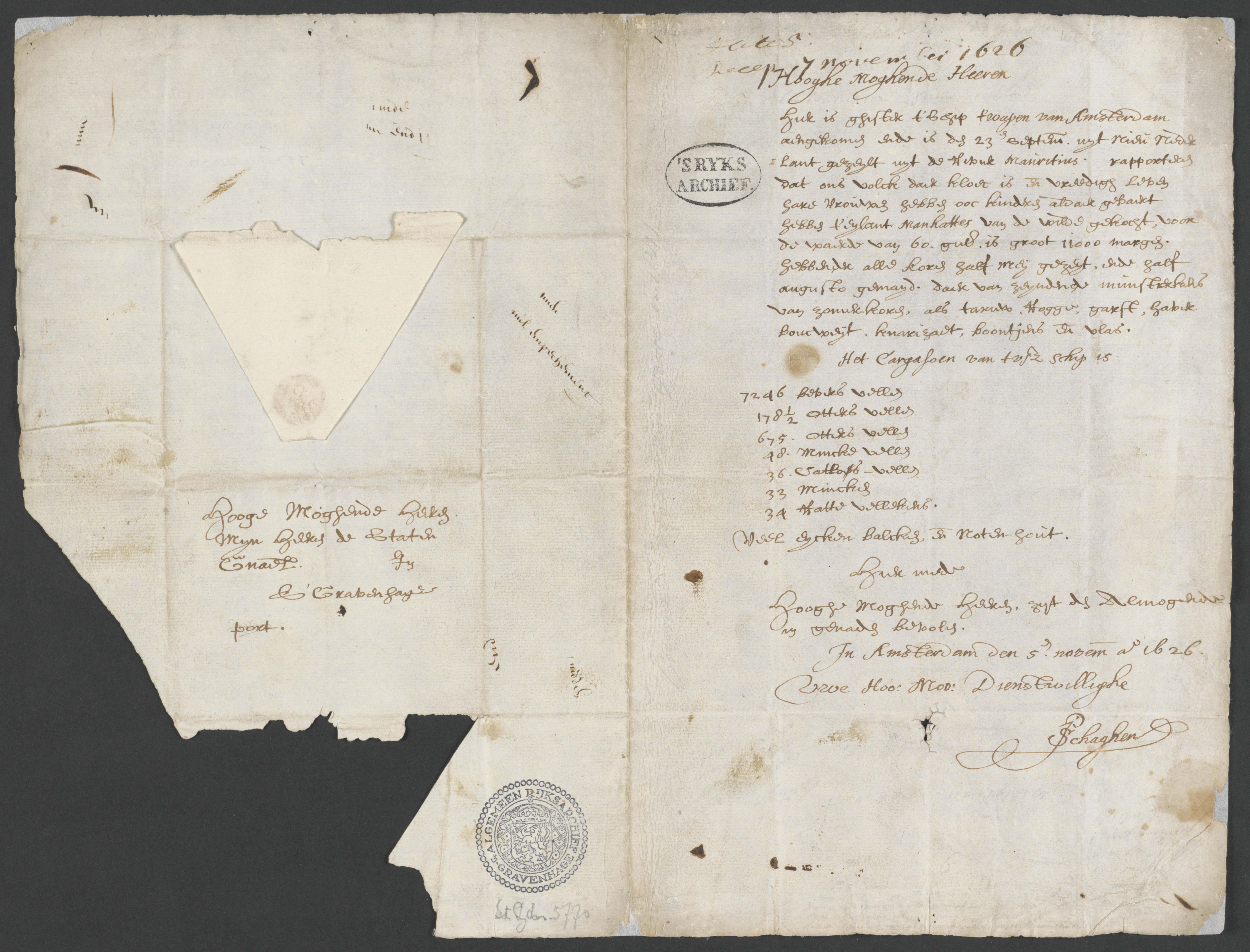
Schagen-Brief, 1626

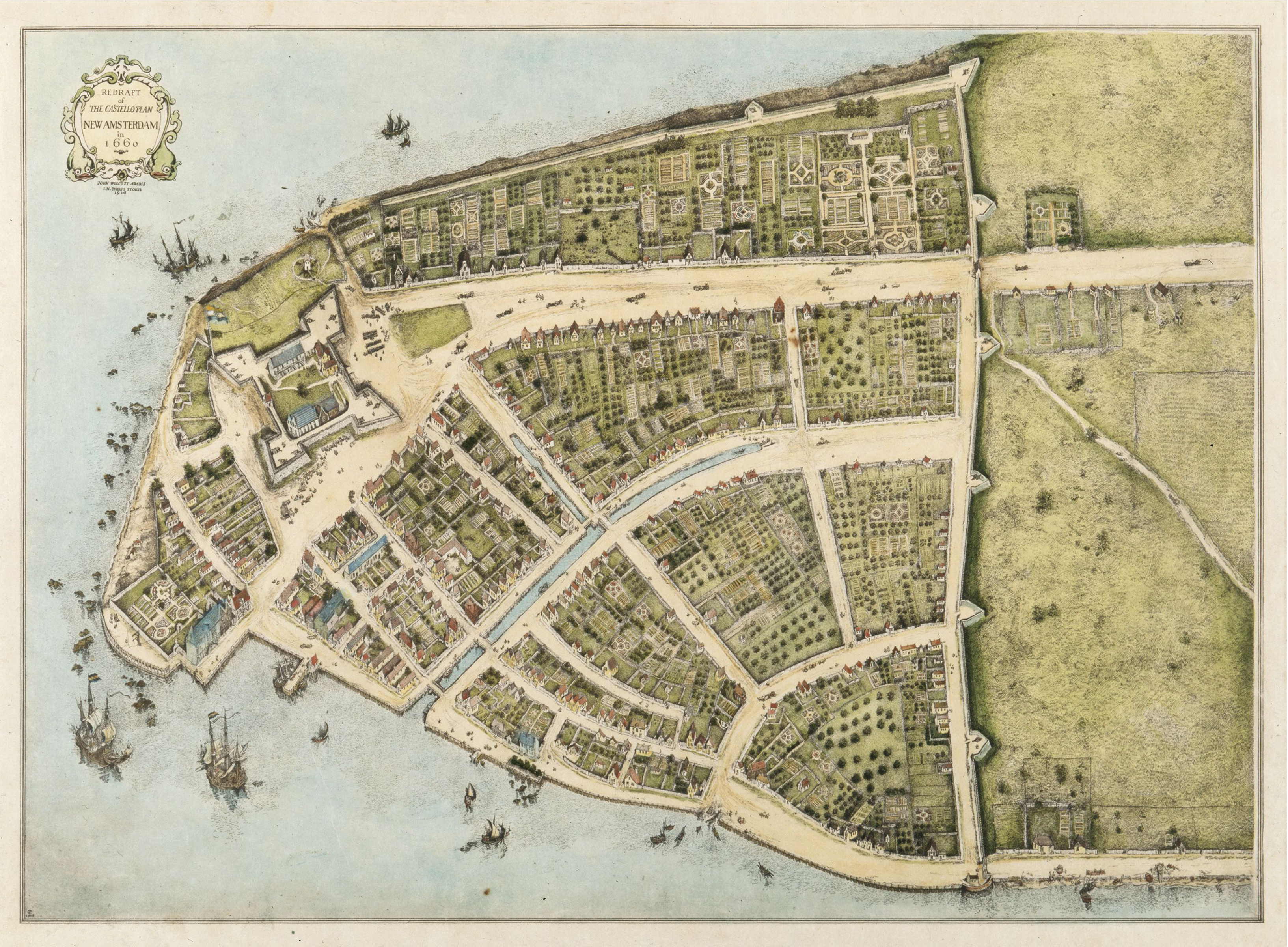
Plan von Neu-Amsterdam 1660

Erste Entdeckungsreisen in das Gebiet des heutigen New York fanden 1524 durch Giovanni da Verrazzano und 1609 durch Henry Hudson statt. Ab 1610 begannen niederländische Kaufleute einen lukrativen Fellhandel mit den dort lebenden Indianern. Am 27. März 1614 erhielt die neu gegründete Compagnie van Nieuwnederlant (Neuniederland-Kompanie) von den Generalstaaten ein Monopol für den Handel in dem Gebiet.
Im Oktober 1618, zehn Monate nach Ablauf des Handelsmonopols, bewarb sich die Kompanie um eine neue Charta. Damals wurde aber von den Generalstaaten bereits die Gründung einer neuen Kompanie, der Niederländischen Westindien-Kompanie (WIC), erwogen. Am 3. Juni 1621 erhielt die WIC von der Republik der Sieben Vereinigten Provinzen einen Freibrief für den alleinigen Handel in Amerika. Die Kolonisation begann 1624, als sich 30 niederländische, wallonische und französische Familien auf der Insel Manhattan und in der Gegend des Delaware ansiedelten.
Der Legende nach kaufte 1626 Peter Minuit den Einheimischen, wahrscheinlich ein Zweig der Lenni-Lenape-Indianer, die die Insel „Manna-hatta“ nannten, das Eiland für 60 Gulden ab. Die neu gegründete Siedlung erhielt den Namen Nieuw Amsterdam und wurde zur Hauptstadt der Kolonie Nieuw Nederland. In der Siedlung herrschten bald chaotische Verhältnisse. Unter der Herrschaft von korrupten Gouverneuren nahm die Kriminalität enorm zu.
1647 entschloss sich die Niederländische Westindien-Kompanie, wieder für Ordnung zu sorgen. Diese Aufgabe sollte Petrus Stuyvesant übernehmen. Während seiner 17-jährigen Amtszeit als Gouverneur wurden das erste Krankenhaus, das erste Gefängnis und die erste Schule gebaut. Als Schutz vor Überfällen ließ er 1652 im Norden der Stadt quer über die Insel eine Mauer errichten, die später der dort verlaufenden Straße ihren Namen geben sollte, der Wall Street. Am 2. Februar 1653 erhielt Nieuw Amsterdam die Stadtrechte.
Am 8. September 1664 ergab sich die Stadt kampflos einer von Richard Nicolls geführten Flotte der Royal Navy. Die Engländer benannten die Stadt und die Kolonie New York nach deren damaligem Befehlshaber James, Herzog von York, dem Bruder Charles’ II. von England, der später selbst König wurde. 1667 gaben die Niederländer alle Ansprüche auf die Kolonie im Frieden von Breda auf, in dem ihnen dafür die Rechte an Suriname zugesichert wurden. Im folgenden Dritten Englisch-Niederländischen Krieg nahmen die Niederländer 1673 durch Cornelis Evertsen die Kolonie kurzzeitig wieder ein, bevor sie das Land endgültig durch die Unterzeichnung des Vertrags von Westminster am 19. Februar 1674 abgeben mussten.

### 18. Jahrhundert

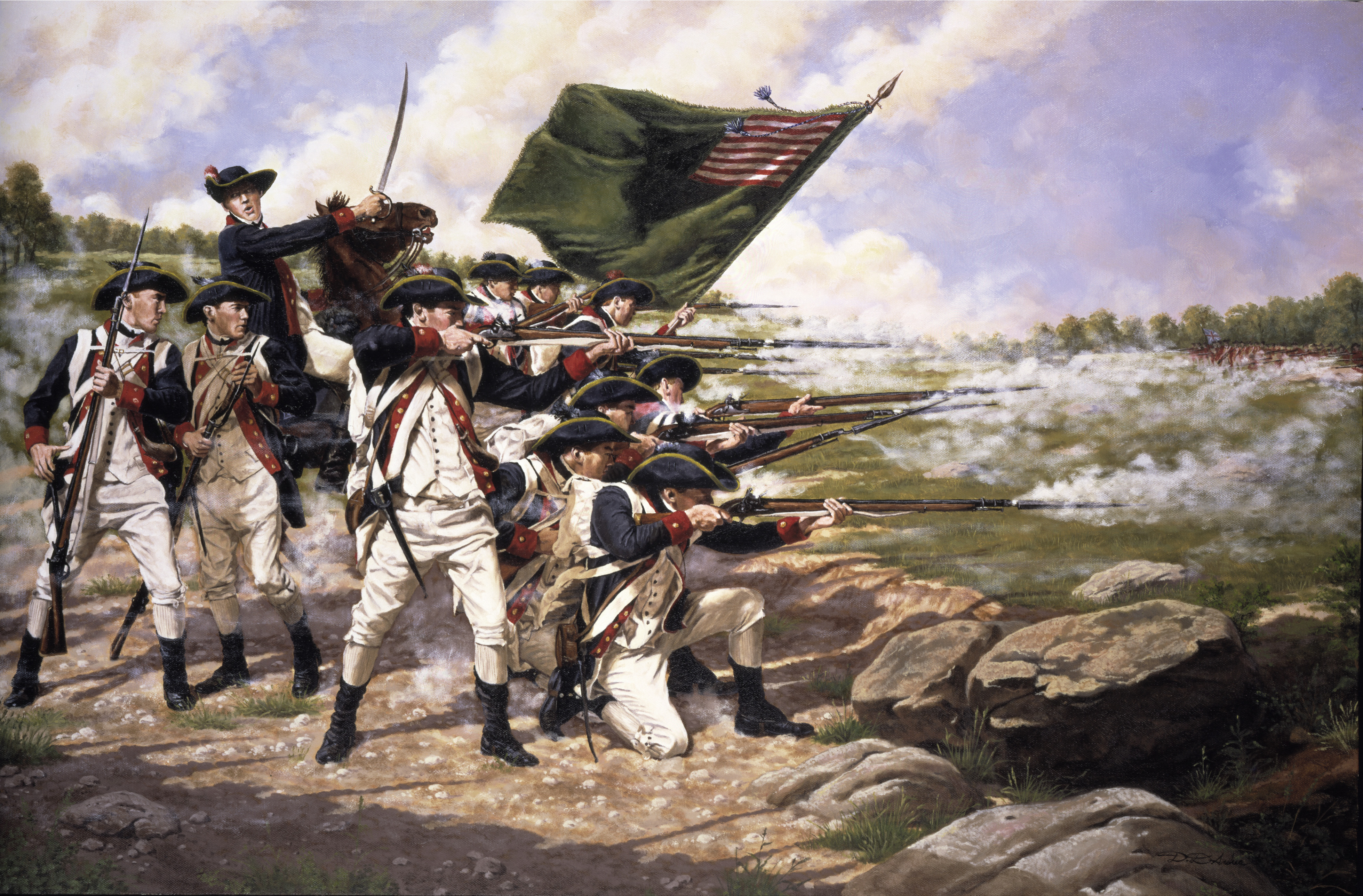
Die Schlacht von Long Island 1776 war die größte Schlacht im Amerikanischen Unabhängigkeitskrieg

Um 1700 war die Zahl der Lenape in der New Yorker Bevölkerung auf 200 Personen geschrumpft. 1703 hatten 42 % der Haushalte Sklaven, und etwa 40 % der Bevölkerung New Yorks waren Sklaven. 1712 kam es zu einem Aufstand afrikanischer Sklaven, der schnell und äußerst brutal niedergeschlagen wurde.
1741 kam es zu mehreren Bränden, und es breitete sich eine Massenhysterie aus. Schwarze wurden beschuldigt, in einer Verschwörung mit armen Weißen die Stadt abbrennen zu wollen. 13 Schwarze wurden lebendig verbrannt und vier Weiße und 18 Schwarze wurden gehängt.
1754 wurde die Columbia University unter dem Namen King’s College von König George II. in Lower Manhattan gegründet. Erst nach der amerikanischen Revolution wurde sie umbenannt.
Der Stamp Act von 1765 und andere Maßnahmen führten zu Unmut in der Bevölkerung, und die Sons of Liberty lieferten sich zwischen 1766 und 1776 Gefechte mit den Briten. New York war aktiv an der Unabhängigkeitsbewegung beteiligt. 1776 war die Stadt für kurze Zeit das Hauptquartier George Washingtons, wurde dann aber von den Briten besetzt. Im gleichen Jahr zerstörte ein Feuer große Teile New Yorks. Die Britischen Besatzer verließen die Stadt erst 1783, nachdem die amerikanische Unabhängigkeit auch von europäischen Staaten einschließlich Großbritannien anerkannt wurde. 1785 verwüstete abermals eine Brandkatastrophe weitere Bereiche der Stadt.
Von 1788 bis 1790 war New York Hauptstadt der Vereinigten Staaten. George Washington wurde 1789 auf dem Balkon der Federal Hall von New York als erster Präsident vereidigt. In den wirtschaftlich schwierigen Zeiten nach dem Krieg gründeten Wertpapierhändler am 17. Mai 1792 die New York Stock Exchange. Am 13. April 1796 erreichte der erste Elefant in Amerika den New Yorker Hafen. 1797 wurde Albany anstelle von New York zur Hauptstadt des Bundesstaats New York bestimmt und ist es bis heute geblieben.

### 19. Jahrhundert

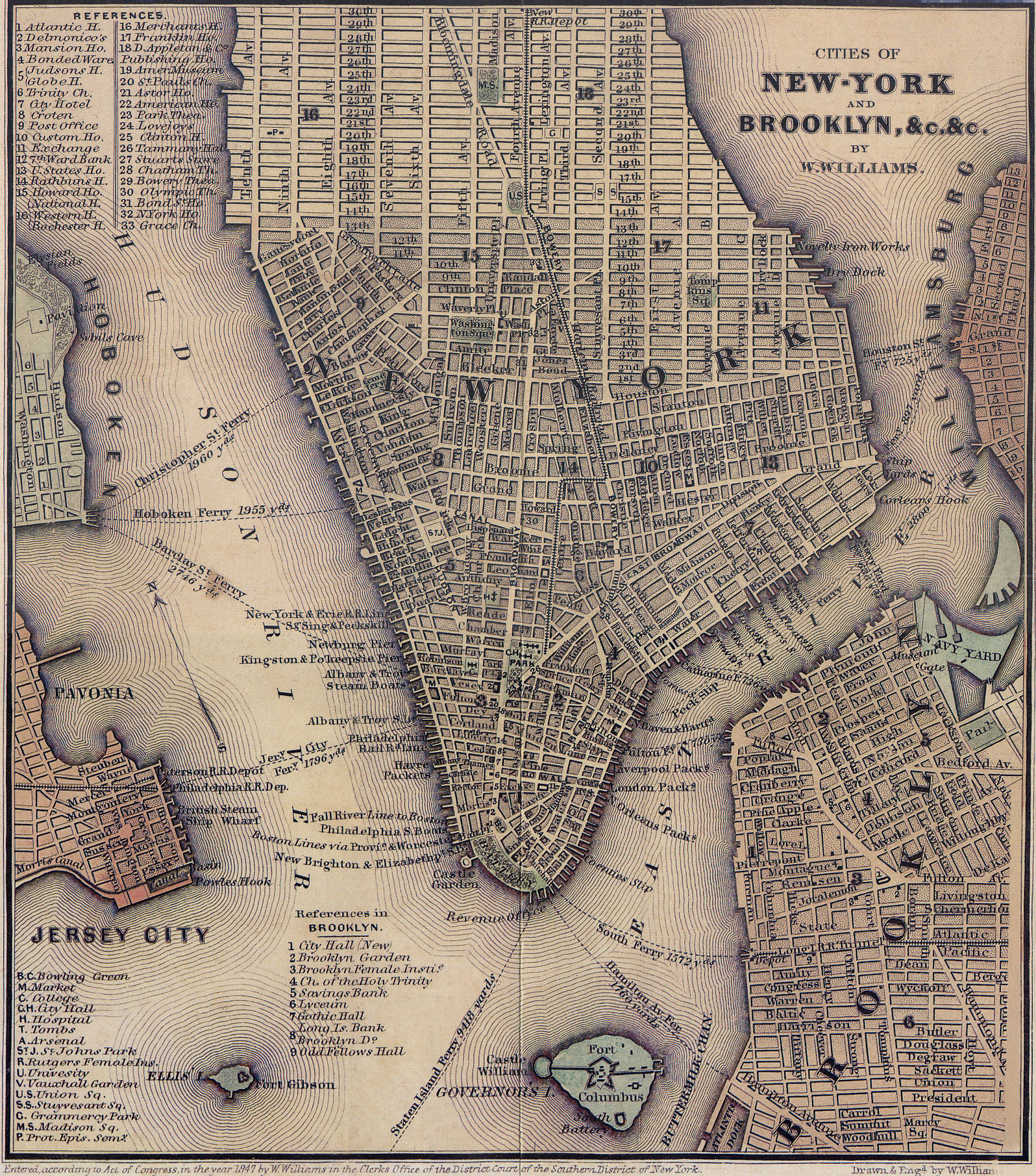
Stadtgliederung New Yorks 1847

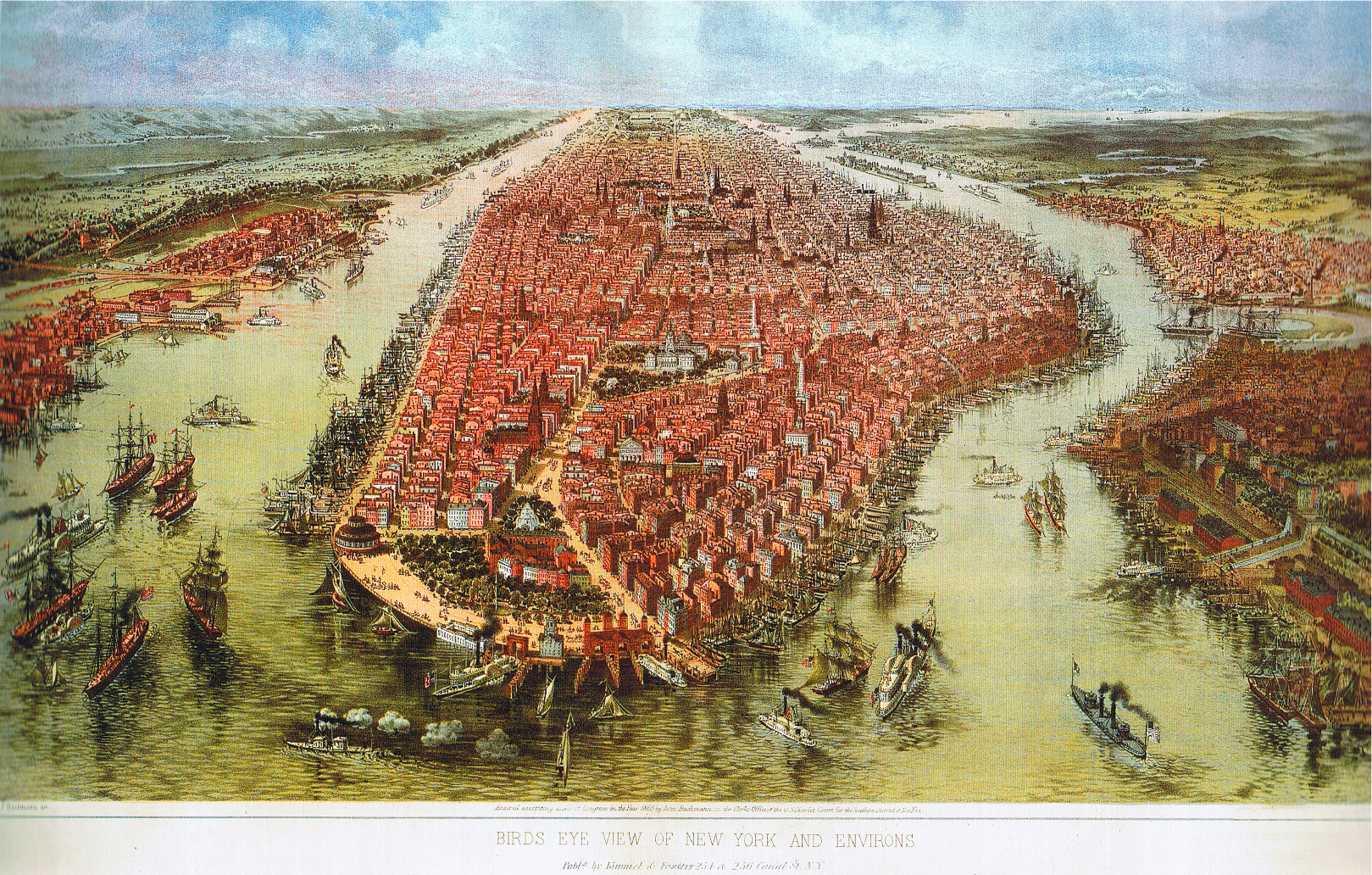
Ansicht von 1865

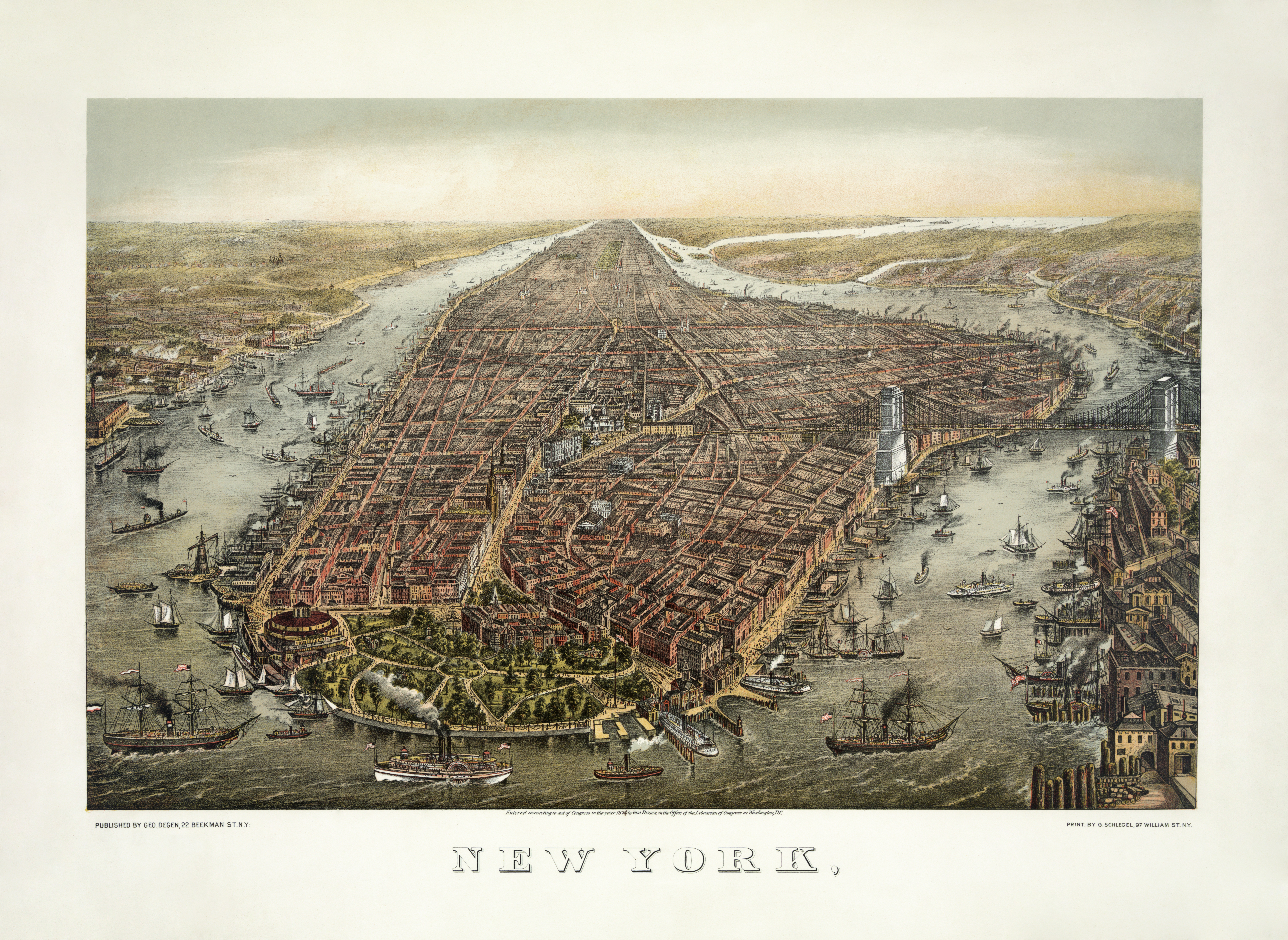
Manhattan um 1873

Anfang des 19. Jahrhunderts wuchs die Stadt schneller als je zuvor. 1811 beschlossen die Stadtplaner mit dem Commissioners’ Plan, die ganze Insel Manhattan, von der nur die Südspitze bebaut war, mit einem rasterförmigen Straßennetz zu überziehen. Bis auf wenige Ausnahmen – die bedeutendste ist der Broadway – wurde dieser Plan konsequent umgesetzt.
Ein Wendepunkt in der Geschichte der Stadt war die Fertigstellung des Eriekanals 1825. Dieses Bauwerk war durch den Gouverneur von New York, DeWitt Clinton, gegen erhebliche politische Widerstände durchgesetzt worden. Durch ihn wurde eine Verbindung zwischen New York, den Großen Seen und damit dem Mittleren Westen geschaffen. Schnell wurde die Stadt zum größten Warenumschlagsplatz an der amerikanischen Ostküste.
Gleichzeitig veränderte sich das städtebauliche Bild. Bisher prägten sogenannte „Brownstone Houses“ (meist zwei- bis viergeschossige Häuser aus Backsteinen) das Stadtbild. Mit der Expansion und dem trotzdem knapp werdenden Wohnungsraum führte man große mehrstöckige Apartmenthäuser ein. Diese opulent gestalteten Wohnhäuser, wie man sie noch heute unter anderem in der Upper West Side am Broadway Ecke 70th bis 74th Street sehen kann, verfügten über luxuriöse Ausstattung, bis hin zu zentralen Dinnerräumen, in denen sich die Bewohner auch zu gesellschaftlichen Anlässen trafen. Um das Vertrauen in den neuen Standort zu stärken, siedelten die Städteplaner bewusst beeindruckende Institutionen in den neuen Stadträumen an, von denen heute viele zu den National Historic Landmarks von New York gehören. Ein Beispiel dafür ist das monumentale Bankgebäude Broadway Ecke 73rd Street oder die Carnegie Hall an der Ecke 57th Street und 7th Avenue.
Durch das große Bevölkerungswachstum, die Armut und das Fehlen einer Kanalisation in den Slums wurden jedoch trotz des Stadtaufstiegs Epidemien begünstigt. So kam es 1832 und 1849 zu Cholera-Epidemien, 1837 verbreitete sich Typhus und 1842 Fleckfieber. Die Wirtschaftskrise von 1837 hatte verheerende Wirkungen, ein Drittel der Arbeiter und zehn Prozent der Gesamtbevölkerung waren zu dieser Zeit arbeitslos, und es kam mehrfach zu Unruhen.
Mitte des 19. Jahrhunderts begannen die Planungen für einen großen Stadtpark, den sogenannten Central Park. Die Bauarbeiten dafür begannen 1858 und waren 1866 größtenteils abgeschlossen. In der zweiten Hälfte des 19. Jahrhunderts nahm der Strom der Einwanderer stetig zu. Iren, Italiener, Deutsche, alle kamen in der Hoffnung auf ein besseres Leben, doch die meisten verbrachten viele Jahre in Slums wie Five Points und Bowery. Konflikte entluden sich teilweise gewaltsam wie in den Draft Riots, die die Stadt in das größte Chaos ihrer Geschichte stürzten.
Wegen des starken Wachstums musste die Verwaltung geändert werden. 1898 schlossen sich die heutigen fünf Stadtbezirke Manhattan, Brooklyn, Richmond (heute Staten Island), Queens und Bronx zu Greater New York zusammen. Teile der Bronx gehörten schon ab 1874 zum Stadtgebiet von New York. Brooklyn war vor dem Zusammenschluss bereits eine der größten Städte des Landes. Bis heute haben sich die einzelnen Stadtteile innerhalb der Stadtbezirke sowohl in der Verwaltung als auch im Selbstverständnis ihrer Bewohner eine gewisse Eigenständigkeit bewahrt. So ist beispielsweise Little Italy die Bezeichnung für ein Stadtviertel, das vor allem von italienischstämmigen Amerikanern bewohnt wird.

### 20. Jahrhundert

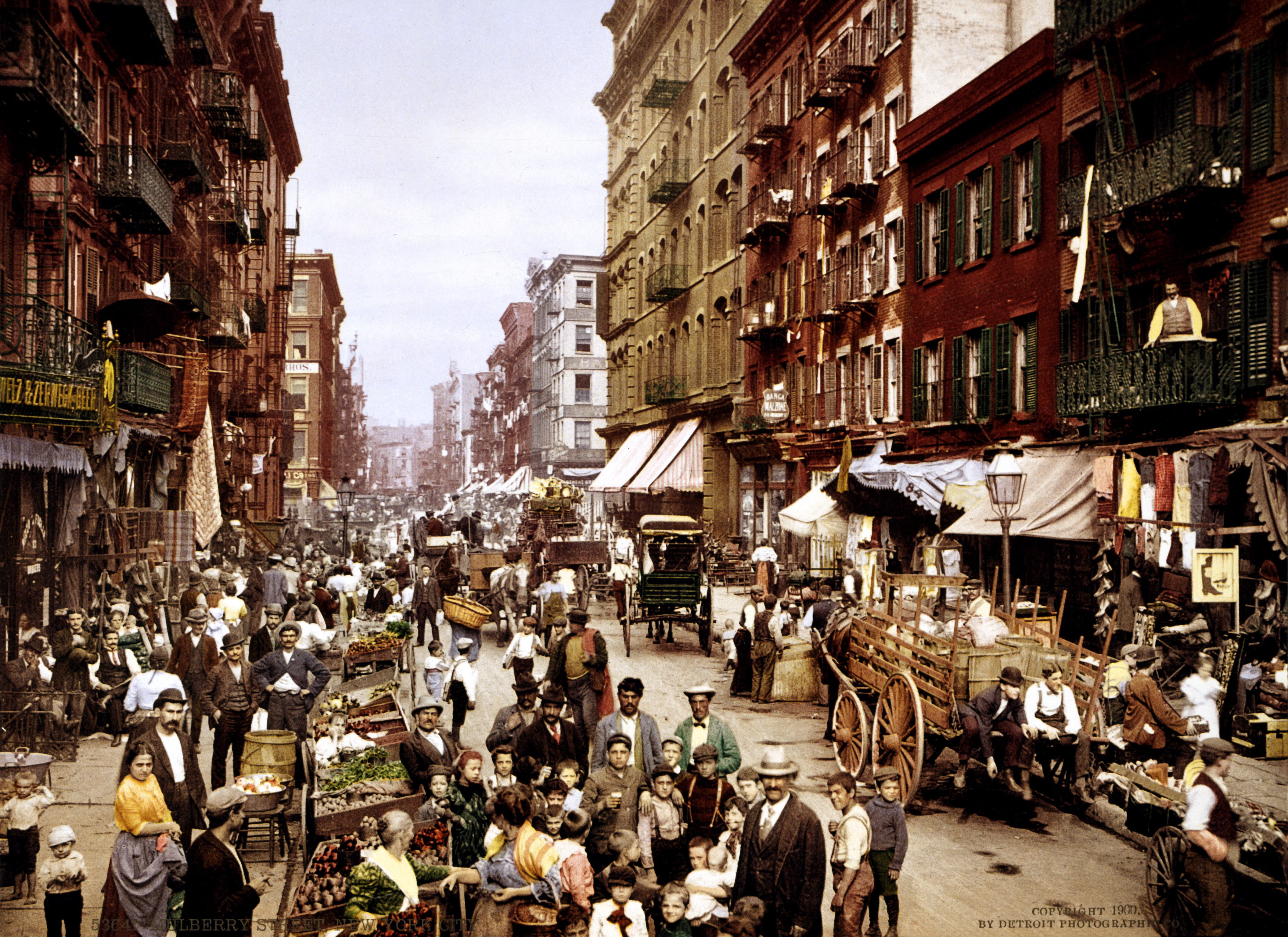
Mulberry Street in Manhattan 1900

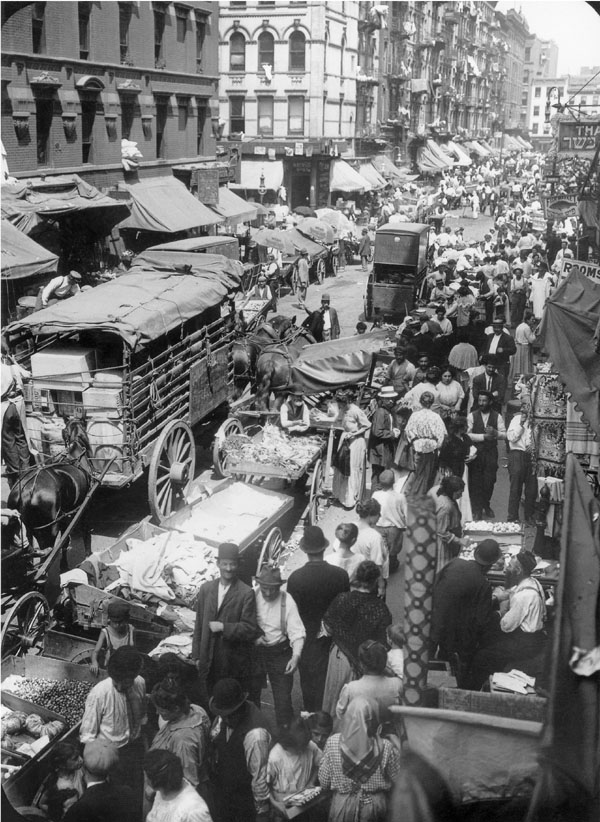
Hester Street in Manhattan um 1903 (Little Italy)

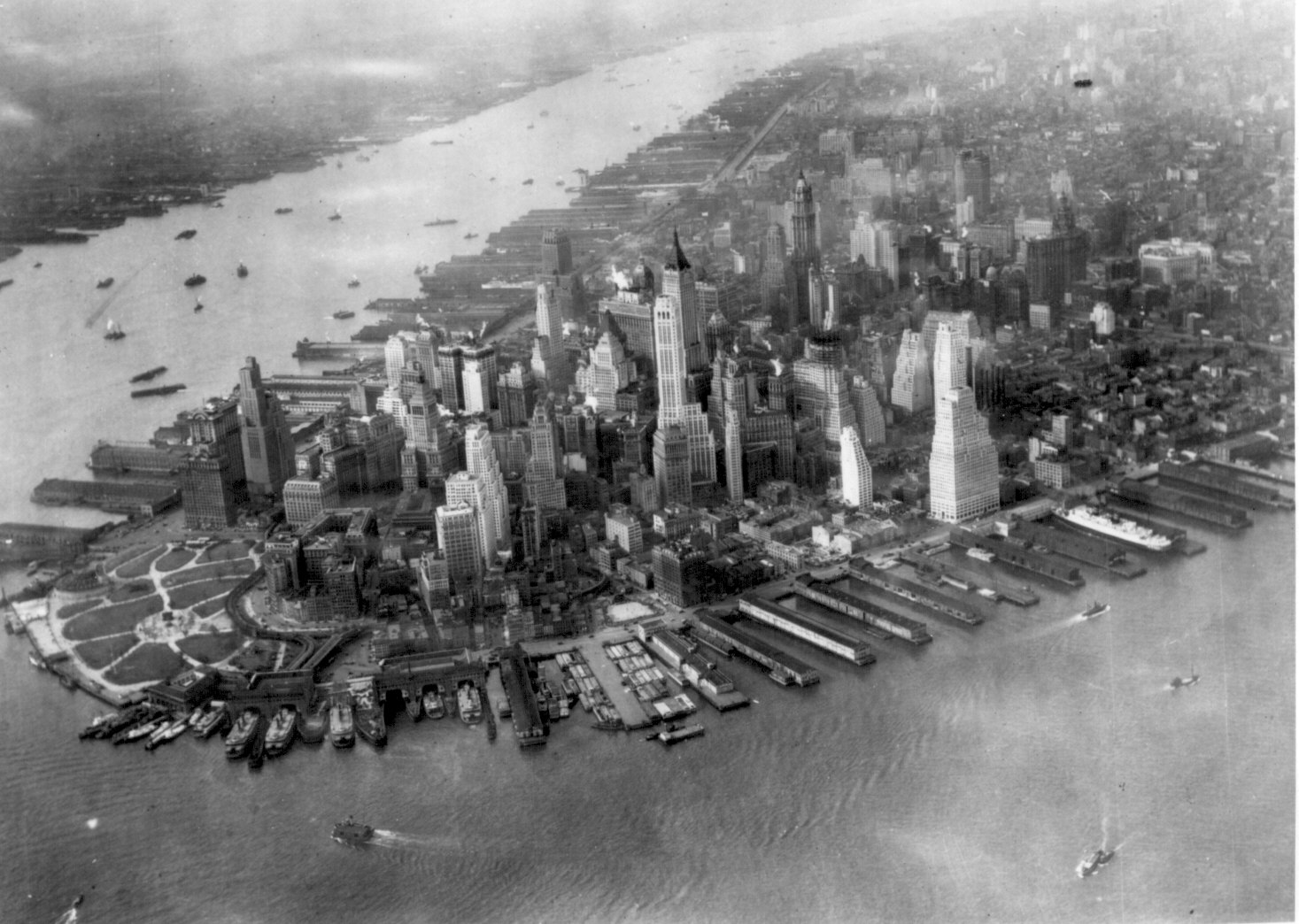
New Yorker Stadtteil Manhattan 1931

In der ersten Hälfte des 20. Jahrhunderts wurde die Stadt zu einem Zentrum der Industrie und des Handels. In den „wilden Zwanzigern“ geriet New York in einen Börsenrausch, der am 24. Oktober 1929, dem Schwarzen Donnerstag, ein jähes Ende fand. Die Wirtschaftskrise traf New York hart, und die unfähige, korrupte Stadtregierung von Bürgermeister Jimmy Walker war völlig überfordert und die Stadt überschuldet.
Die Arbeitslosenquote stieg auf über 25 %; die Menschen verloren neben der Arbeit auch ihre Wohnungen. Die Wende kam durch die von Bürgermeister Fiorello LaGuardia nach seiner Wahl 1933 aufgelegten Hilfs- und Bauprogramme. Anfang des 20. Jahrhunderts entstanden auch die ersten Wolkenkratzer, zum Beispiel das Woolworth Building (1913), das Chrysler Building (1930) und das Empire State Building (1931), die zu Wahrzeichen der Stadt wurden.
Nach Kriegseintritt der USA in den Zweiten Weltkrieg war New York ab September 1942 Ausgangspunkt der wichtigen SC- und HX-Geleitzüge nach Großbritannien. Die beiden wichtigen transatlantischen Konvoiserien bestanden bis Mai 1945.
Nach dem Krieg ging es nach einer kurzen optimistischen Phase schnell bergab. Die Mittelschicht zog in die Vororte, und die Industrie wanderte ab. Wie viele andere US-Städte litt auch New York in den 1960er Jahren unter Rassenunruhen. Durch neue Wellen von schlecht ausgebildeten Einwanderern (vor allem aus Puerto Rico) und durch die Abwanderung der traditionellen Industrie stieg die Zahl der von der Sozialfürsorge abhängigen Bevölkerung drastisch. Durch die seit den 1950er Jahren andauernde Abwanderung der Mittelschicht hatte die Stadtverwaltung immer weniger Steuermittel für immer umfangreichere Ausgaben zur Verfügung.
Infrastrukturen wie die U-Bahn verfielen, die Stadt konnte elementaren Aufgaben wie Schneeräumung teilweise nicht mehr nachkommen. Von den 70er bis in die 90er Jahre herrschte in New York hohe Arbeitslosigkeit (8 %), boomender Handel mit billigen Drogen und hohe Kriminalität mit einer extrem hohen Mordrate. Wegen Geldknappheit der Stadt wurden 50.000 städtische Mitarbeiter entlassen, darunter auch viele Polizisten. 1975 musste die Stadt ihren Bankrott auf der Grundlage von Chapter 9 erklären.
Die Menschen flohen vor der Kriminalität aus der Stadt, Ende der 70er Jahre waren es fast eine Million. 1964, im Jahr der Weltausstellung in New York, hatte die Mordrate bei 550 Toten gelegen, 1972 verdreifachte sich der Wert auf 1691 Morde. 1990 wurde die höchste Mordrate mit 2245 Toten gezählt. Durch Verstärkung der Polizeikräfte sank 1998 die Mordrate auf 630 Tote, 2017 und 2018 halbierte sich der Wert auf unter 300 Morde. Am 13. Juli 1977 gab es einen 25-stündigen Stromausfall, wobei es zu Plünderungen und Bränden kam. Dieser Stromausfall machte den heruntergekommenen Zustand der Stadt für alle deutlich sichtbar.
Der relativ günstig zu habende Wohnraum (dazu wurden oftmals leerstehende Industriebauten adaptiert) in Vierteln wie der Lower East Side und Brooklyn zog von Mitte der 1970er bis weit in die 1980er Jahre eine neue Generation von Künstlern, Musikern und Independent-Filmemachern an. In dieser Zeit entstanden völlig neue Musikrichtungen wie Hip-Hop oder No Wave, so unterschiedliche Künstler wie Jim Jarmusch, Madonna oder Keith Haring starteten hier ihre Karrieren.

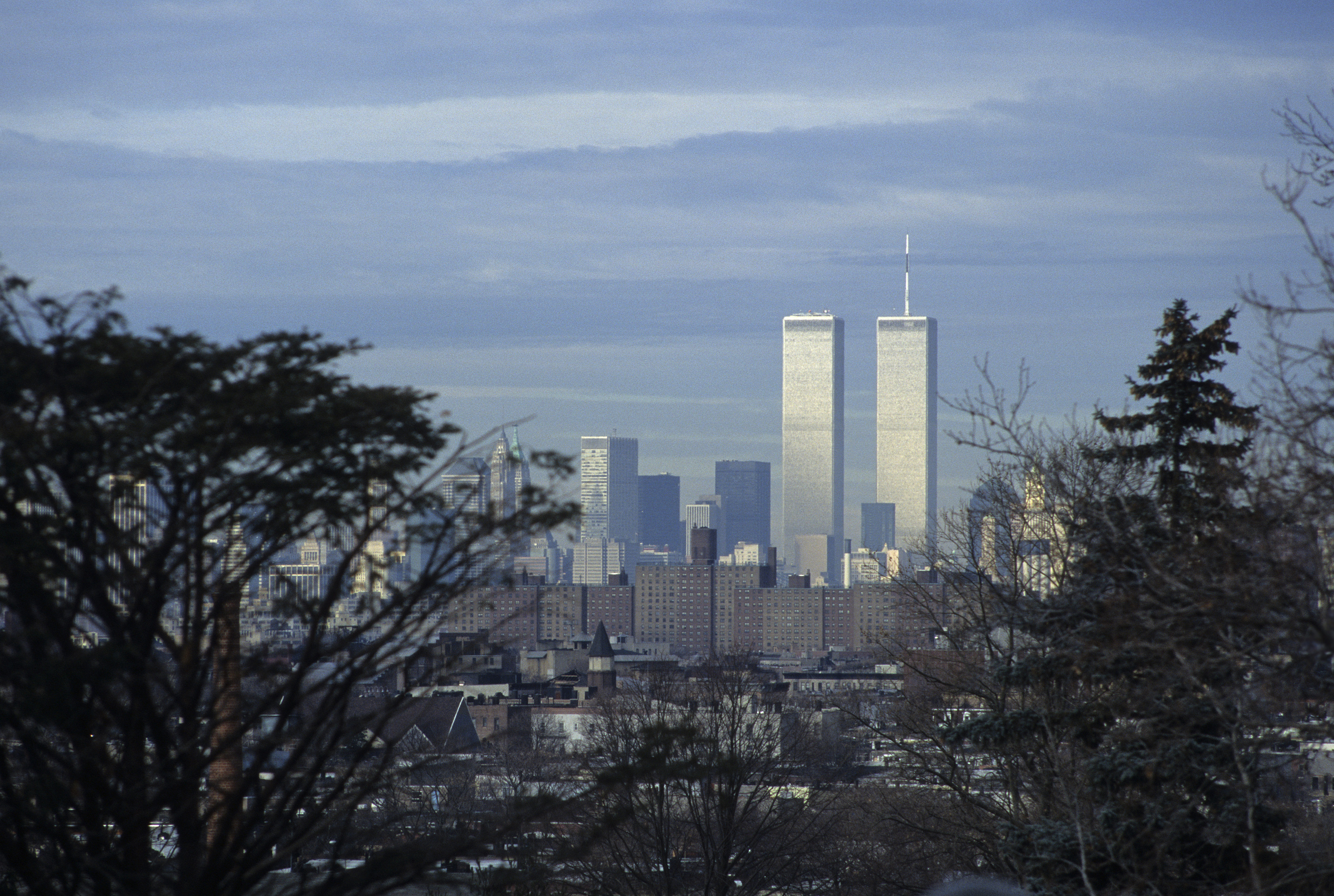
Blick von Queens auf die Skyline mit dem World Trade Center, 1997

Ed Koch sanierte während seiner Amtszeit als Bürgermeister (1978–1989) das städtische Budget. Im Wirtschaftsaufschwung der 1980er Jahre nahm die Wall Street wieder eine führende Rolle in der Finanzwelt ein. In den 1990er Jahren erzielte der populäre Bürgermeister Rudy Giuliani mit der sogenannten Nulltoleranzstrategie erheblichen Erfolg, die Kriminalitätsrate fiel drastisch, auch unter Beteiligung der zivilen Schutzorganisation Guardian Angels.
Insgesamt ging die Zahl der Verbrechen zwischen 1990 und 2007 um 77 % zurück, so dass New York City nicht einmal mehr zu den 200 amerikanischen Städten mit der höchsten Kriminalitätsrate zählte. Kritiker wandten allerdings ein, dass Giuliani das Verbrechen nicht beseitigt, sondern lediglich ins Umland abgedrängt habe. Aufgrund der massiv verbesserten Sicherheit und der wirtschaftlichen Erholung wurde es wieder modern, in New York zu leben. Dadurch stieg allein in den 1990er Jahren die Wohnbevölkerung von 7,3 Millionen auf gut 8 Millionen an.

### 21. Jahrhundert

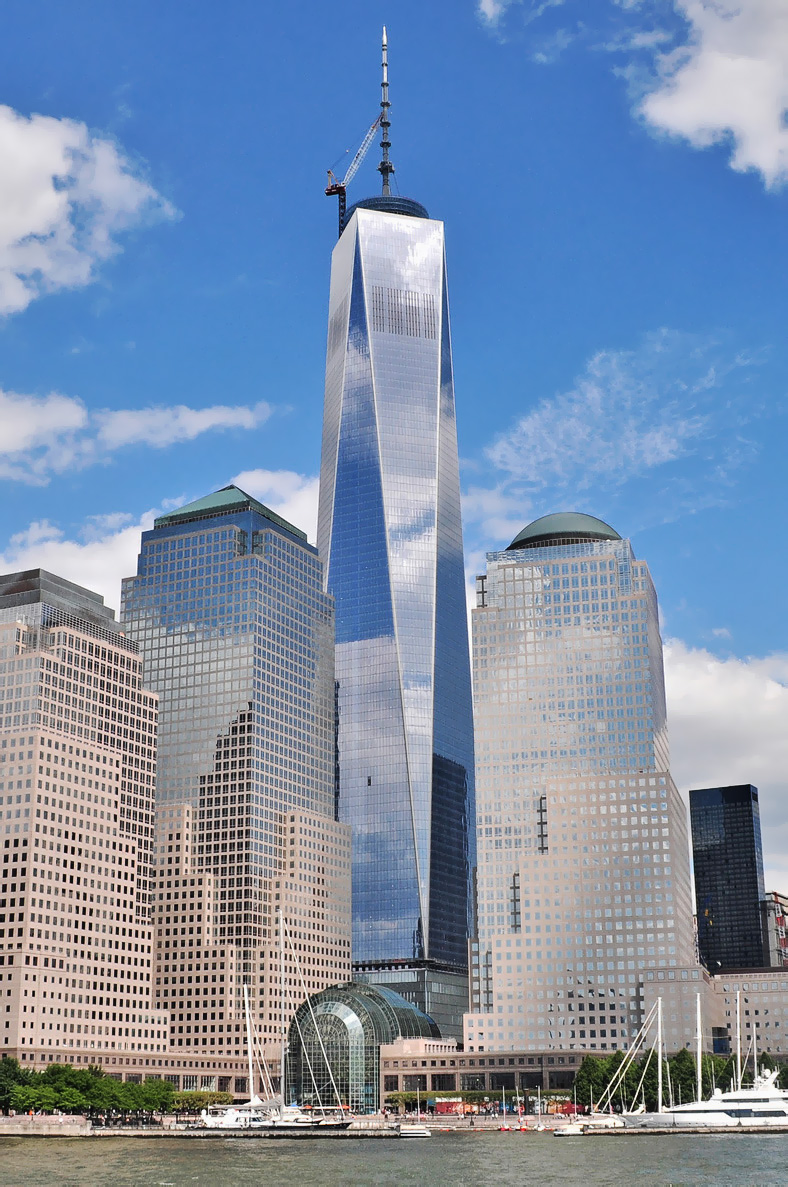
Das neue One World Trade Center am Ground Zero

Am 11. September 2001 wurde das World Trade Center (WTC) durch einen Anschlag des islamistischen Terrornetzwerkes Al-Quaida zerstört. In einer konzertierten Aktion lenkten Terroristen zwei von insgesamt vier entführten Passagierflugzeuge in die Zwillingstürme, die in der Folge kollabierten. Der Anschlag forderte insgesamt 2997 Todesopfer und werden als Zäsur in der Geschichte der Auseinandersetzung zwischen der westlichen und der arabischen Welt gedeutet. Es dauerte bis Mai 2002, bis die Aufräumarbeiten am sogenannten Ground Zero, dem Areal, auf dem das WTC gestanden hatte, beendet werden konnten. Das World Trade Center war bereits 1993 durch einen Bombenanschlag in der Tiefgarage des Komplexes erschüttert worden (mit sechs Toten und hunderten Verletzten).
Auf Ground Zero wurde von 2006 bis 2014 das One World Trade Center gebaut, das nun mit 541 Metern das höchste Bauwerk der USA ist. Ebenfalls wurde eine Gedenkstätte errichtet, die im Mai 2014 eröffnet wurde. An den letzten Gebäuderesten des WTCs vorbei können die Besucher in ein unterirdisches Museum gelangen, das an die Opfer und die Zerstörung erinnern soll.
Ein neuer Bahnhof am World Trade Center wurde im Februar 2014 teileröffnet. Am 3. März 2016 wurde die Oculus genannte Haupthalle des Bahnhofs eröffnet. Seit den Anschlägen gilt für ganz New York permanent eine erhöhte Alarmbereitschaft; die Polizeipräsenz wurde noch einmal stark erhöht. Die Lebenshaltungskosten in Manhattan sind seit 2001 massiv gestiegen; sie gelten als die mit weitem Abstand höchsten in den USA. Ende des Jahres 2002 kamen mehr Touristen nach New York als in den Jahren vor den Terroranschlägen.
Der Parteitag der Republikanischen Partei fand 2004 im Madison Square Garden in New York statt. Ende Oktober 2012 richtete der Hurrikan Sandy in New York erhebliche Schäden an. Im Stadtgebiet wurden 47 Personen durch die Auswirkungen des Sturms getötet. Weil die Sturmflut mit einer Springflut zusammentraf, erreichte der Pegel im Battery Park an der Südspitze Manhattans einen neuen Höchststand, der die bisherige Höchstmarke beim Durchzug von Hurrikan Donna 1960 übertraf. In der Folge wurden zum ersten Mal seit über 100 Jahren mehrere Tunnel der New York City Subway überflutet. Der Hudson River trat vorübergehend über die Ufer und überschwemmte etliche Straßen. Die New York Stock Exchange blieb erstmals seit 1888 (Großer Schneesturm) zwei Tage in Folge wegen eines Unwetters geschlossen.

## Politik

### Stadtregierung

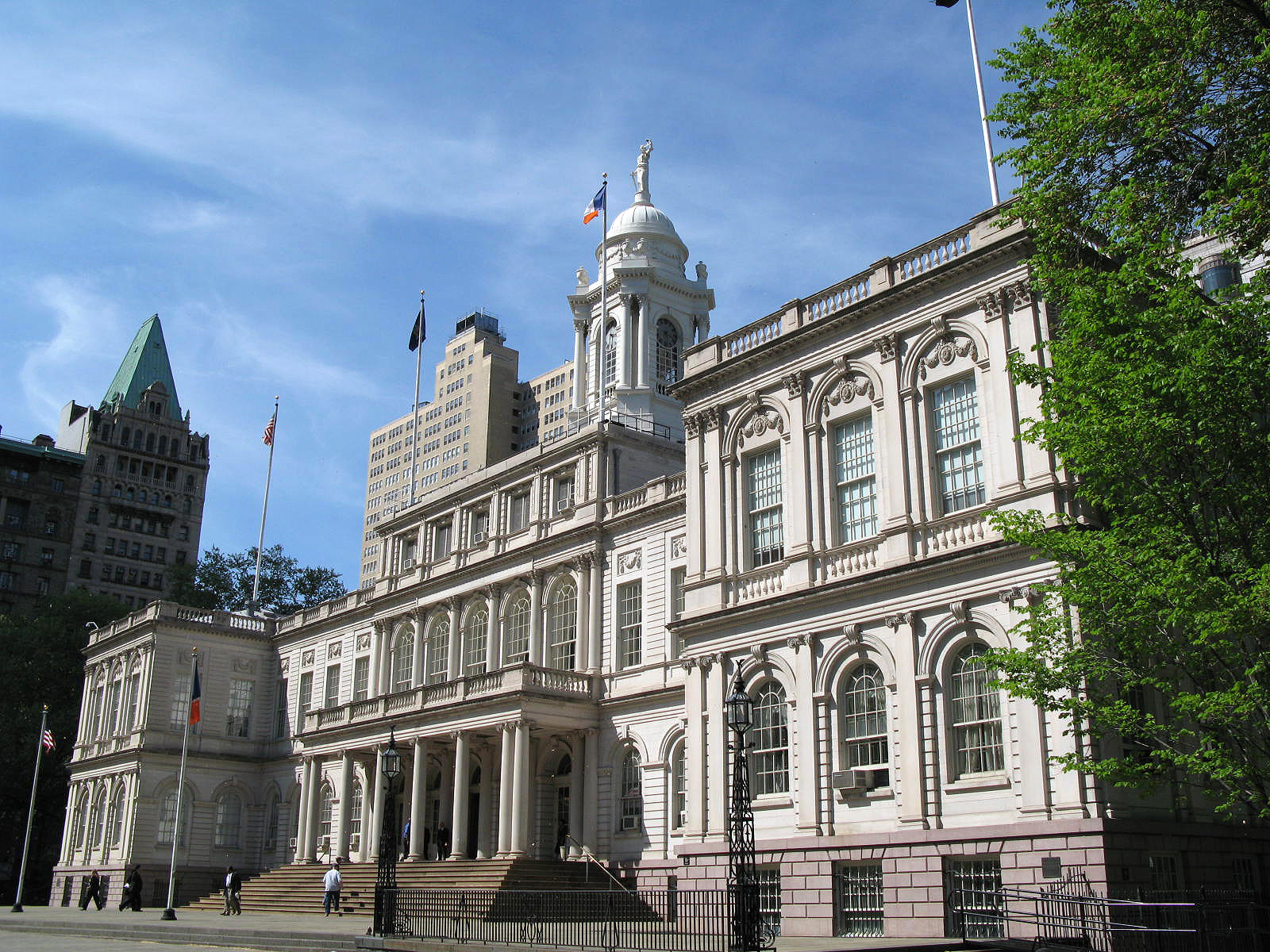
Die New York City Hall ist das älteste Rathaus der USA, das immer noch seine Ursprungsaufgabe erfüllt

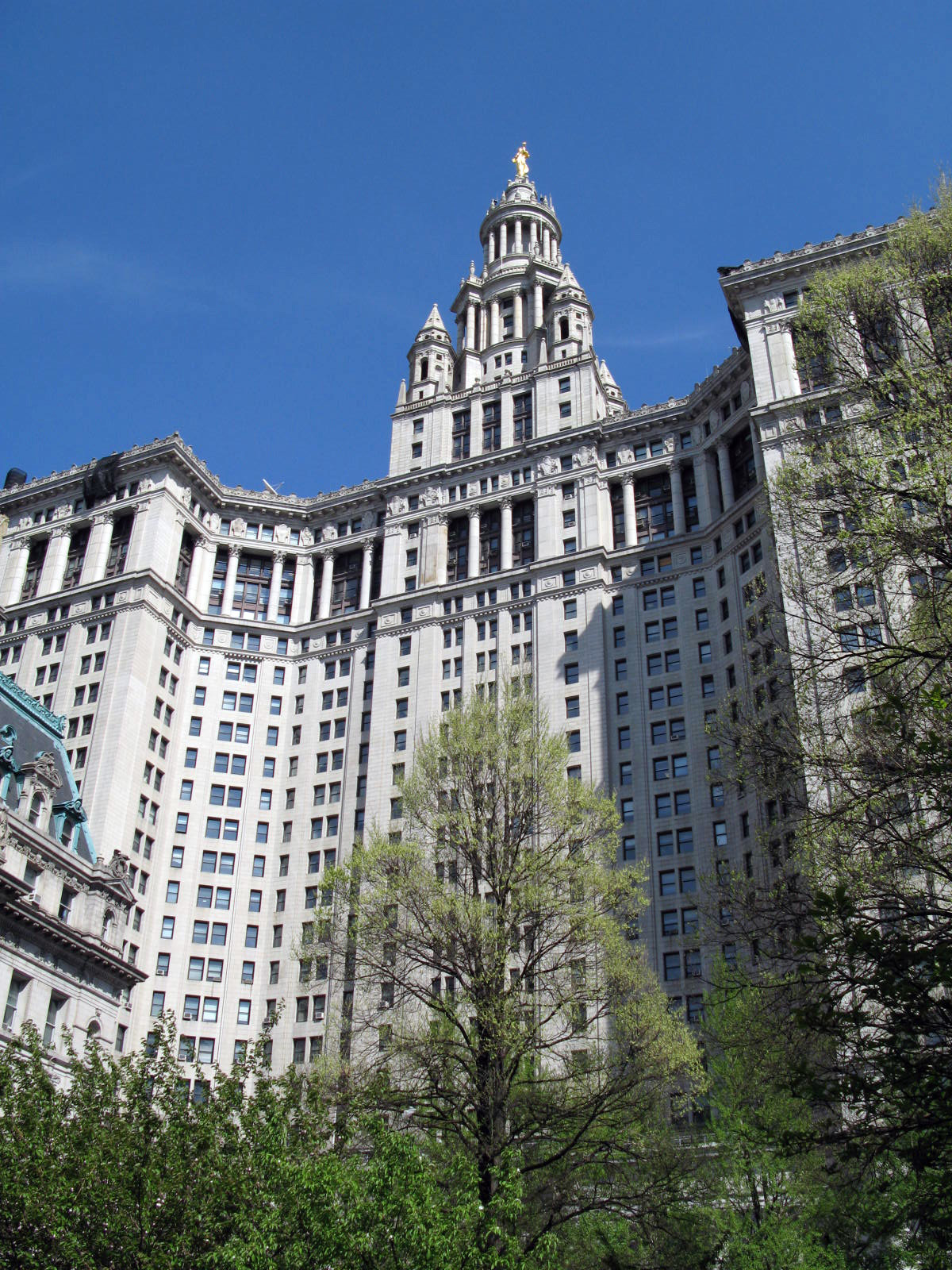
Das Manhattan Municipal Building wurde nach der Vereinigung der Stadtteile 1898 zu New York City gebaut

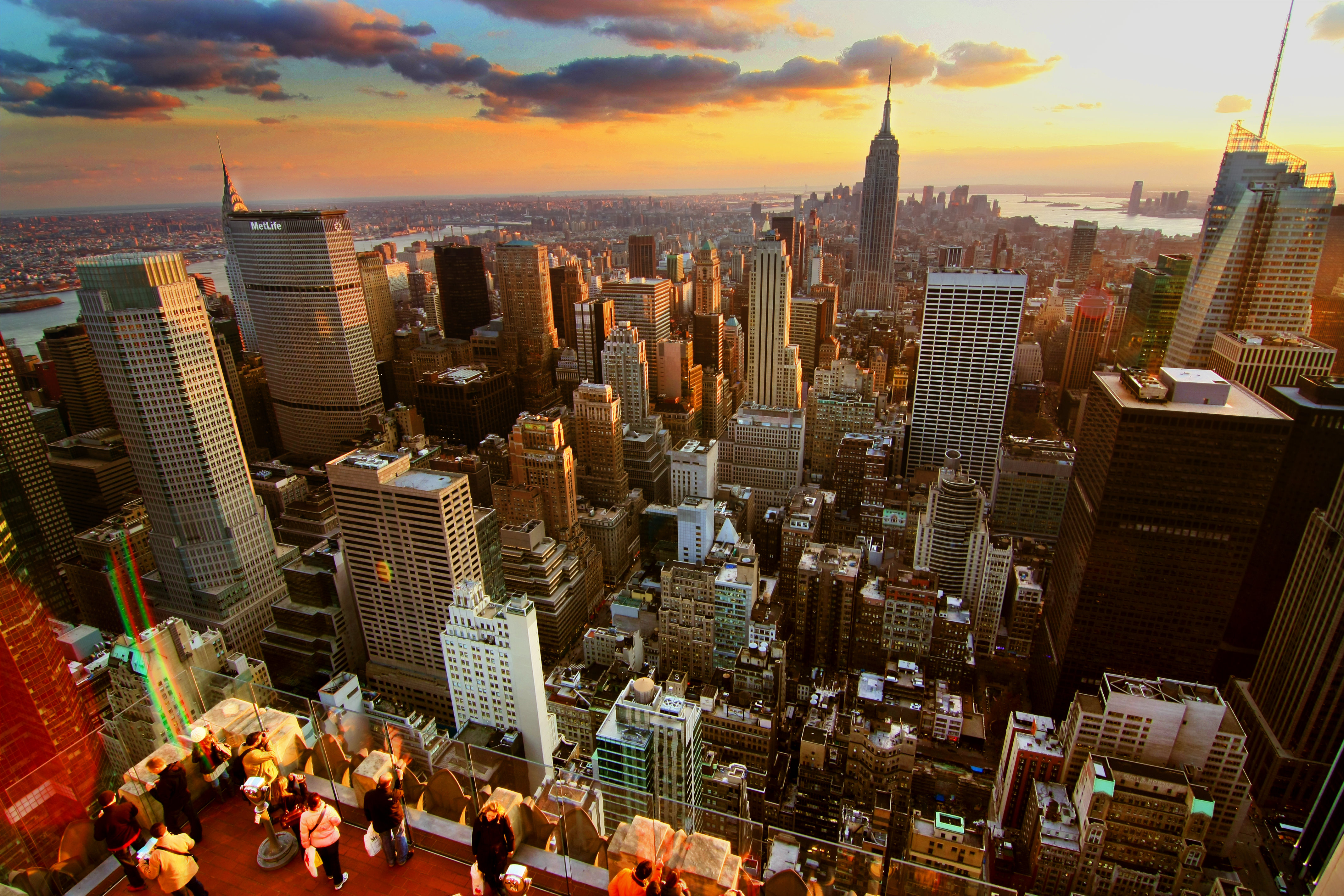
Blick vom Rockefeller Center auf Midtown und Lower Manhattan

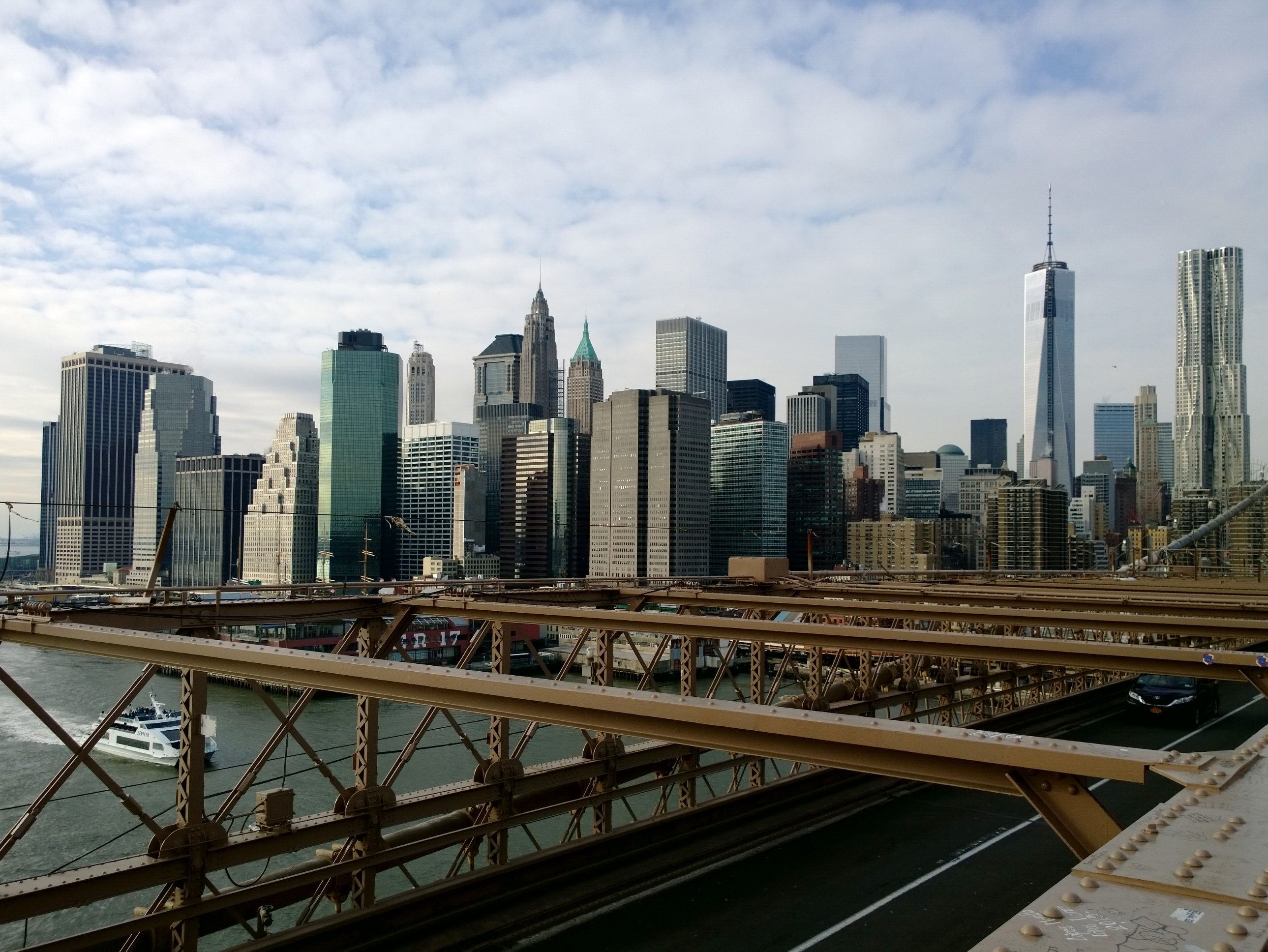
Sicht auf Lower Manhattan von der Brooklyn Bridge

An der Spitze der Stadtverwaltung von New York steht der Bürgermeister (Mayor), der von der Bevölkerung für eine Amtszeit von vier Jahren gewählt wird. Er ernennt ihm verantwortliche Commissioners als Leiter der Verwaltungsteile (Beigeordnete für die Departements). Der Rat der Stadt New York (Council) besteht aus 51 Mitgliedern und wird ebenfalls alle vier Jahre gewählt. Sowohl der Bürgermeister, als auch die Mitglieder des Councils können nur für drei aufeinanderfolgende Amtszeiten gewählt werden, sie können sich dann nach vier Jahren aber erneut zur Wahl stellen. New York City hat eigene Zuständigkeiten für Schulen, Strafvollzug, Bibliotheken, öffentliche Sicherheit, Erholungsangebote, Wasserver- und -entsorgung und öffentliche Wohlfahrt.
Seit dem 1. Januar 2022 ist Eric Adams (Demokrat) neuer Bürgermeister von New York. Er folgte auf Bill de Blasio, der die Geschicke der Stadt von 2014 bis 2021 gelenkt hat. de Blasio wurde am 5. November 2013 gewählt. Nach mehr als zwei Jahrzehnten stand damit wieder ein Demokrat an der Spitze der New Yorker Stadtverwaltung.
Bill de Blasio löste Michael Bloomberg nach zwölfjähriger Amtszeit ab. Vom 1. Januar 2002 bis 31. Dezember 2013 war Bloomberg 108. Bürgermeister von New York. Er ist bekannt als Gründer des Informationsdienstleistungs-, Nachrichten- und Medienunternehmens Bloomberg L.P. mit Hauptsitz in New York. Im Jahre 2001 gewann er die Bürgermeisterwahl und trat die Nachfolge von Rudy Giuliani an. Um nicht in den Vorwahlen antreten zu müssen, wechselte der Demokrat Bloomberg vor der Wahl die Partei und trat den Republikanern bei; ab 2007 war er parteilos. 2005 wurde er mit 58,5 % der abgegebenen Stimmen wiedergewählt. Sein Herausforderer Fernando Ferrer von der Demokratischen Partei erhielt 38,7 %. 2009 wurde Bloomberg erneut mit 50,6 % wiedergewählt, während Ferrer auf 46 % der Stimmen kam.
Bloombergs Vorgänger Rudy Giuliani war vom 1. Januar 1994 bis 31. Dezember 2001 der 107. Bürgermeister von New York und wurde vor allem als rigoroser Verbrechensbekämpfer und durch sein Auftreten nach den Terroranschlägen am 11. September 2001 auf das World Trade Center populär. Im Rennen um die Nachfolge des scheidenden Stadtoberhaupts Ed Koch unterlag Giuliani 1989 als Kandidat der Republikanischen Partei und der Liberalen Partei noch dem Demokraten David Dinkins, der als erster Schwarzer New Yorker Bürgermeister wurde.
Fünf Jahre später kandidierte Giuliani erfolgreich gegen Amtsinhaber Dinkins in einer Wahl, die die Stadt nach ihren ethnischen Gruppierungen teilte. Giuliani profitierte dabei auch von der Unterstützung des damals gerade sehr unpopulären US-Präsidenten Bill Clinton zu Gunsten des Demokraten Dinkins. 1997 wurde Giuliani von den Wählern mit großer Mehrheit im Amt bestätigt. In seiner ersten Amtsperiode (1994–1997) ging Giuliani das Problem der Kriminalität durch eine strikte „Law and Order“-Politik an. Er führte eine sehr offensive Polizeiüberwachung ein, die zu einer starken Abnahme der Fallzahlen in fast allen Verbrechenskategorien führte. Giuliani setzte in New York die sogenannte Nulltoleranzstrategie um.
Durch diese Politik wandelte sich das Bild New Yorks in den Augen der Touristen und der Bürger. Der Eindruck einer verbrechensgeplagten, verarmten Metropole, wie er in den beiden Jahrzehnten vor seiner Amtszeit existierte, wich dem einer pulsierenden, sicheren Weltstadt. Es gab weniger Graffiti in den U-Bahnen und einen Wirtschaftsaufschwung, weil sich die Menschen auch nachts im Freien wieder sicher fühlten. Kritiker bemängelten allerdings, dass die verstärkte Polizeipräsenz in NYC nicht nur zu einem Abdrängen der Kriminalität ins bis dahin sichere Umland, sondern auch zu mehr Misstrauen bei den Schwarzen und anderen Minderheiten gegenüber den Ordnungshütern geführt habe. Zu den bekannten Zwischenfällen mit Polizeibrutalität während Giulianis Amtszeit zählen der Tod des unbewaffneten Amadou Diallo und die Gewaltanwendung in Polizeigewahrsam gegenüber Abner Louima.

### Städtepartnerschaften
New York hat die folgenden Städtepartnerschaften:
| Stadt                                  | Seit |
| -------------------------------------- | ---- |
| Tokio, Japan                           | 1960 |
| Peking, Volksrepublik China            | 1980 |
| Kairo, Ägypten                         | 1982 |
| Madrid, Spanien                        | 1982 |
| Santo Domingo, Dominikanische Republik | 1983 |
| Budapest, Ungarn                       | 1992 |
| Rom, Italien                           | 1992 |
| Jerusalem, Israel                      | 1993 |
| London, Vereinigtes Königreich         | 2001 |
| Johannesburg, Südafrika                | 2003 |
| Brasília, Brasilien                    | 2004 |
| Wien, Österreich                       | 2006 |
| Athen, Griechenland                    | 2022 |

## Kultur und Sehenswürdigkeiten

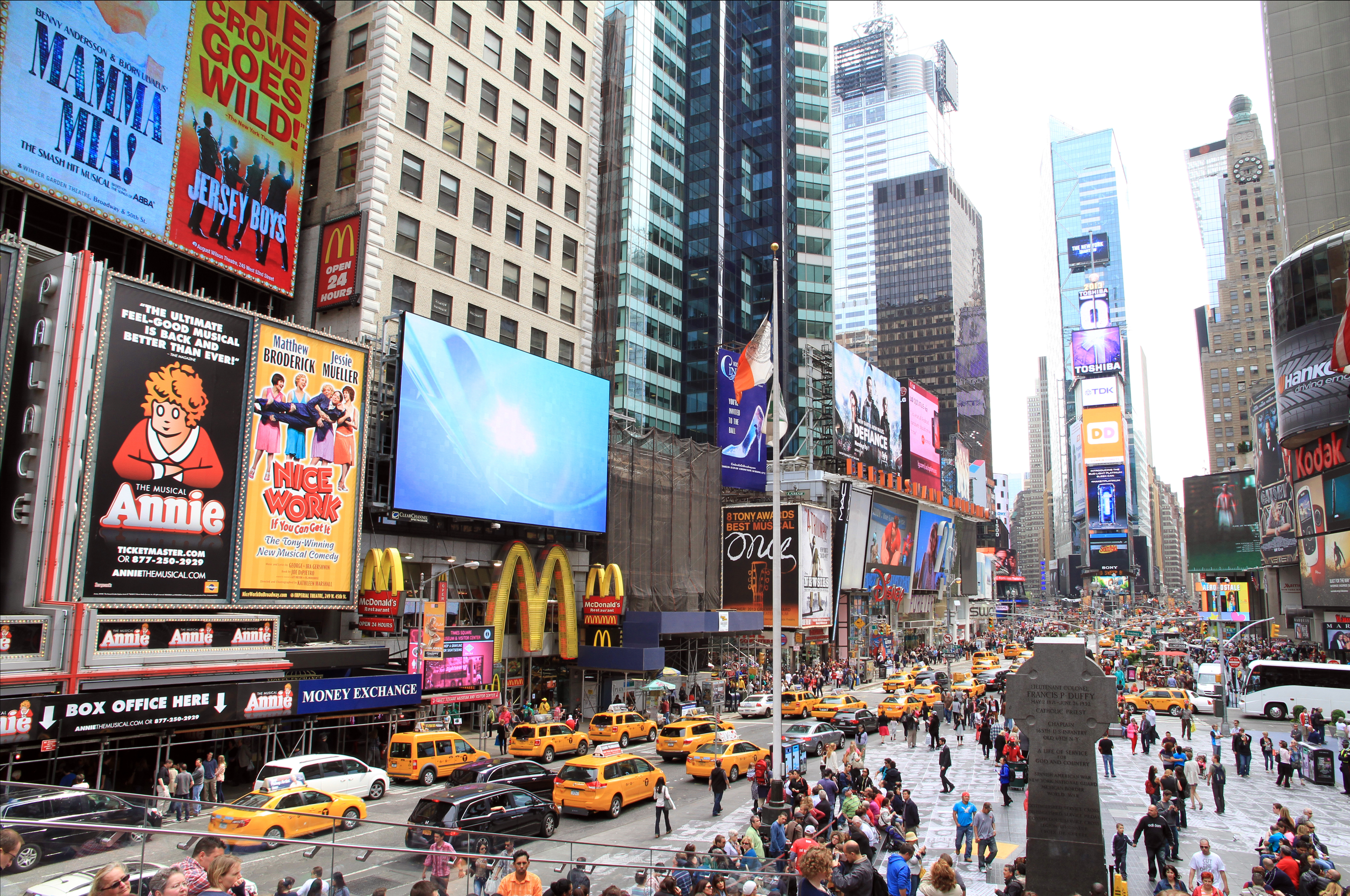
Der Times Square

New York besitzt zahlreiche architektonische Sehenswürdigkeiten, 500 Galerien, etwa 200 Museen, mehr als 150 Theater, zahlreiche Kaufhäuser und über 18.000 Restaurants. Die Stadt gilt als kulturelles und künstlerisches Zentrum der Ostküste der USA und darüber hinaus in diesen Bereichen als weltweit prägend. Viele kulturelle Sehenswürdigkeiten befinden sich insbesondere in Manhattan. Hier bestimmen vor allem in Downtown und Midtown Wolkenkratzer das Stadtbild. Das im Jahr 1902 eröffnete dreieckige Flatiron Building war der erste Wolkenkratzer der Stadt. Weitere sind unter anderem das Woolworth Building von 1913, das im Art-déco-Stil erbaute Chrysler Building von 1930 und der im Jahr 1939 fertiggestellte Gebäudekomplex des Rockefeller Center mit dem NBC-Studio. Zu den meistbesuchten Monumenten der Welt zählt das Empire State Building aus dem Jahr 1931. Etwa 3,5 Millionen Besucher blicken jedes Jahr von dessen Aussichtsplattform auf New York hinunter.

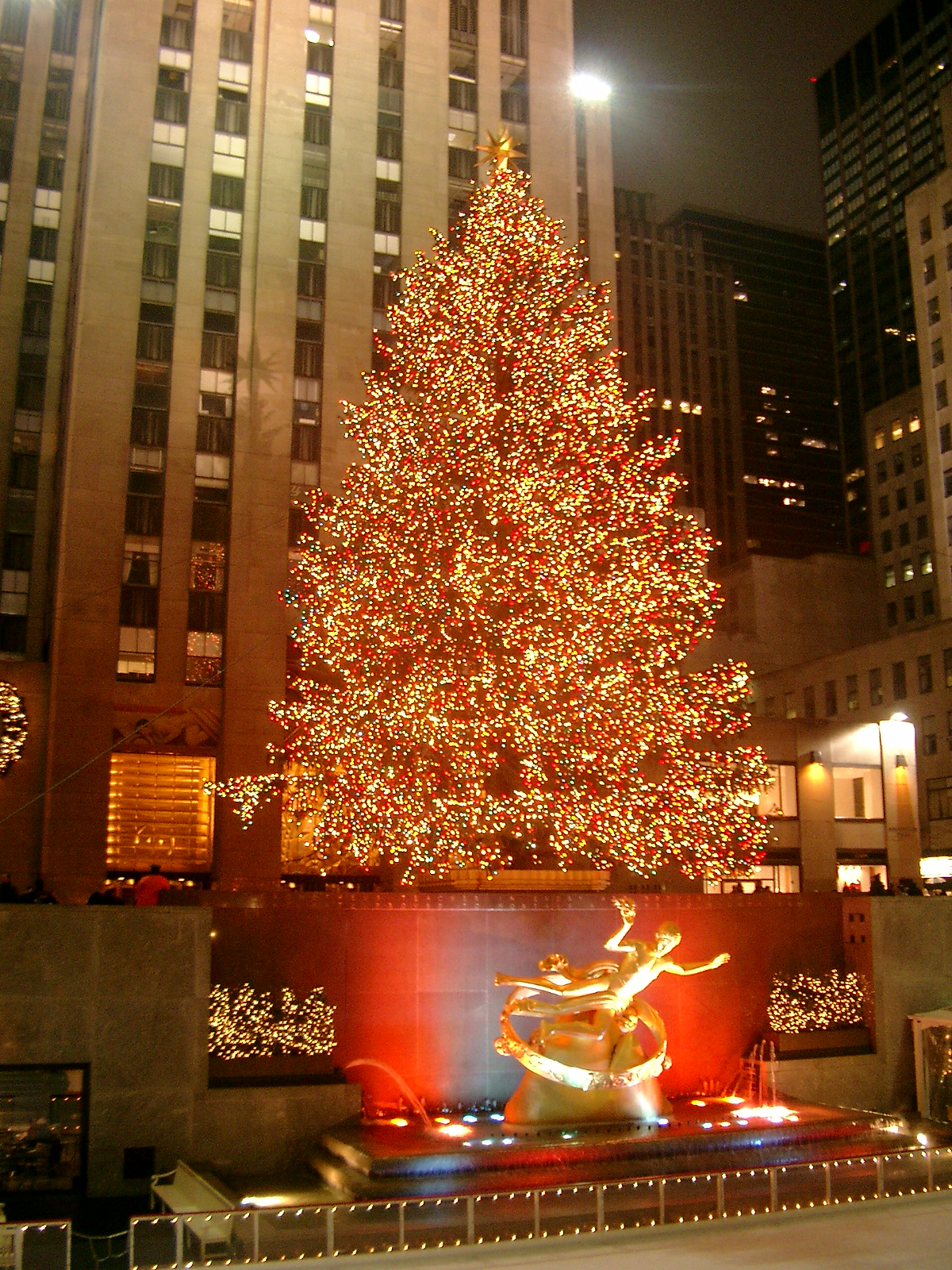
Die Rockefeller Plaza zur Weihnachtszeit

Das Stadtbild zeichnen auch viele Kirchen, zum Beispiel die im Jahr 1879 fertiggestellte Saint Patrick’s Cathedral, die Cathedral Church of Saint John the Divine (Baubeginn 1892), die Trinity Church am Ende der Wall Street, die „United Synagogue of Conservative Judaism“ und die „Armenian Apostolic Church of America Eastern Prelacy“.

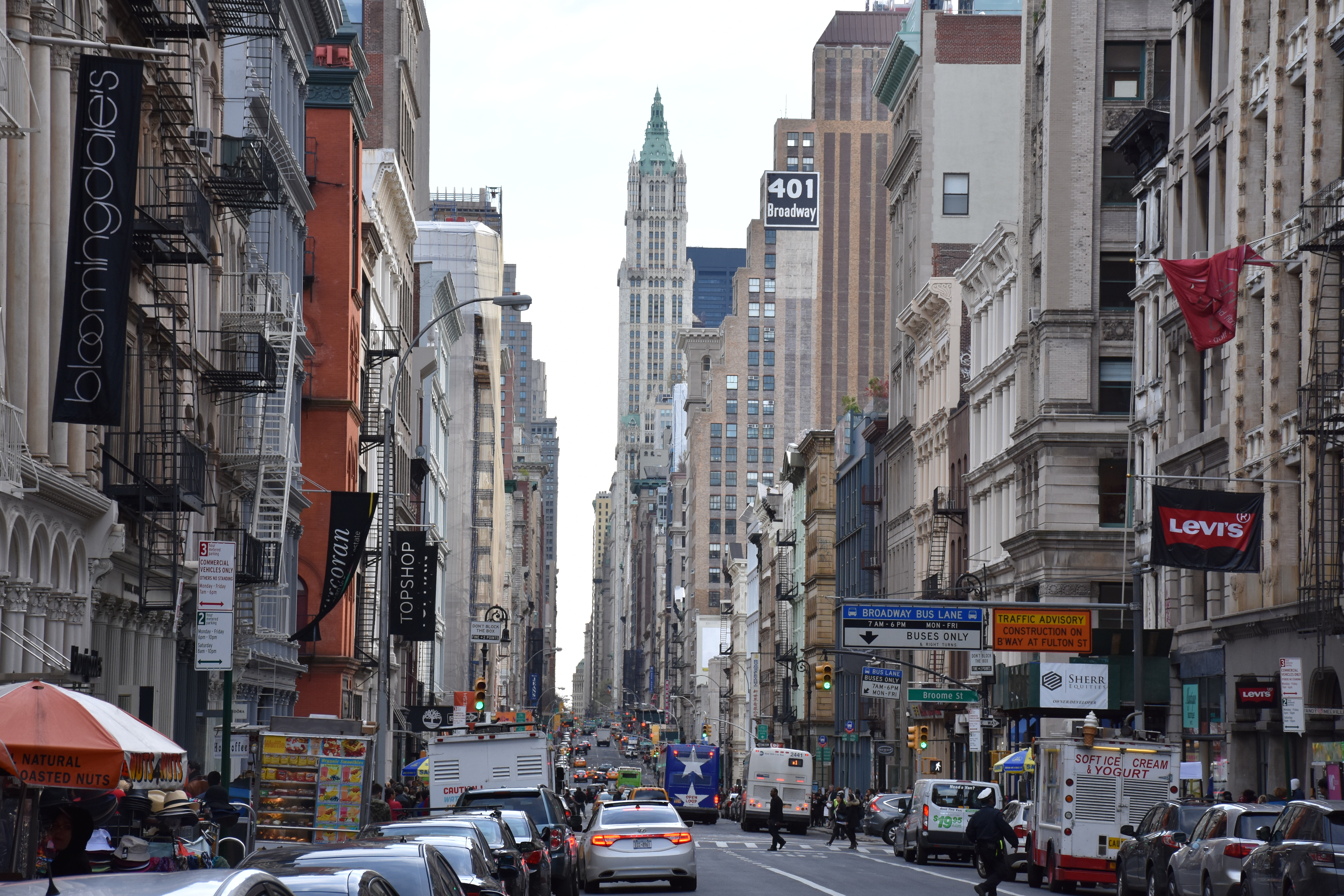
Blick gen Süden auf dem Broadway in SoHo

Das Wahrzeichen New Yorks ist die Freiheitsstatue aus dem Jahr 1886 auf Liberty Island, südlich von Manhattan. Weitere bedeutende Bauwerke sind der wichtigste Bahnhof von New York, der im Jahr 1913 eröffnete Grand Central Terminal, die Brooklyn Bridge, die Manhattan und Brooklyn verbindet, die Arena Madison Square Garden und die Carnegie Hall, eine Konzerthalle. Am East River in Manhattan liegt der Gebäudekomplex der Vereinten Nationen.
Zu den touristischen Attraktionen zählen weiterhin Brooklyn Heights, ein altes Wohnviertel, sowie Greenwich Village mit seinem Triumphbogen und dem Jefferson Market Courthouse, in dem sich eine Bibliothek befindet, Ground Zero, der Platz an dem das World Trade Center stand – es war bei seiner Fertigstellung im Jahr 1973 mit 417 Metern das höchste Gebäude der Welt – und Ellis Island, die ehemalige Einwanderer-Aufnahmestelle im Hudson River.
Bekannte Hotels sind unter anderem das „Regent“ in der Wall Street (eröffnet 1842), das „Peninsula“ an der Ecke 5th Avenue und 55th Street (eröffnet 1900), „The Plaza“ an der Ecke 5th Avenue und Central Park (eröffnet 1907 und mittlerweile in Eigentumswohnungen umgewandelt), das Waldorf Astoria in der Park Avenue (eröffnet 1930), das „Carlyle“ in der 76th Street (eröffnet 1931) und das „Four Seasons“ in der 57th Street (eröffnet 1993).
Der National Park Service weist für New York City 116 National Historic Landmarks aus. 923 Bauwerke und Stätten der Stadt sind im National Register of Historic Places (NRHP) eingetragen (Stand 19. November 2018).

### Theater

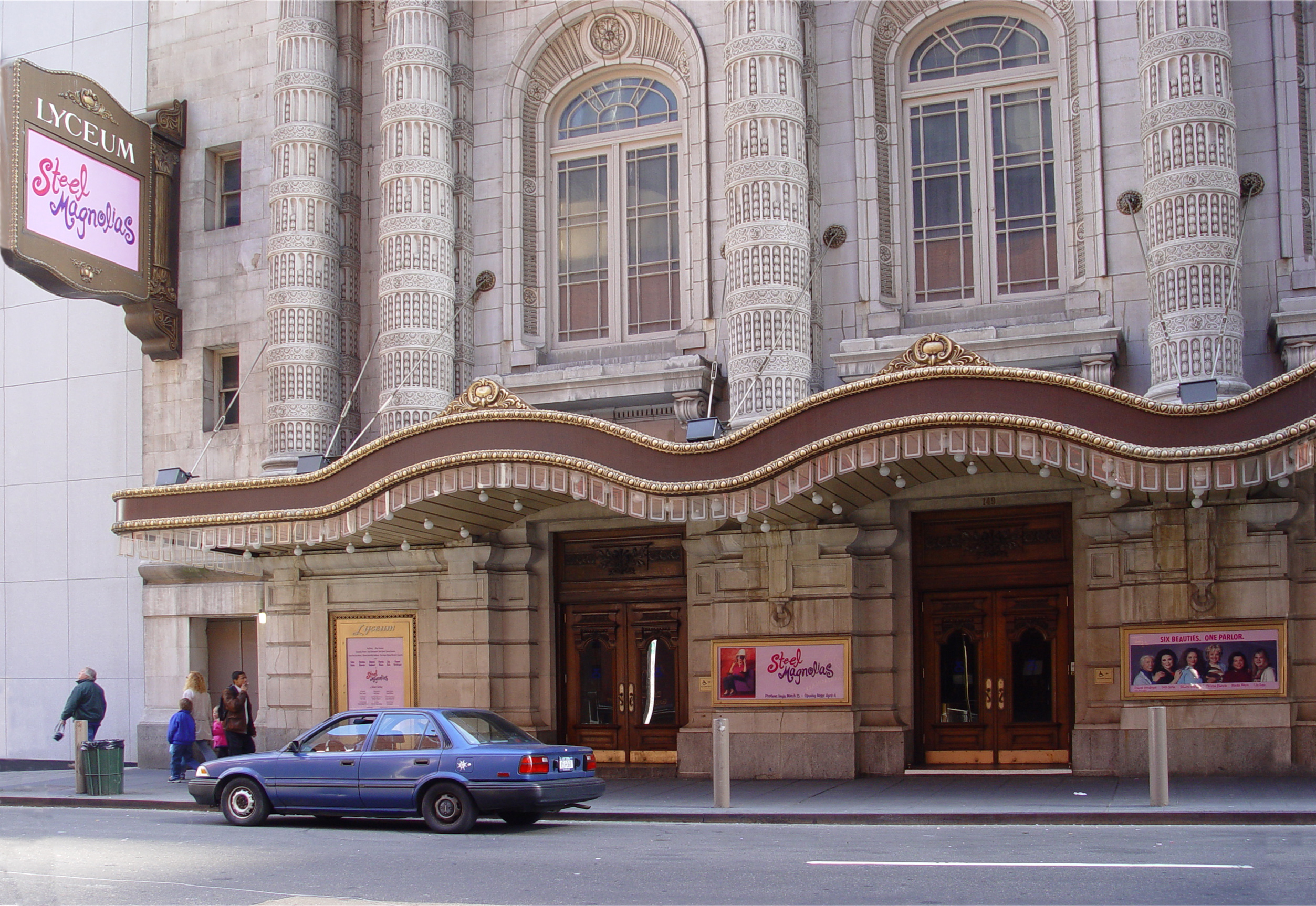
Lyceum, das älteste in Betrieb befindliche Theater am Broadway

Das Zentrum des Theaterlebens in New York ist der Broadway mit Musicalaufführungen für jeden Geschmack. Unter dem Broadway versteht man das Theaterviertel am Times Square zwischen der 41st Street und 53rd Street und zwischen der Sixth und Ninth Avenue. In diesem Viertel gibt es etwa 40 große Theater und ungefähr 1500 sogenannte „Off-Broadway“ und „Off-off-Broadway“-Aufführungen pro Jahr in kleineren Theatern.
Das erste Theater, welches vom vorherigen Theaterviertel am Herald Square zum Times Square umzog, war das Empire Theater. Charles Frohman ließ im Jahr 1893 das Gebäude mit etwa 1000 Sitzplätzen erbauen. Es lag direkt gegenüber dem im Jahr 1883 eröffneten Opernhaus der „Metropolitan Opera“, an dessen altem Standort zwischen der 39th und 40th Street – Ecke Broadway.
Der Broadway erlebte zwischen den Jahren 1910 und 1930 eine Vielzahl von Theater-Neugründungen. Das älteste ununterbrochen bespielte Theater aus dieser Zeit ist das am 2. November 1903 eröffnete „Lyceum“. Es hieß ursprünglich: „New Lyceum Theatre“, da das vorherige Lyceum Theater aus dem Jahr 1885 in der 45th Street, Ecke Broadway, wegen des Neubaus abgerissen worden war. Es war auch das erste Theater, das elektrisches Licht im gesamten Gebäude besaß, eingebaut von Thomas Alva Edison.
In den 1980er Jahren gab es ein „Theatersterben“ am Broadway, aber durch städtebauliche Maßnahmen, Einsparmaßnahmen und die Verpflichtung großer Namen ist die Krise heute (2008) überwunden. Im Jahr 1988 entschied die New York Landmarks Preservation Commission, den meisten historischen Theatergebäuden den Status historic sites zu verleihen. Große Broadwayerfolge waren Cats, 42nd Street, Les Misérables, The Lion King und The Producers.
In der Nähe des Central Parks liegt unter anderem das „Metropolitan Opera House“, kurz MET, das Zuhause der Metropolitan Opera Company und des American Ballet Theatre. Es gehört zum Komplex des „Lincoln Center for the Performing Arts“, wie auch unter anderem die „Avery Fisher Hall“, Spielstätte des New York Philharmonic Orchestra, das „New York State Theater“, welches Aufführungen der New York City Opera und des New York City Ballets zeigt, die „Carnegie Hall“ und die „Juilliard School“. Die „Radio City Music Hall“ wartet mit wechselnden Veranstaltungen auf.

### Musik

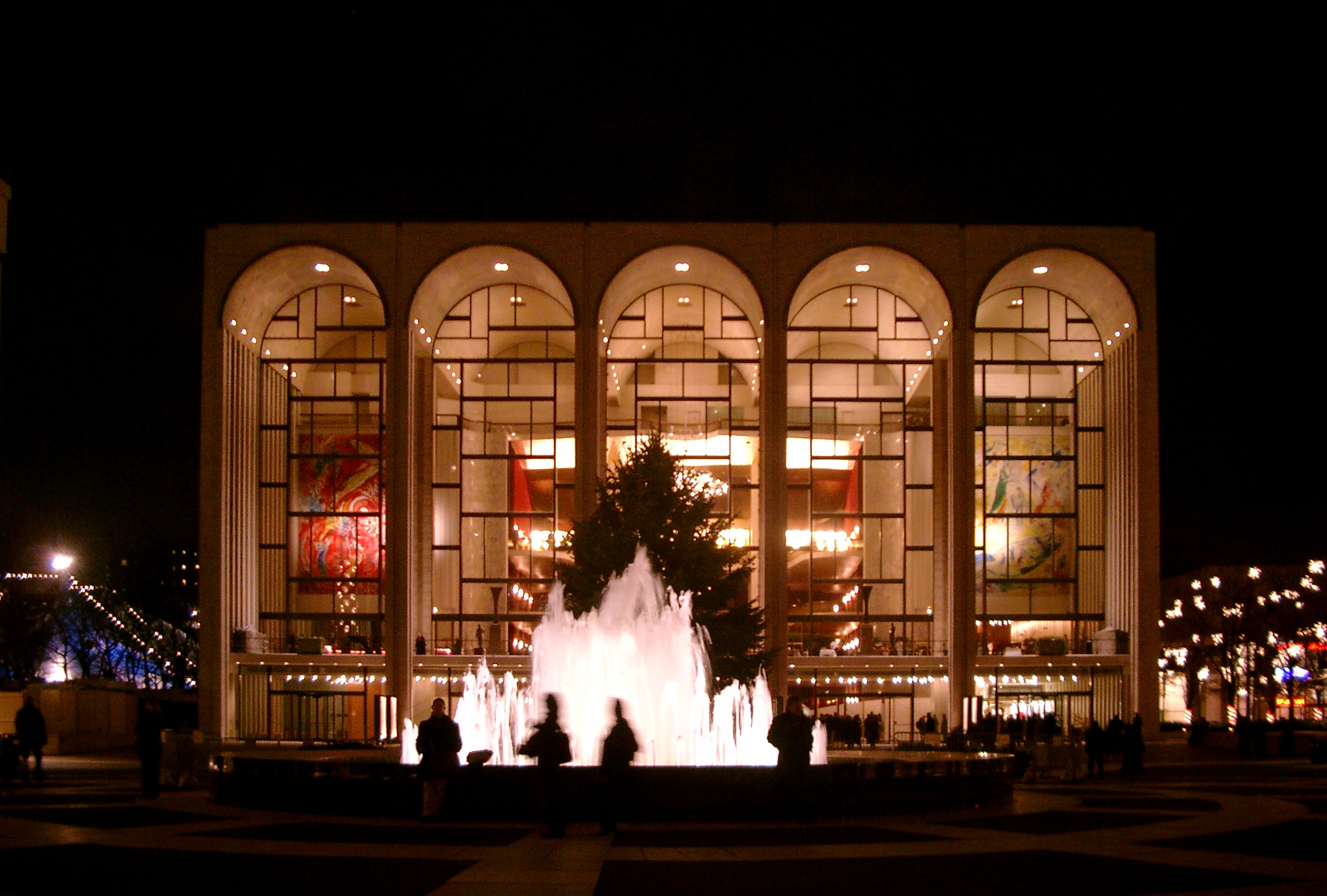
Metropolitan Opera bei Nacht

New York ist neben Los Angeles, New Orleans und Chicago eines der bedeutendsten Zentren der Musik in den Vereinigten Staaten. Neben zahlreichen Aufführungsorten für klassische Musik u. a. in der Metropolitan Opera befinden sich dort zahllose Jazz- und Rockclubs. New York ist seit den späten 1920er Jahren immer wieder Ausgangspunkt und Zentrum verschiedenster musikalischer Entwicklungen gewesen. Mit dem vor allem von Afroamerikanern bewohnten Stadtteil Harlem ist New York seit den 1920er Jahren ein Brennpunkt afroamerikanischer Kultur. Nicht nur der Swing, Bebop und Free Jazz hatten hier ihren Ausgangspunkt. Auch Disco, Punkrock, und New Wave sind mit New York verbunden. Bis heute ist New York die unumstrittene „Hauptstadt“ des Jazz. Darüber hinaus hat die Hip-Hop-Kultur hier ihren Ursprung, die inzwischen zu einem der wichtigsten kulturellen Exportartikel des Landes geworden ist und im Jahr 2005 zum New Yorker Kulturerbe erklärt wurde.

### Museen

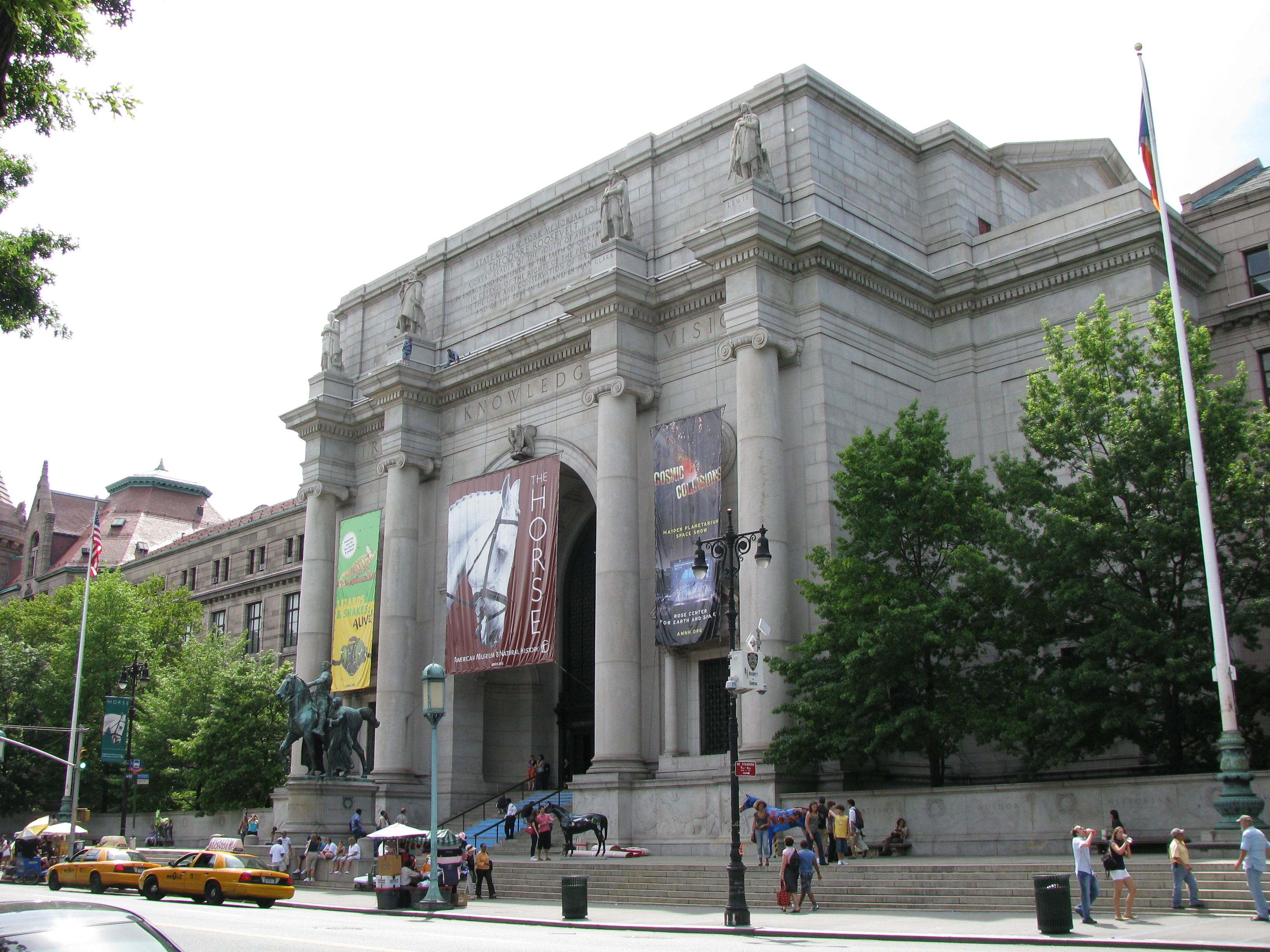
American Museum of Natural History, Haupteingang

Zu den bekannten naturwissenschaftlichen, historischen und technischen Museen in New York gehören das „American Craft Museum“, das „Brooklyn Museum“ und das „Intrepid Sea-Air-Space Museum“. Das „American Museum of Natural History“ (an der Ecke Central Park West und 79th Street) ist eines der größten Naturkundemuseen der Welt. Auf fünf Stockwerken wird nahezu die komplette Geschichte der Menschheit abgedeckt, von der Steinzeit bis ins Weltraumzeitalter. Die Sammlung ist derart umfangreich, dass ein Tag für den Besuch des Museums kaum ausreichend ist. Über 30 Millionen Muster und Exponate hält es für seine Besucher bereit. Dazu gehören der 563 Karat schwere „Stern von Indien“, der größte jemals gefundene Saphir, ein lebensgroßer Blauwal, das 19,2 Meter lange einstämmige Zedern-Kriegskanu der Haida-Indianer und viele Dinosaurierskelette, um nur eine kleine Auswahl zu nennen. Zum Komplex gehört auch das „Rose Center for Earth and Space“ mit dem „Hayden Planetarium“. Das „American Museum of Natural History“ verfügt über ein eigenes IMAX-Kino und eine eigene U-Bahn-Haltestelle. Vor dem Haupteingang in Richtung Central Park befindet sich ein Theodore-Roosevelt-Denkmal.

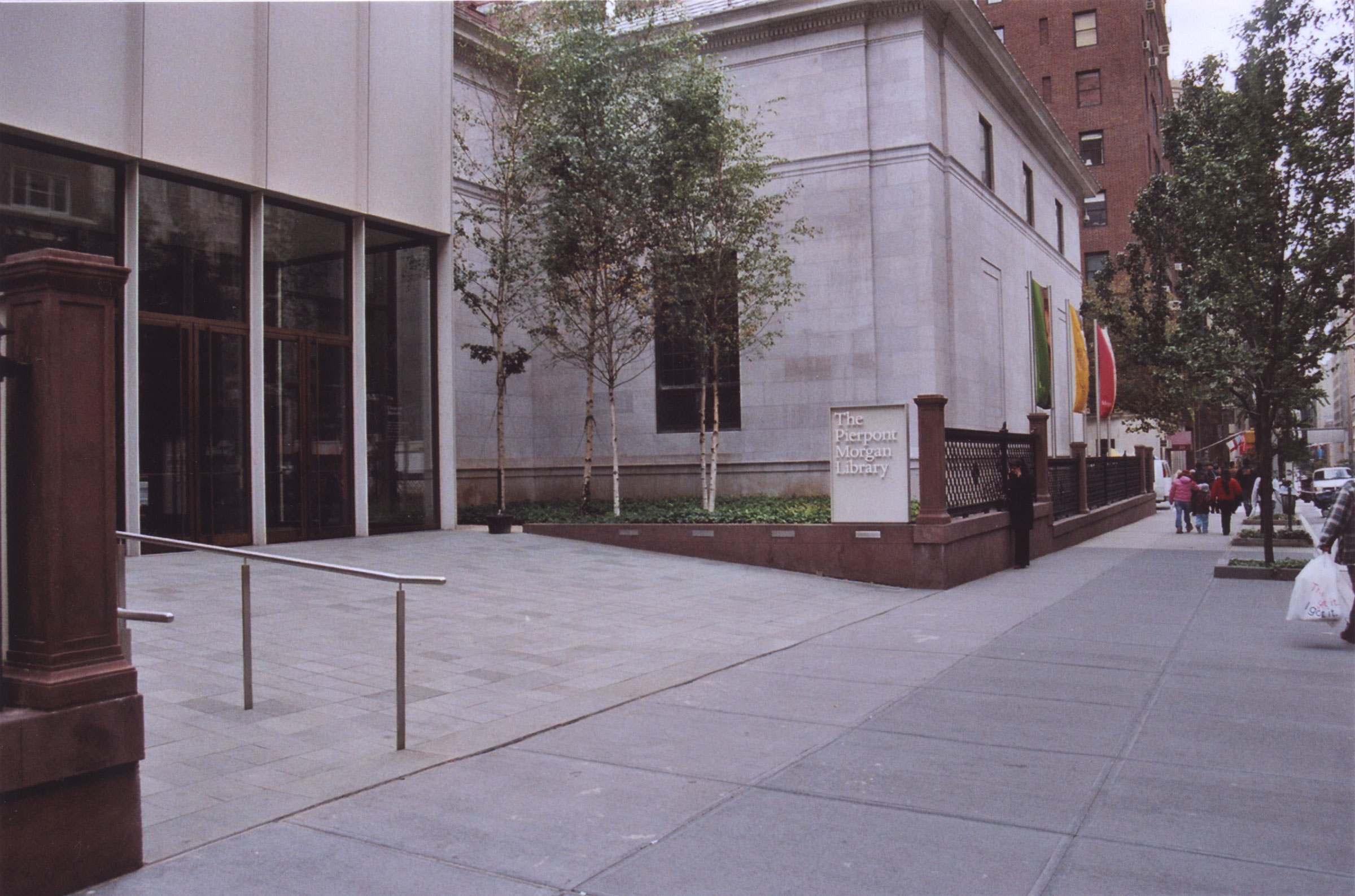
Pierpont Morgan Library

Zu den bekannteren Museen für Bildende Kunst und Design gehören das „Metropolitan Museum of Art“ (Exponate vom altägyptischen Tempel bis zur modernen Kunst, eröffnet 1880), das „Museum of Modern Art“ (Museum für moderne Kunst, kurz: MoMA, eröffnet 1929) und seine Außenstelle P, S. 1. in Queens, die „Frick Collection“ (eröffnet 1935) und das „Whitney Museum of American Art“ (eröffnet 1966), des Weiteren eine Zweigstelle des „National Museum of the American Indian“, das „Cooper-Hewitt National Design Museum“, das „American Museum of the Moving Image“, das „International Center of Photography“, die „Pierpont Morgan Library“. Das „MoMA“ gilt als das weltweit bedeutendste Museum für die Gegenwartskunst der westlichen Welt und wurde 2004 nach umfangreichen Erweiterungen in einem neuen Gebäude wiedereröffnet. Einige der oben genannten Museen bilden an der 5th Avenue in der Upper East Side die Museum Mile.

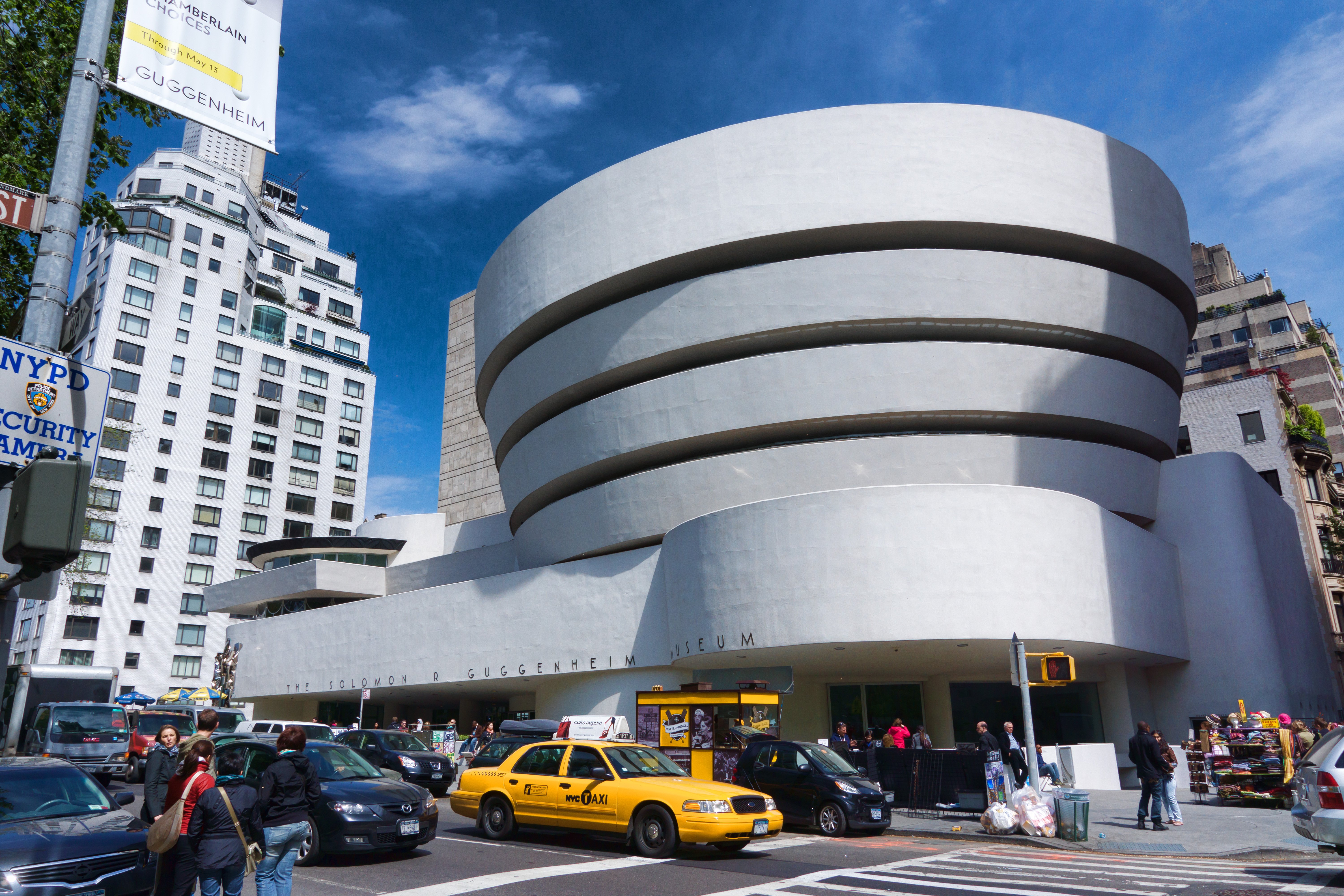
Guggenheim Museum

Der Spiralbau des „Solomon R. Guggenheim Museum“ (1071 5th Avenue) wurde nach Plänen des berühmten Architekten Frank Lloyd Wright entworfen und ähnelt im Aufbau einem Schneckenhaus. Es ist Lloyd Wrights einziges Gebäude in New York, wurde im Jahre 1959 eröffnet und beherbergt eine Sammlung von Kunst des 20. Jahrhunderts sowie zeitgenössischer Malerei und Bildhauerei, darunter Klassiker von Wassily Kandinsky, Pablo Picasso und Paul Klee.
Nicht weit entfernt von Liberty Island mit der Freiheitsstatue liegt Ellis Island, einst die erste Kontrollstelle für über zwölf Millionen Einwanderer. Unter dem Namen Gibbert Island diente die Insel den Engländern als Straflager für Piraten. 1892 errichtete man dort einen Vorposten der Einwanderungsbehörde, der vor allem den gewaltigen Zustrom von Immigranten aus Süd- und Osteuropa bewältigen sollte. Als der Vorposten 1954 geschlossen wurde, stand auf der Insel, die durch Landaufschüttung vergrößert worden war, ein gewaltiger Komplex. In dem mit Türmen versehenen Zentralgebäude befindet sich heute das „Ellis Island Immigration Museum“.

### Bauwerke
New York ist mit rund 5.800 Gebäuden mit mehr als zwölf Etagen eine Stadt der Hochhäuser und Wolkenkratzer. Das fünfzigsthöchste Gebäude New Yorks misst über 200 Meter, womit es in Europa bereits zu den höchsten zählen würde. Die Zwillingstürme des World Trade Centers waren bis zu ihrer Zerstörung bei den Terroranschlägen am 11. September 2001 die höchsten Gebäude der Stadt, der etwas höhere Nordturm maß 417 Meter (mit Antenne 527 Meter) und der Südturm 415 Meter.

#### Freiheitsstatue und Liberty Island

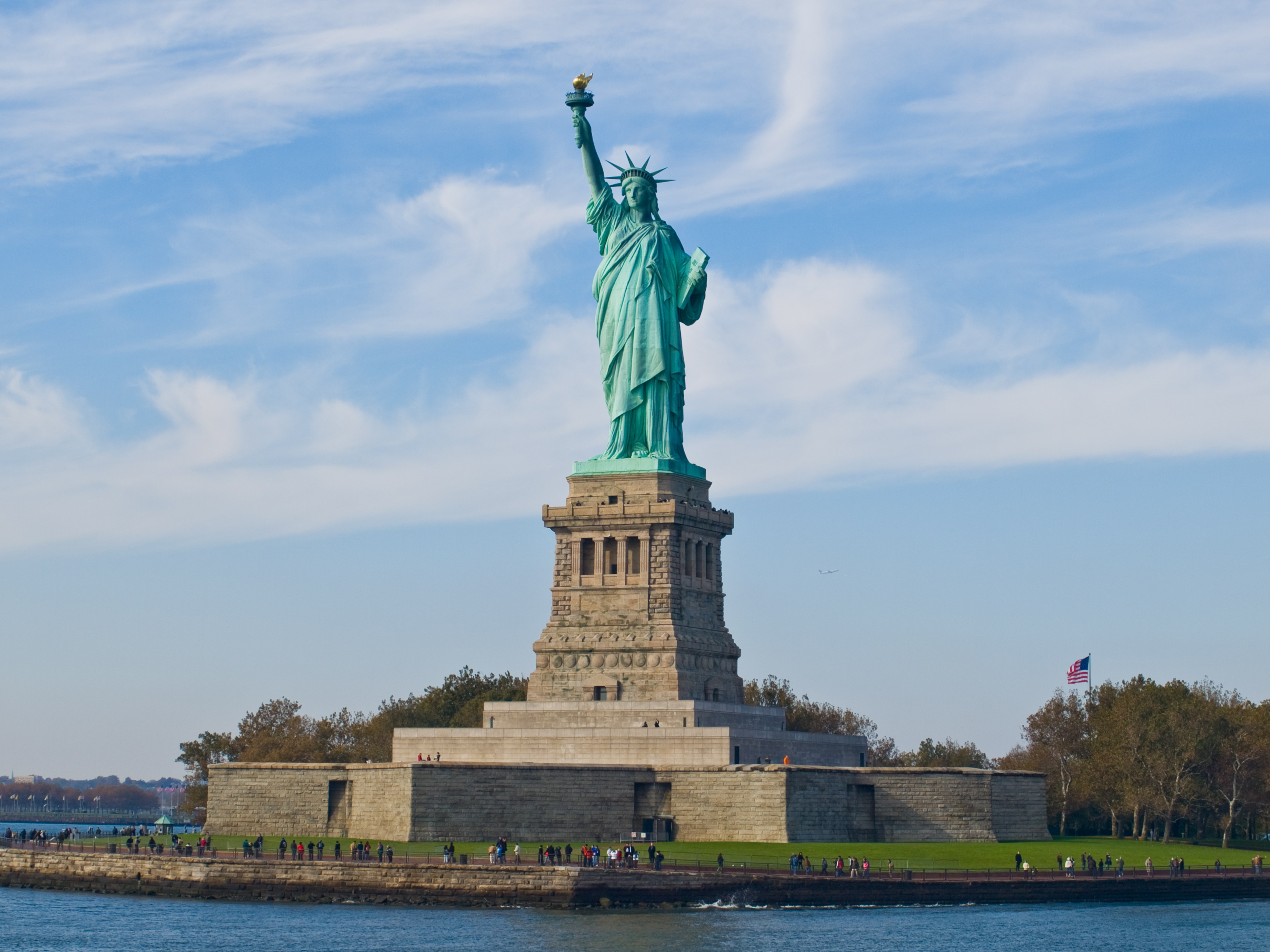
Freiheitsstatue auf Liberty Island

Die Freiheitsstatue (Statue of Liberty), umgangssprachlich auch Miss Liberty oder Lady Liberty genannt, wurde am 28. Oktober 1886 vor dem New Yorker Hafen zur Begrüßung von Heimkehrern und Neuankömmlingen eingeweiht. Sie ist ein Geschenk Frankreichs an die USA und sollte ursprünglich 1876 zur Hundertjahrfeier der amerikanischen Unabhängigkeitserklärung von 1776 vollendet werden. Die Statue steht auf Liberty Island und gehört zusammen mit Ellis Island zum Statue of Liberty National Monument. Von der UNESCO wurde sie zum Weltkulturerbe erklärt.
Die Statue wurde von Frédéric-Auguste Bartholdi entworfen und Gustave Eiffel, der Konstrukteur des Eiffelturms, konzipierte das innere Eisenskelett. Sie hat eine Höhe von 46 Meter ohne Sockel, mit Sockel erreicht ihre Höhe 93 Meter. Ihr Äußeres besteht aus einem Kupfermantel, der von einem inneren Eisengerüst gestützt wird. Im Laufe der Zeit hat das Kupfer eine grüne Patinaschicht gebildet. Der steinerne Sockel beherbergt ein Museum und wurde auf einem sternförmigen Fort errichtet, das der ehemaligen Befestigungsanlage am gleichen Ort nachempfunden wurde.
Die Freiheitsgöttin steht mit einem Fuß auf zerbrochenen Ketten, die die Sklaverei symbolisieren. Sie hält in ihrer linken Hand eine Tafel mit der Inschrift JULY IV MDCCLXXVI – 4. Juli 1776 –, das Datum der amerikanischen Unabhängigkeitserklärung. Mit ihrer rechten Hand hält sie eine Fackel mit einer goldbeschichteten Flamme in die Höhe. Die Statue ist mit einer siebenstrahligen Krone geschmückt, in der sich 25 Fenster befinden. Die sieben Strahlen symbolisieren die sieben Meere und Kontinente und die 25 Fenster symbolisieren die 25 Edelsteine der Welt. In das Podest ist das Gedicht The New Colossus von Emma Lazarus, eine Anspielung auf den Koloss von Rhodos, eingraviert.
Liberty Island („Freiheitsinsel“) ist eine kleine, unbewohnte Insel in der Upper New York Bay, der ursprüngliche Name lautete Bedloe’s Island. Am 3. August 1956 benannte Eisenhower die Insel um. Sie ist im Besitz der Bundesregierung der USA und wird vom National Park Service verwaltet und gepflegt. Die Insel liegt 600 Meter entfernt vom Liberty State Park in Jersey City, New Jersey. Vom Battery Park in Manhattan ist die Insel 2,6 Kilometer entfernt. Obwohl die Insel nicht Territorium von New Jersey ist, befindet sie sich auf der New Jersey zugewandten Seite der Grenzlinie zwischen den Bundesstaaten New Jersey und New York. Sie bildet daher eine Exklave New Yorks in den Gewässern New Jerseys. Die Entfernung zur nahe gelegenen Insel Ellis Island, die einen ähnlichen Status hat, beträgt ungefähr 1,6 Kilometer.

#### Flatiron Building

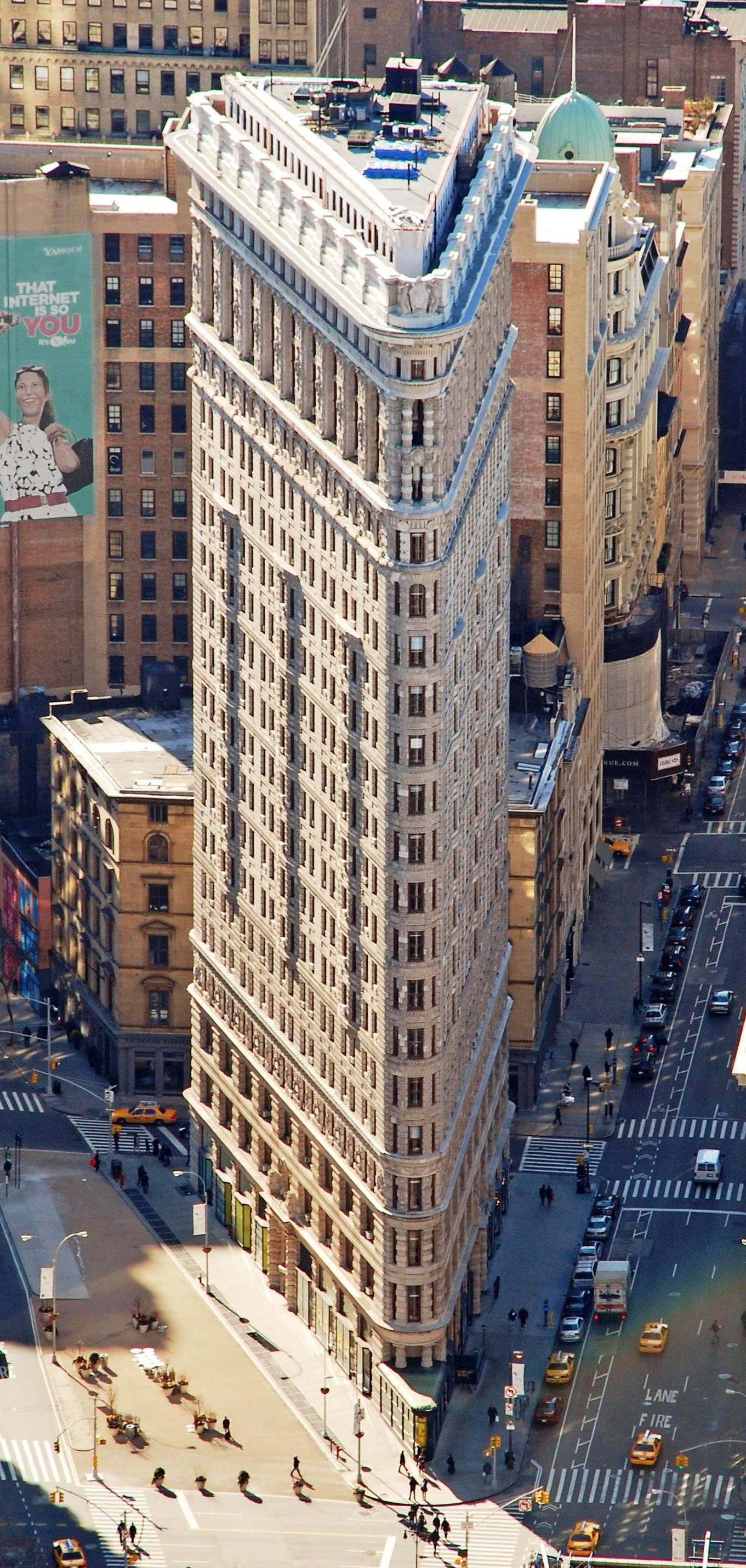
Flatiron Building

Das im Jahr 1902 fertiggestellte „Flatiron Building“ (175 5th Avenue) an der Kreuzung von Broadway, Fifth Avenue und 23rd Street war mit 91 Metern Höhe zwar nie das höchste Gebäude der Stadt, doch war es von Anfang an ein Touristenziel. Es wurde nach Plänen des Architekten Daniel Burnham gebaut. Der eigenwillige dreieckige Grundriss gab dem Gebäude den Namen „Flatiron Building“ (= „Bügeleisen-Gebäude“).
Die Form des ältesten noch erhaltenen Wolkenkratzers New Yorks hat zur Folge, dass starke Winde auf der Straße entstehen. Auf Grund seiner Größe fällt das Gebäude heute nicht mehr auf, obwohl es nach seinem Bau mit den zwanzig Stockwerken alles Umliegende überragte. Bereits kurz nach seiner Fertigstellung diente das Gebäude als Motiv für eine der bekanntesten Aufnahmen des amerikanischen Fotografen Alfred Stieglitz.

#### Chrysler Building
Eines der markantesten Bauwerke der Stadt ist das Chrysler Building in der Lexington Avenue. Das Art-déco-Gebäude besitzt eine glänzende, abgesetzte Turmspitze aus rostfreiem Stahl mit Bögen und Dreiecksfenstern und hat einschließlich der Turmspitze eine Höhe von 319 Metern. Bis zum Dach misst es 282 Meter.
Es wurde 1930 vom Architekten William Van Alen im Auftrag des Automobilfabrikanten Walter Percy Chrysler (1875–1940) entworfen. Für ein Jahr war es das höchste Gebäude der Welt, dann wurde das Empire State Building fertiggestellt.

#### Empire State Building

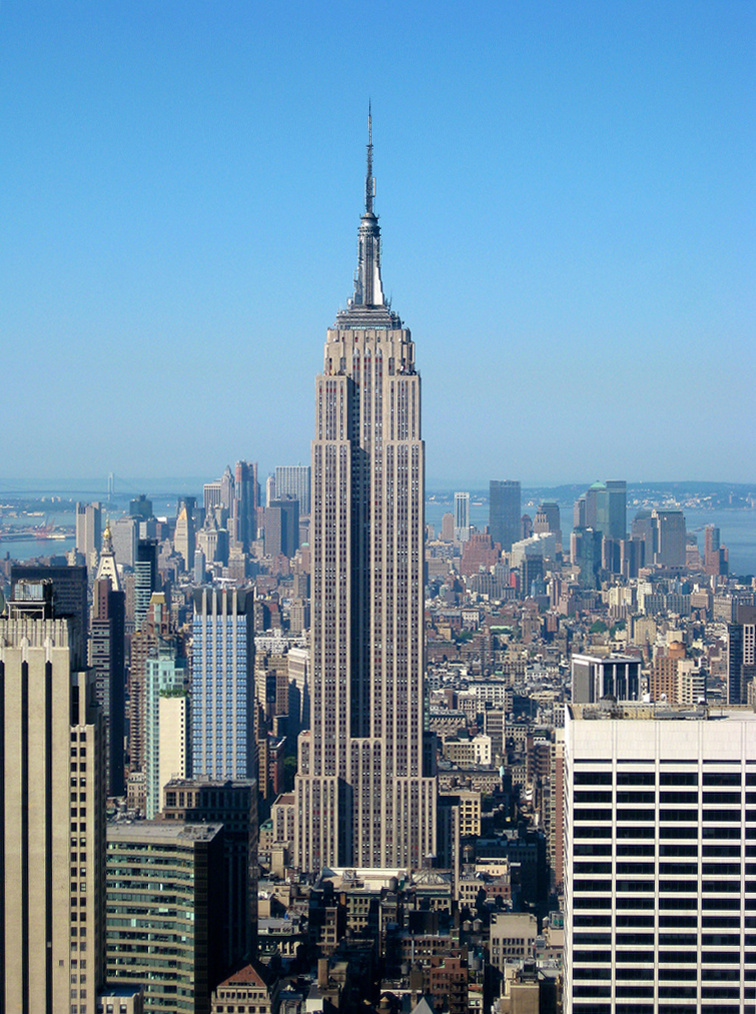
Empire State Building

Das Empire State Building ist ein Art-déco-Wolkenkratzer in der Fifth Avenue in Midtown. Es ragt 381 Meter bis zum Dach, einschließlich der Antenne sogar 443 Meter, in den Himmel. Von seiner Fertigstellung 1931 bis 1972 war es das höchste Gebäude der Welt. Vom 11. September 2001 bis zum Richtfest des One World Trade Center mit 541 Metern Höhe am 10. Mai 2013 war es wieder das höchste Gebäude in New York City. Seit der Fertigstellung haben etwa 120 Millionen Besucher das Panorama der Stadt von der Besucherplattform im 86. Stock aus besichtigt.

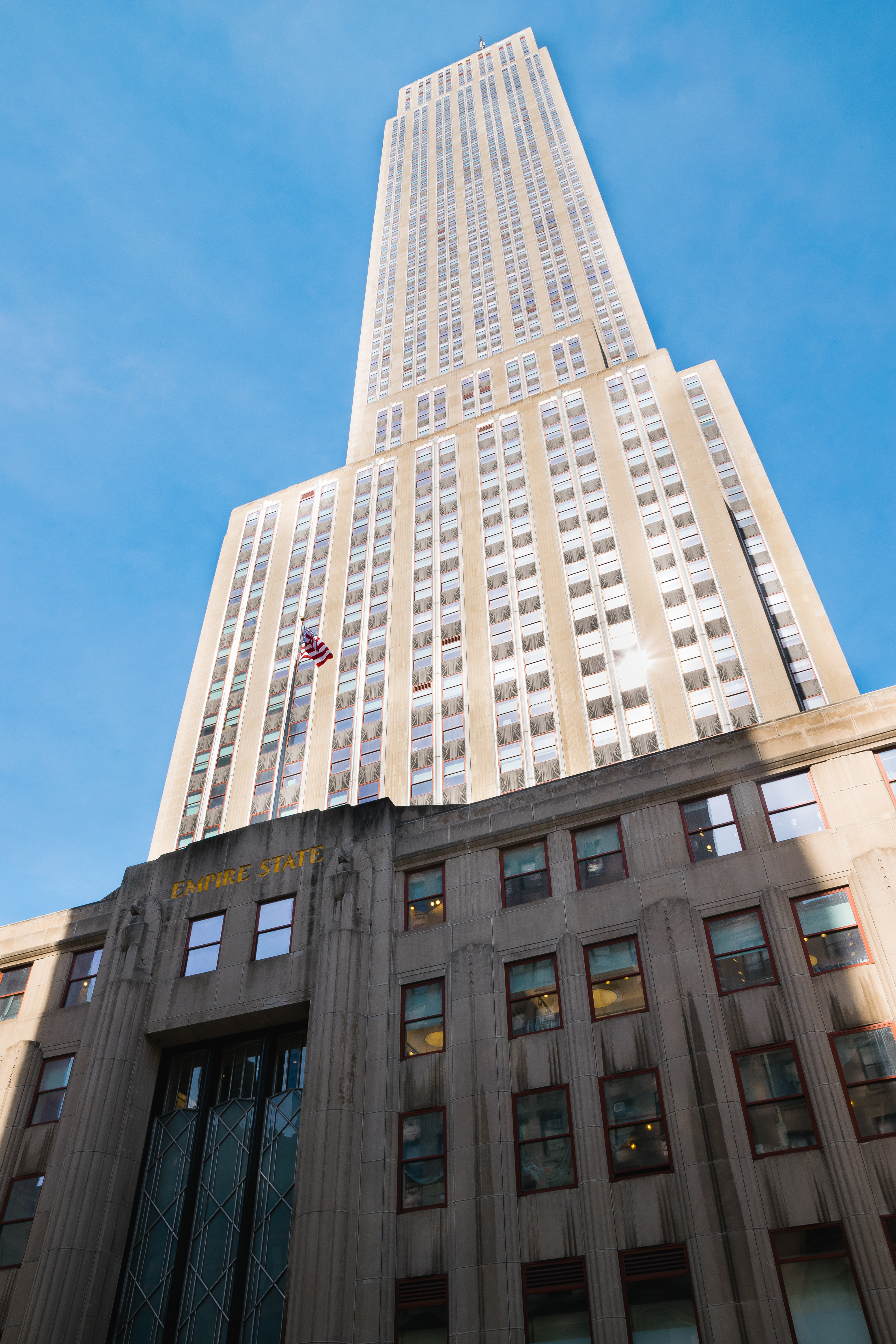
Das Empire State Building von der Fifth Avenue aus fotografiert

Im 102. Stockwerk, der obersten Etage, ist eine weitere Aussichtsplattform. Diese ist jedoch im Inneren des Gebäudes gelegen. Zu besonderen Feiertagen und Anlässen erstrahlt die Turmspitze in verschiedenfarbigem Lichterglanz. Das Gebäude spielte auch in mehreren bekannten Kinofilmen eine bedeutende Rolle, darunter King Kong und die weiße Frau, Independence Day und Die große Liebe meines Lebens.

#### Brookfield Place
Das Brookfield Place (bis 2014 World Financial Center) befindet sich in Lower Manhattan im Stadtteil Battery Park City am Hudson River in direkter Nachbarschaft zum World Trade Center. Entworfen wurde dieser Komplex von Cesar Pelli & Associates. In den vier Türmen haben American Express, CIBC World Markets, Dow Jones, Merrill Lynch und weitere bedeutende Firmen ihren Hauptsitz.
Den Mittelpunkt bildet das Winter Garden Atrium, in dem hohe Palmen aus der Sonora-Wüste in Arizona stehen. Des Weiteren befinden sich im Komplex Restaurants, Geschäfte und eine Piazza, die eine Aussicht zum Yachthafen am Hudson River bietet. Die verschiedenen kulturellen Veranstaltungen und Vorführungen sind kostenlos. Der Wintergarten und andere Teile wurden durch den Terroranschlag auf das World Trade Center am 11. September 2001 stark in Mitleidenschaft gezogen. Die Reparaturarbeiten im Wintergarten sind im September 2002 abgeschlossen worden.

#### Rockefeller Center
1933 fertiggestellt, befindet sich das Center in Midtown Manhattan zwischen der 48. und 51. Straße. 19 einzelne Gebäude bilden den Komplex. Unter anderem der US-amerikanische Fernsehsender NBC ist dort beheimatet.
Die Aussichtsplattform „Top of the Rock“ ist eine von aktuell 4 Outdoor-Aussichtsplattformen auf Manhattan (One World Trade Center, Empire State Building, The Edge).

#### Weitere Wolkenkratzer

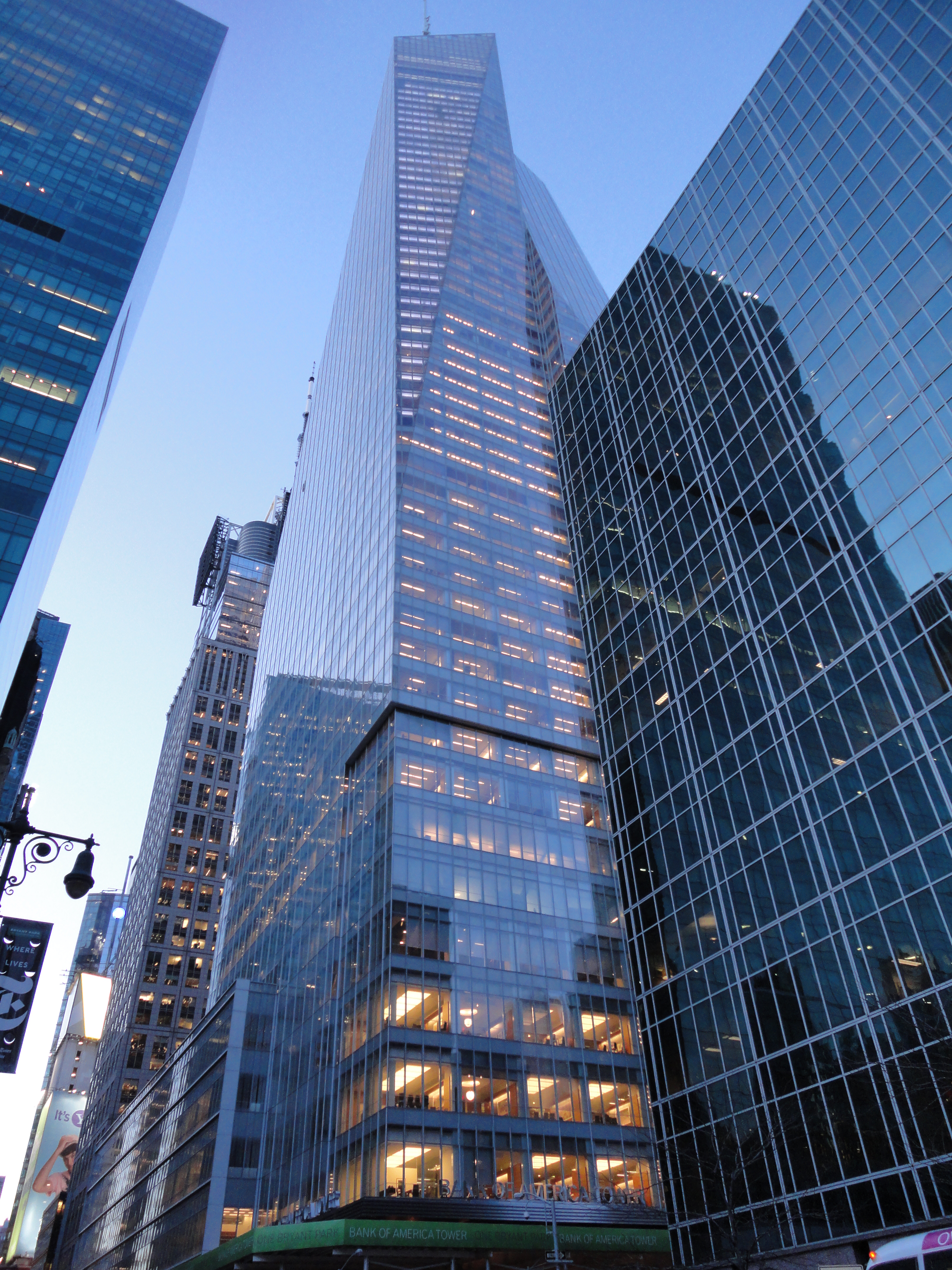
Bank of America Tower

Der 2009 fertiggestellte Bank of America Tower ist das neunthöchste Gebäude. Der 366 Meter hohe Wolkenkratzer gehört zu einer neuen Generation Hochhäusern in New York, die sehr modern und umweltfreundlich gebaut sind. Dazu gehört auch der New York Times Tower, neuer Hauptsitz der New York Times, der 2007 fertig wurde und mit 319 Metern genau so hoch wie das Chrysler Building ist.
Das höchste Gebäude der Vereinigten Staaten ist das am 3. November 2014 fertiggestellte One World Trade Center (ehemals Freedom Tower) im neuen World Trade Center. Mit 541 Metern überragt dieses Gebäude das Empire State Building weit, ebenso ist das One World Trade Center über 120 Meter höher als seine Vorgänger: Die Zwillingstürme des alten World Trade Center, gebaut von 1966 bis 1972/73, zerstört während der Anschläge vom 11. September 2001, waren 417 Meter hoch.
Der Hearst Tower, von Norman Foster entworfen, mit einer eigenwilligen Fassade ist das erste Hochhaus, bei dessen Bau besonders ökologische Gesichtspunkte im Vordergrund standen.

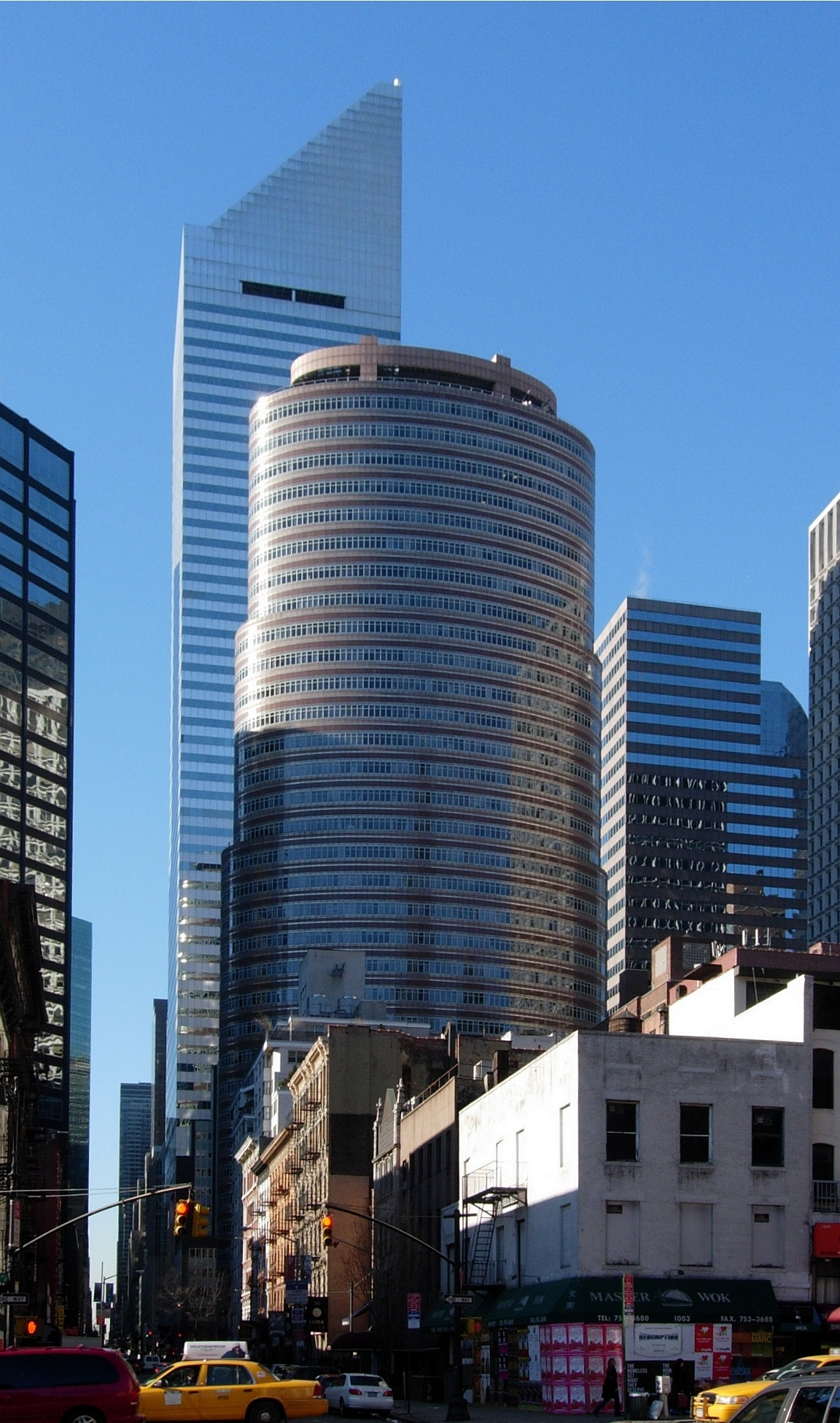
Das 1986 fertiggestellte Lipstick Building von Philip Johnson – im Hintergrund das Citigroup Center

Kennzeichnend am Gebäude der New York Life Insurance Company (51 Madison Avenue) ist das goldene Pyramidendach. Der Architekt Cass Gilbert entwarf das neugotische Gebäude 1926 (Fertigstellung 1928).
Das Paramount Building in 1501 Broadway wurde 1927 von Rapp and Rapp entworfen. Auffällig ist die nach oben gestufte Spitze, die eine Uhr und ein Globus krönen.
Das im internationalen Stil errichtete Seagram Building (375 Park Avenue) wurde 1958 eröffnet. Der Block aus bronzenem Glas und Stahl ist nach Plänen des deutschen Architekten Mies van der Rohe errichtet worden. Das Nobelrestaurant Four Seasons befand sich ebenfalls in diesem Gebäude.
Das Deutsche Bank Center (früher Time Warner Center, 10 Columbus Circle) besteht wie einst das World Trade Center aus Zwillingstürmen. Seit seiner Fertigstellung 2004 ist es der erste Gebäudekomplex, dessen Bauarbeiten nach den Terroranschlägen 2001 abgeschlossen wurden, und eines der modernsten Zentren. So befinden sich im Deutsche Bank Center Büros, ein Einkaufszentrum, Fernsehstudios, eine Konzerthalle, ein Theater sowie ein Hotel und Eigentumswohnungen.
Der Multimillionär Donald Trump ließ einen Büro- und Apartmentturm der Luxusklasse, den Trump Tower (725 5th Avenue), im Stil der Postmoderne erbauen. Über sechs Stockwerke hoch erstreckt sich das prunkvolle Atrium. In den unteren Stockwerken des Gebäudes befinden sich Boutiquen, Juweliere und weitere exklusive Geschäfte für die gehobenen Ansprüche, in den oberen Etagen liegen Apartments.
Das UN-Hauptquartier in der 1st Avenue zwischen der 42nd und 48th Street besteht aus mehreren Gebäuden, Straßen und Parks. 1952 konnten die Vereinten Nationen ihren Hauptsitz beziehen, nachdem John D. Rockefeller II. (1874–1960) 8,5 Millionen US-Dollar für den Kauf des Grundstückes gespendet hatte und weil die USA zinsfrei Geld liehen. Die Verwaltung befindet sich im 39-stöckigen grünen Glashochhaus, und im geschwungenen General Assembly Building sind der Saal der Vollversammlung und der Besuchereingang zu finden.
Seit 1931 zählt das im Art-déco-Stil errichtete Waldorf Astoria (301 Park Avenue) zu den großen Luxushotels in New York. In den Zwillingstürmen befinden sich pompöse Zimmer für Wohlhabende und berühmte Persönlichkeiten. Die Lobby des Gebäudes ist mit Marmorsäulen, Bronze und Mahagoni ausgestattet.
Das Woolworth Building (322 Broadway) wurde 1913 vollendet und war bis 1930 das höchste Gebäude der Welt. Der vom Architekten Cass Gilbert entworfene, elegante gotische Wolkenkratzer wird von einem Pyramidendach gekrönt und ist mit vielen Tierornamenten verziert. Neben dem Hauptquartier der F.W. Woolworth Company befanden sich Geschäfte und ein Restaurant im Hochhaus.
In den 2010er Jahren veränderte sich Manhattan am südlichen Ende des Central Parks mit dem Bau der Billionaires’ Row optisch deutlich. Dort entstanden unter anderem schlanke, mehr als 300 Meter hohe „Superwolkenkratzer“ wie das Gebäude 432 Park Avenue.
Unweit des Times Square ist im Westen Manhattans mit den Hudson Yards ein weiteres neues Bauensemble entwickelt worden. Dieses erstreckt sich zwischen 7th Avenue, 12th Avenue, West 43rd Street und West 30th Street.

#### Brooklyn Bridge

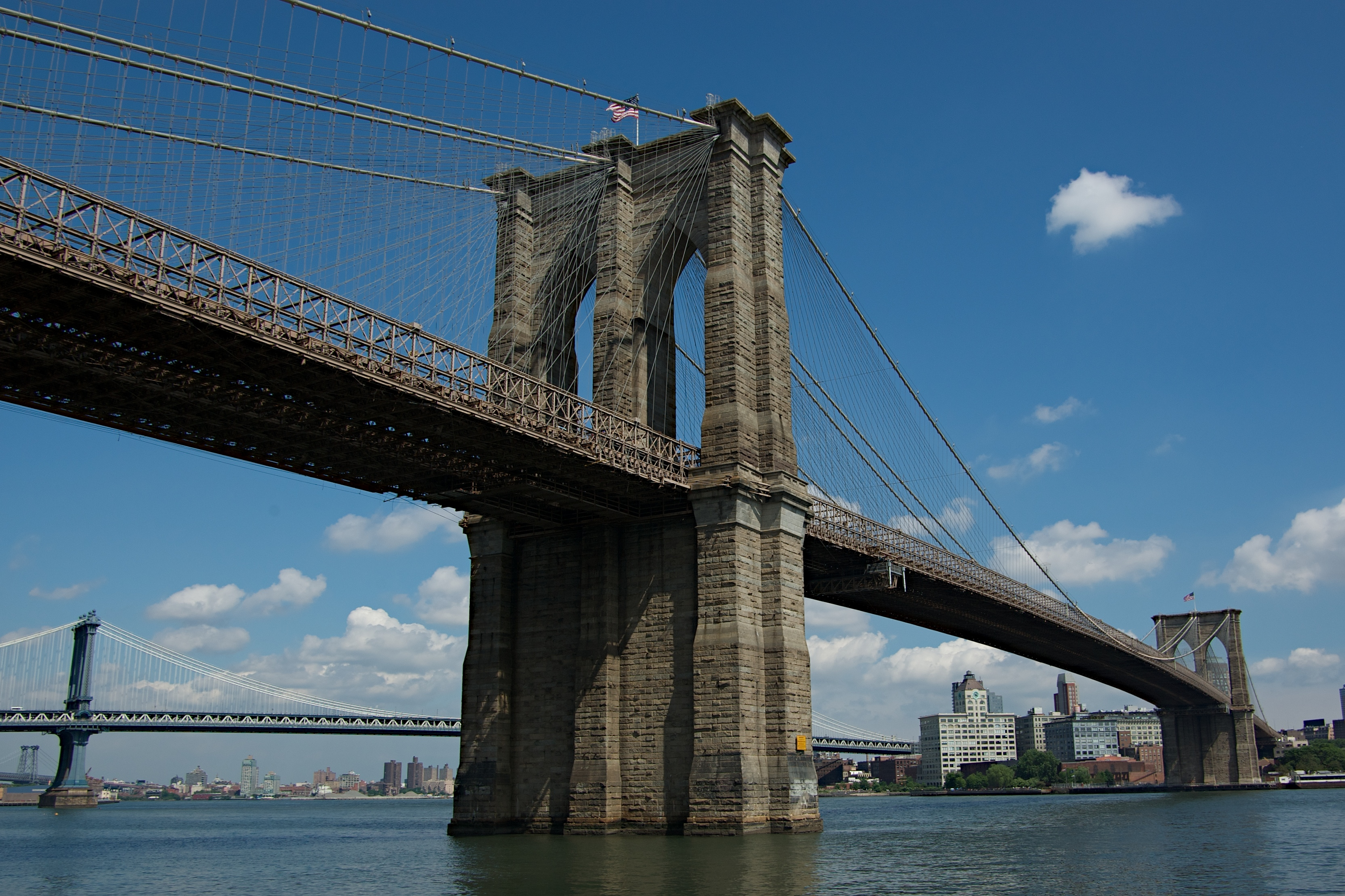
Brooklyn Bridge von Manhattan aus gesehen

Die Brooklyn Bridge wurde 1883 vollendet und war zur damaligen Zeit die längste Hängebrücke der Welt. Sie überspannt den East River und war die erste Brücke, die Manhattan mit Brooklyn verband. Der Ingenieur John Augustus Roebling (1806–1869) konstruierte dieses Wunder der Technik, erlebte jedoch die Fertigstellung nicht. Sein Sohn vollendete das Werk. Um zu prüfen, ob die Brücke große Gewichte tragen kann, wurde der Zirkus Barnum mit zahlreichen Elefanten hinübergeschickt.
Vom höher gelegenen Gehweg sind die Skyline von Manhattan in der Ferne und die gotischen Bögen der Brückenpfeiler aus nächster Nähe zu sehen. Fast direkt unter der Brücke befindet sich das edle „River Café“ im Stadtteil Brooklyn.

#### Gebäude in SoHo

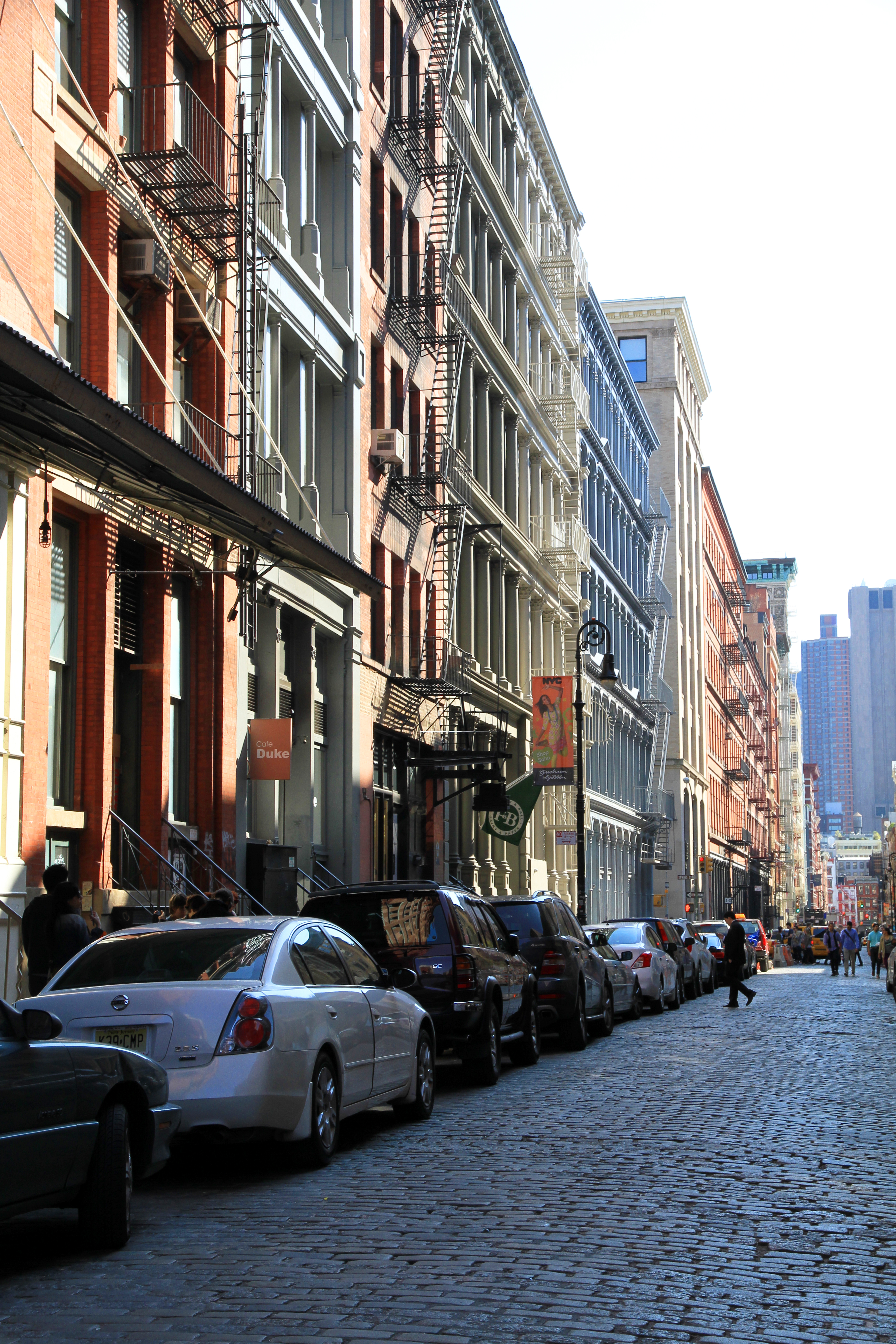
Häuserzeile im Stadtteil SoHo

Im Stadtviertel SoHo (South of Houston Street) befinden sich zahlreiche Galerien, Antiquitätengeschäfte, Cafés und Museen, zu denen die Außenstelle des „Guggenheim Museum“, das „New Museum of Contemporary Art“ und das „Museum of African Art“ gehören.
Sehenswert sind die Lagerhäuser aus den Jahren 1860 bis 1890 mit ihren schön verzierten, gusseisernen Fassaden. Das Viertel „Cast-Iron Historic District“ wurde unter Denkmalschutz gestellt. Zahlreiche von diesen Gebäuden werden heute als Lofts oder Ateliers genutzt. SoHo hat sich zu einem beliebten Bezirk entwickelt und beherbergt eine große Ansammlung an Gusseisenarchitektur. Das Gusseisen entdeckte man auf der Suche nach Möglichkeiten, Gebäude schnell und relativ kostengünstig zu bauen. So benutzte man anstelle von schwerem Mauerwerk Eisenträger zum Abstützen der Stockwerke und gewann dadurch Raum für größere Fenster und vor allem für Fassaden. Fast jede Idee eines Architekten ließ sich mit Gusseisen verwirklichen. Die Baumeister gestalteten SoHos Fabriken mit barocken Balustraden und Renaissance-Säulen.

#### Kirchen
Auch die Religion spielt in der Architektur New Yorks eine große Rolle. In Uptown befinden sich der „Biblische Garten“, verschiedene Skulpturen und die noch unvollendete Cathedral of St. John the Divine mit ihrer Mischung aus romanischen und gotischen Stilelementen.
Die Bauarbeiten an der Cathedral of Saint John the Divine begannen 1892, wurden bei Kriegsausbruch 1939 unterbrochen und Anfang der 1990er Jahre trotz zahlreicher Kontroversen und Geldsorgen sporadisch wiederaufgenommen. Erst zwei Drittel der Kathedrale sind fertiggestellt. Sollte sie jemals wie geplant fertiggestellt werden, wäre sie nach heutigem Stand die größte Kirche der Welt und groß genug, um Notre-Dame de Paris und die Kathedrale von Chartres in sich aufzunehmen.
In Uptown steht auch die Riverside Church mit dem 120 Meter hohen Glockenturm. Die Architekten waren Charles Collens und Henry C. Pelton, der Bau dauerte von 1927 bis 1933 und Geldgeber war John D. Rockefeller II.
In Manhattan steht die Kirche St. Thomas.
Die Bauarbeiten an der neogotischen St. Patrick’s Cathedral in der Fifth Avenue und 50th Street wurden 1888 beendet. Ihr Erbauer James Renwick hat alle Details der gotischen Stilrichtung sorgfältig zusammengetragen.
Am westlichen Ende der Wall Street, am Broadway zwischen Rector und Church Street, steht die neugotische Trinity Church, auf deren Friedhof viele bekannte Persönlichkeiten der US-Gründungsgeschichte ruhen. 1846 nach Plänen des Architekten Richard Upjohn errichtet, war sie 50 Jahre lang das höchste Bauwerk der Stadt.
Die reformierte Middle Collegiate Church wurde 1892 im neugotischen Stil erbaut.

#### Grand Central Terminal
Im Zentrum von Midtown wurde an der Ecke East 42nd Street / Park Avenue zwischen 1903 und 1913 vom Architektenteam Warren & Wetmore aus Minnesota der Grand Central Terminal errichtet. Das Bauwerk verbindet einerseits die Romantik des Reisens und andererseits die Historie eines prächtigen Bahnhofsgebäudes aus der damaligen Zeit.
Dank dem Einsatz berühmter Persönlichkeiten New Yorks wie Jacqueline Kennedy Onassis wurde der Bahnhof vor dem Abriss gerettet und zu einem Wahrzeichen der Stadt ernannt. Nachdem der Grand Central Terminal lange nur zur Durchreise genutzt worden war, präsentiert er sich nach umfangreicher Renovierung in den 1990er Jahren heute mit vielen exklusiven Geschäften und Restaurants. Die Kosten für die Renovierung beliefen sich auf über 200 Millionen Dollar.
Die zwölfstöckige Bahnhofshalle ist 142 Meter lang, 50 Meter breit und 46 Meter hoch. An der Gewölbedecke funkeln über 2.500 Sterne in Tierkreiskonstellationen, und die riesigen Fenster sorgen für sonnendurchflutete Hallen.

#### New York Public Library

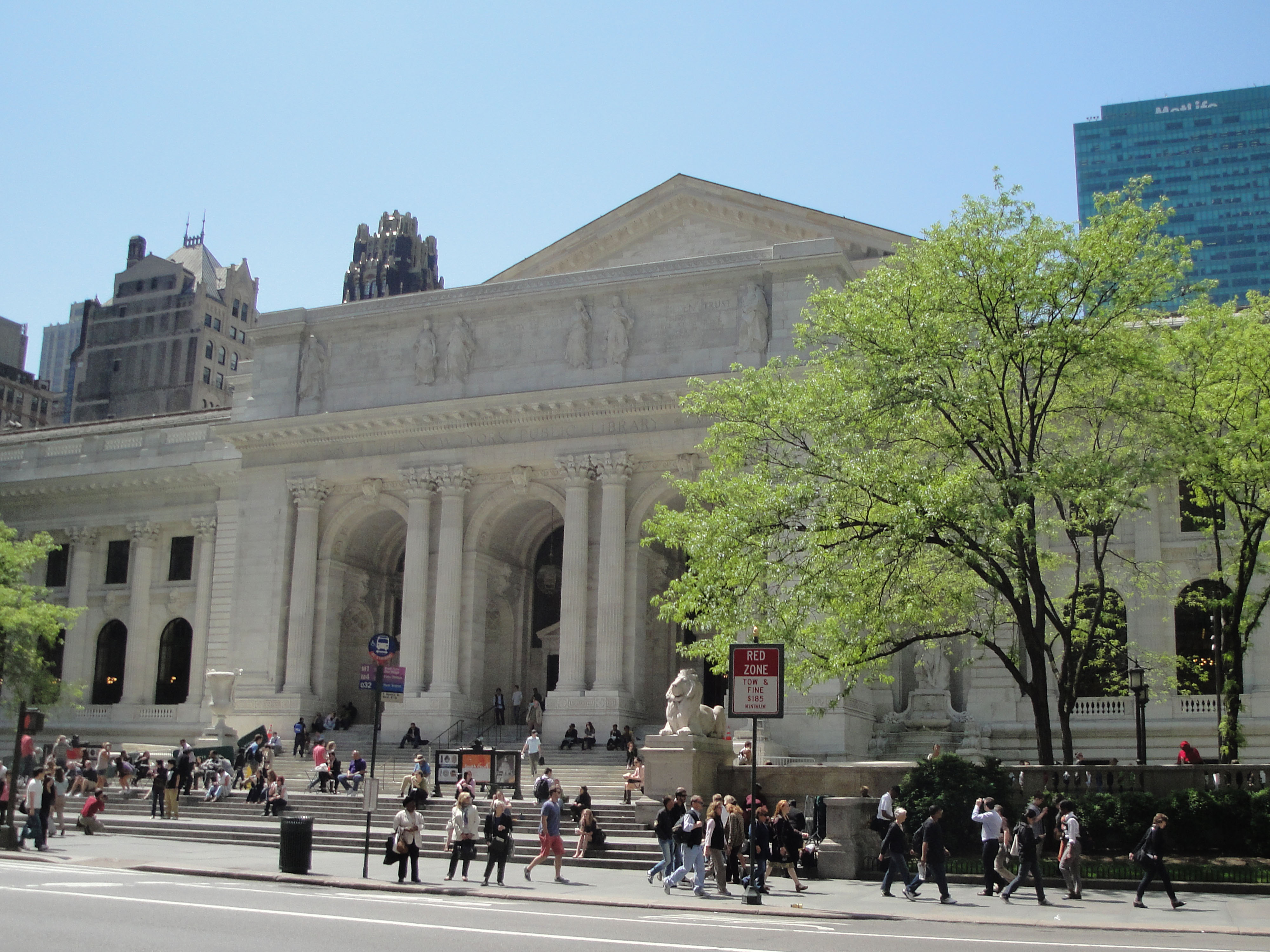
Die New York Public Library

Die New York Public Library ist eine der führenden Bibliotheken der USA und eine der drei öffentlichen Bibliotheken in New York. Der Entwurf der New York Public Library in der Fifth Avenue, zwischen der 40th und 42nd Street, erfolgte 1897 von den Architekten Carrère and Hastings.
1911 im Beaux-Arts-Stil errichtet, bietet die Bibliothek Platz für mehr als sieben Millionen Bücher und 10.000 Zeitschriften. Ihr Status als einer der weltweit führenden Bibliotheken wird belegt durch den Besitz von beispielsweise einer Gutenberg-Bibel, einer Ausgabe der Philosophiae Naturalis Principia Mathematica und der handgeschriebenen Unabhängigkeitserklärung von Thomas Jefferson. Die ersten Bücher stammen von Johann Jakob Astor (1763–1848).

#### Dakota-Apartmenthaus

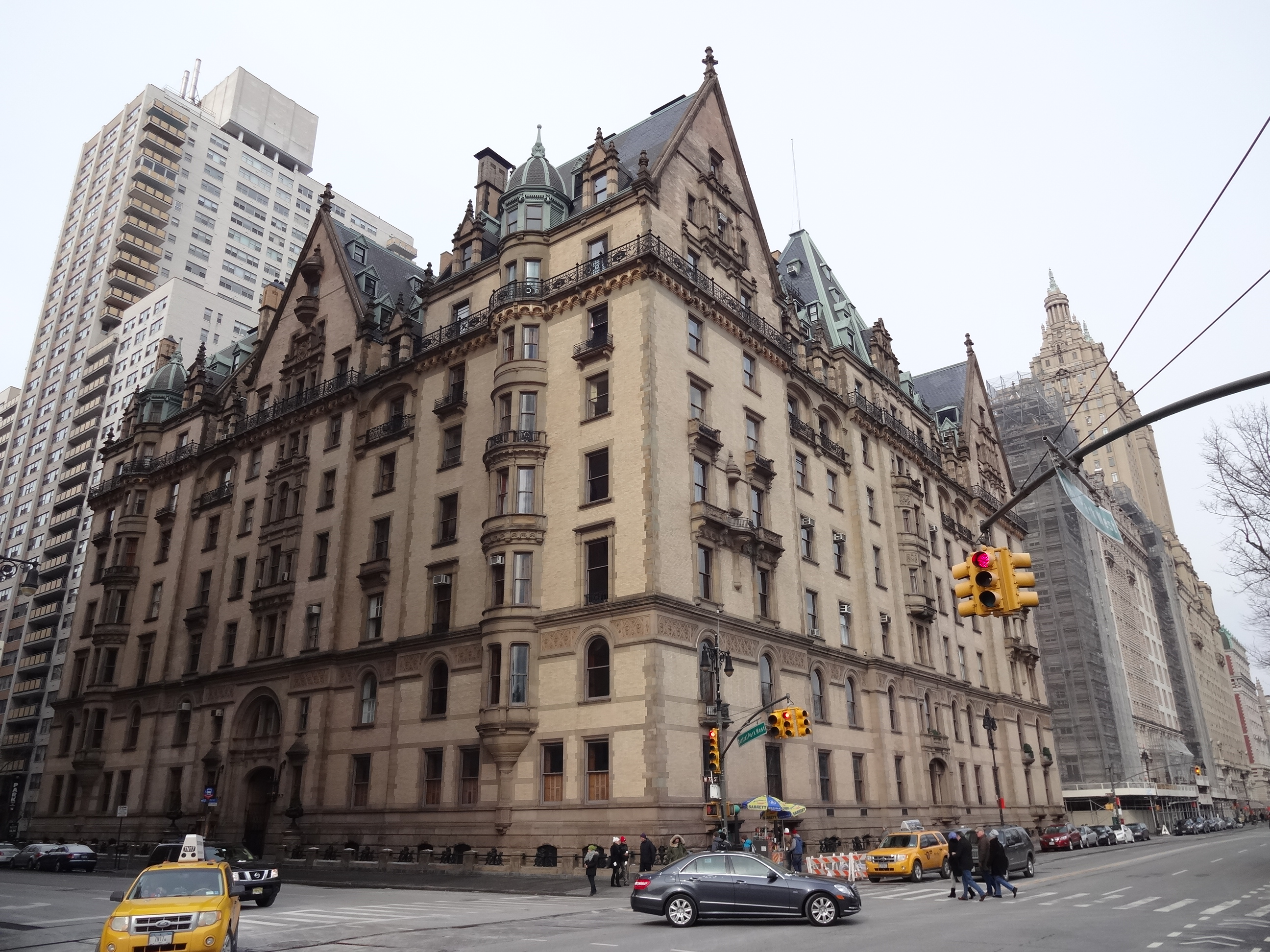
Das Apartmenthaus The Dakota

Das Luxus-Apartmenthaus The Dakota (auch Dakota-Building genannt) an der Ecke 72nd Street und Central Park West wurde von Henry J. Hardenbergh zwischen 1880 und 1884 entworfen und in einer damals noch ärmlichen Gegend gebaut. Es ist eines der wenigen noch erhaltenen Beispiele des neugotischen Baustils in New York. Hardenbergh war auch der Architekt des berühmten New York Plaza Hotels. Bauherr des „Dakota“ war Edward Clark, der Inhaber des Singer Nähmaschinen-Konzerns, der jedoch die Fertigstellung nicht mehr erlebte.
Der Name soll während der Bauphase entstanden sein, weil das Grundstück damals so weit außerhalb des bebauten Stadtgebietes lag, dass man scherzhaft behauptete, es befinde sich bereits im Stammesgebiet der Dakota, eines Indianervolks, dessen Siedlungsgebiet im Norden der USA lag. Als Signum ist über dem Haupteingang die Natursteinplastik eines Indianerkopfes eingelassen.
Insgesamt gibt es im Wohnhaus 65 Luxus-Suiten, in denen Künstler wie Judy Garland, Leonard Bernstein, Boris Karloff und John Lennon gelebt haben. Das ehemalige Mitglied der Beatles wurde 1980 direkt vor dem „Dakota“ erschossen. Seine Witwe Yoko Ono wohnt dort noch heute. Das Gebäude kann nur von außen besichtigt werden.

### Parks

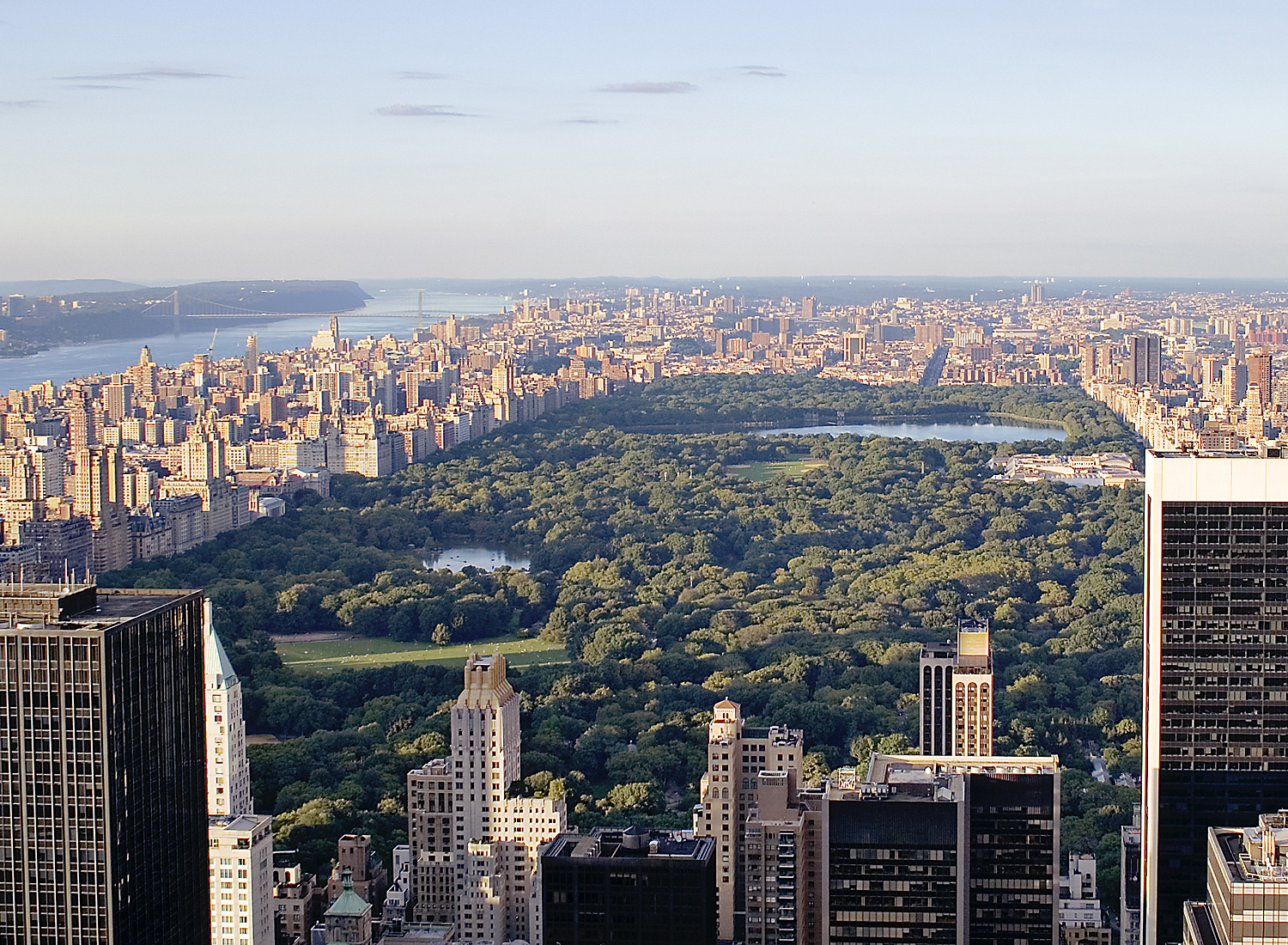
Der Central Park

Siehe auch Liste der Parks in New York City für eine Übersicht aller Parks in der Stadt.

#### Central Park
Der Central Park wurde 1853 als Landschaftspark eingerichtet und wird seitdem auch als Volkspark genutzt. Er erstreckt sich heute auf einer Länge von vier Kilometern von der 59th Street bis zur 110th Street und auf 750 Meter Breite zwischen der Fifth und der Eighth Avenue und wird auch die grüne Lunge New Yorks genannt. Mit etwa 340 Hektar nimmt er etwa fünf Prozent der Bodenfläche Manhattans ein. Er ist der größte Park der Stadt und einer der größten der Welt.
In den vergangenen Jahrzehnten ist der Central Park zu einer imposanten Parkanlage angewachsen. Zahlreiche Jogger und Inline-Skater nutzen die asphaltierten Straßen im Park zum Sporttreiben. Im Sommer gehen viele New Yorker an den Wochenenden in den Central Park, um sich bei einem ausgiebigen Picknick zu erholen.
Im Süden des Parks befinden sich unter anderem ein Zoo und ein Baseballplatz und in der Mitte ein großer See, das „Jacqueline-Kennedy-Onassis-Reservoir“, sowie das „Metropolitan Museum of Art“. In den 1990er Jahren noch sollte das Gebiet oberhalb der 110th Street wegen seiner Nähe zum Stadtteil Harlem und dessen ehemals hoher Kriminalitätsrate gemieden werden. Inzwischen zählt New York allerdings zu den sichersten Großstädten der USA.

#### Battery Park

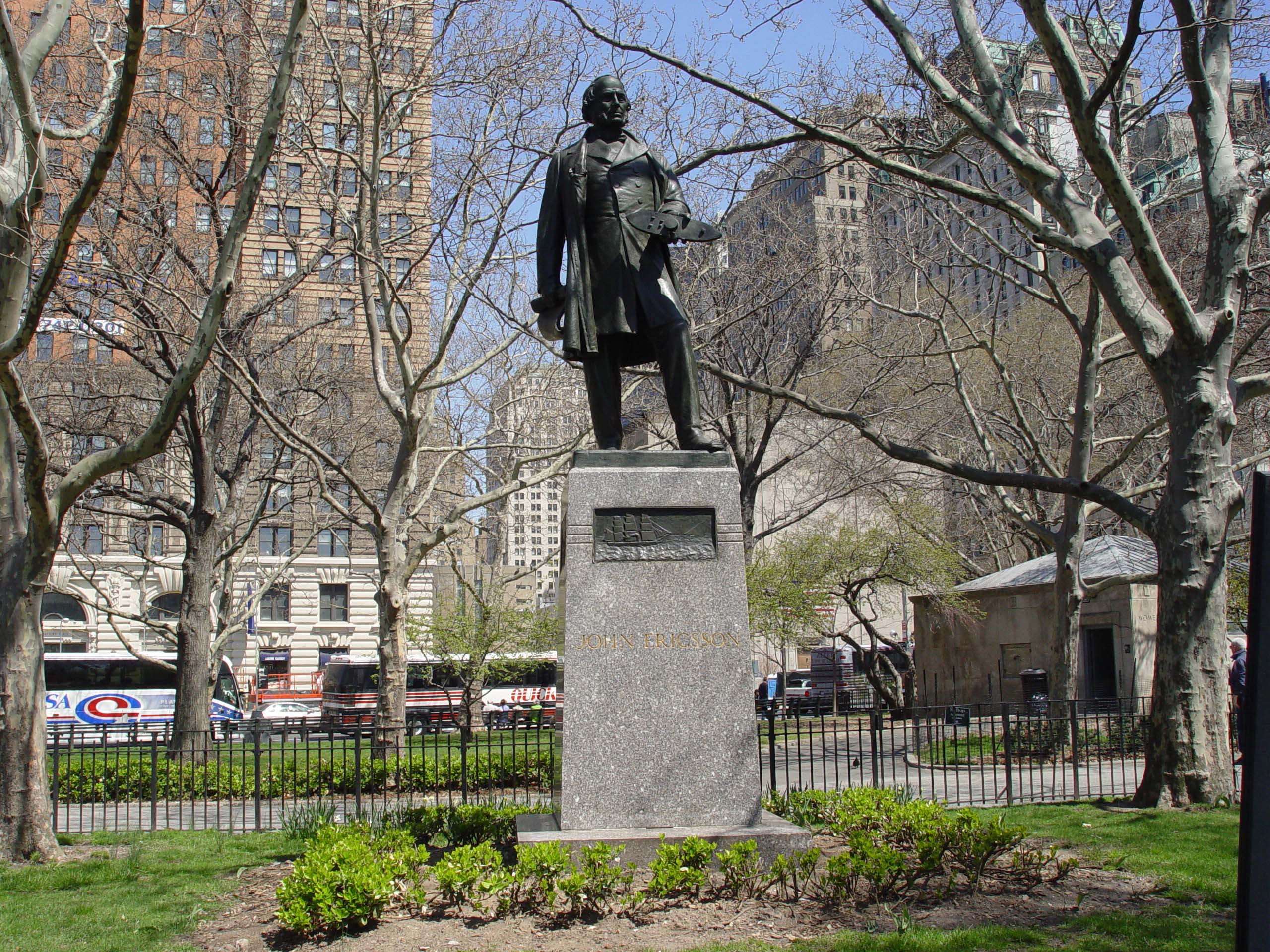
John-Ericsson-Denkmal im Battery Park

Der Battery Park ist eine Parkanlage auf der Südspitze Manhattans. Der am Battery Park gelegene Hafen dient als Ausgangspunkt für die Fähren nach Ellis Island, zur Freiheitsstatue, nach Staten Island sowie im Sommer auch nach Governors Island. In der Parkanlage selbst befinden sich neben dem Denkmal des schwedischen Ingenieurs und Erfinders John Ericsson noch zahlreiche weitere Denkmäler. Der Park hat seinen Namen von den Geschützen, die einst hier postiert waren, um den Hafen zu verteidigen. Durch Verlandung und Aufschüttung ist die heutige Küstenlinie jedoch etwas vorgerückt. Die Landaufschüttung entstand mit Hilfe des Erdaushubs beim Bau des World Trade Centers.

#### Bronx Zoo
Der Bronx Zoo entstand 1899. Mit mehr als 300 Hektar Fläche ist er der größte Zoo von New York und der größte in einer Stadt befindliche Zoo in den USA. Zum Zoo wird auch der New York Botanical Garden gezählt, der nördlich anschließt. Im Bronx Zoo findet man viele Tierarten, die in freier Wildbahn schon ausgestorben sind.

#### Poe Cottage

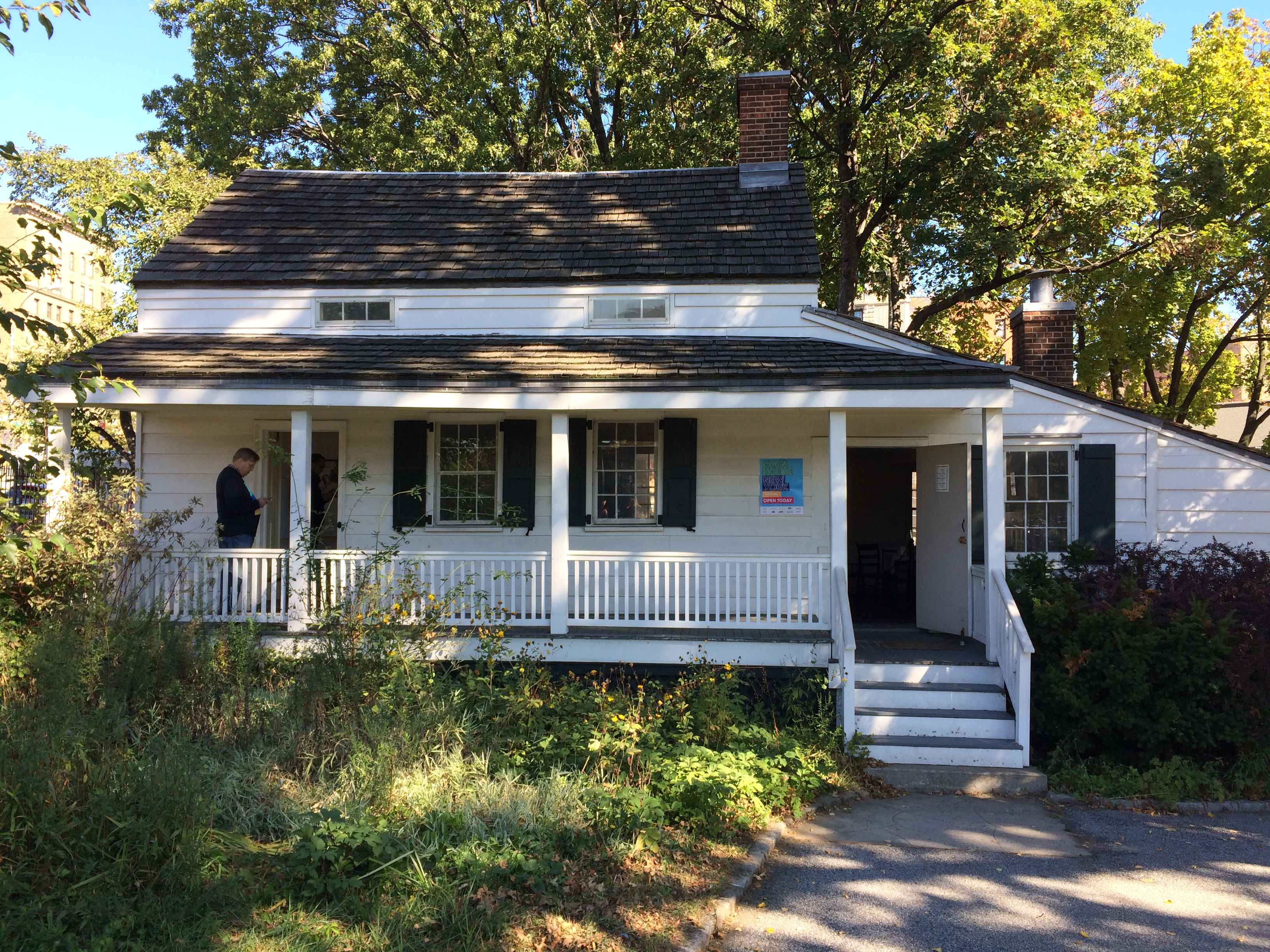
Poe-Cottage in Fordham, heute Bronx

Edgar Allan Poes letztes Wohnhaus ist heute eine liebevoll restaurierte und allgemein zugängliche Gedenkstätte. Er lebte hier im damaligen Vorort Fordham von 1846 bis 1849. Hier starb seine Frau und Cousine Virginia Eliza Clemm Poe, das Vorbild seiner Annabel Lee. Poe Cottage wurde 1913 um 140 Meter von seinem ursprünglichen Platz verschoben. Es liegt dem Poe Park gegenüber an der Kingsbridge Road in der Bronx.

#### Governors Island
Das südlich von Manhattan gelegene Governors Island wurde in den letzten Jahren vom National Park Service zu einem neuen Freizeitpark im Herzen New Yorks ausgebaut. Der historische nördliche Teil mit dem Castle Williams und dem Fort Jay ist bereits seit einigen Jahren in den Sommermonaten für die Öffentlichkeit zugänglich (die Fähre liegt unmittelbar neben der Staten Island Ferry). Von der Insel hat man einen guten Blick auf die Freiheitsstatue, Ellis Island, New Jersey, die Südspitze Manhattans und die Hafenanlagen von Brooklyn.

#### High Line
Auf einer ehemaligen Hochbahntrasse im Westen von Manhattan entsteht seit 2006 eine Parkanlage. Der erste Abschnitt wurde der Öffentlichkeit am 8. Juni 2009 zugänglich gemacht, der zweite folgte am 7. Juni 2011. Der letzte Teil zwischen 30th und 34th Street befindet sich noch in Planung. Die Stadtverwaltung investierte 50 Millionen US-Dollar in das Projekt; weitere Baukosten werden durch Spenden gedeckt.

### Sport

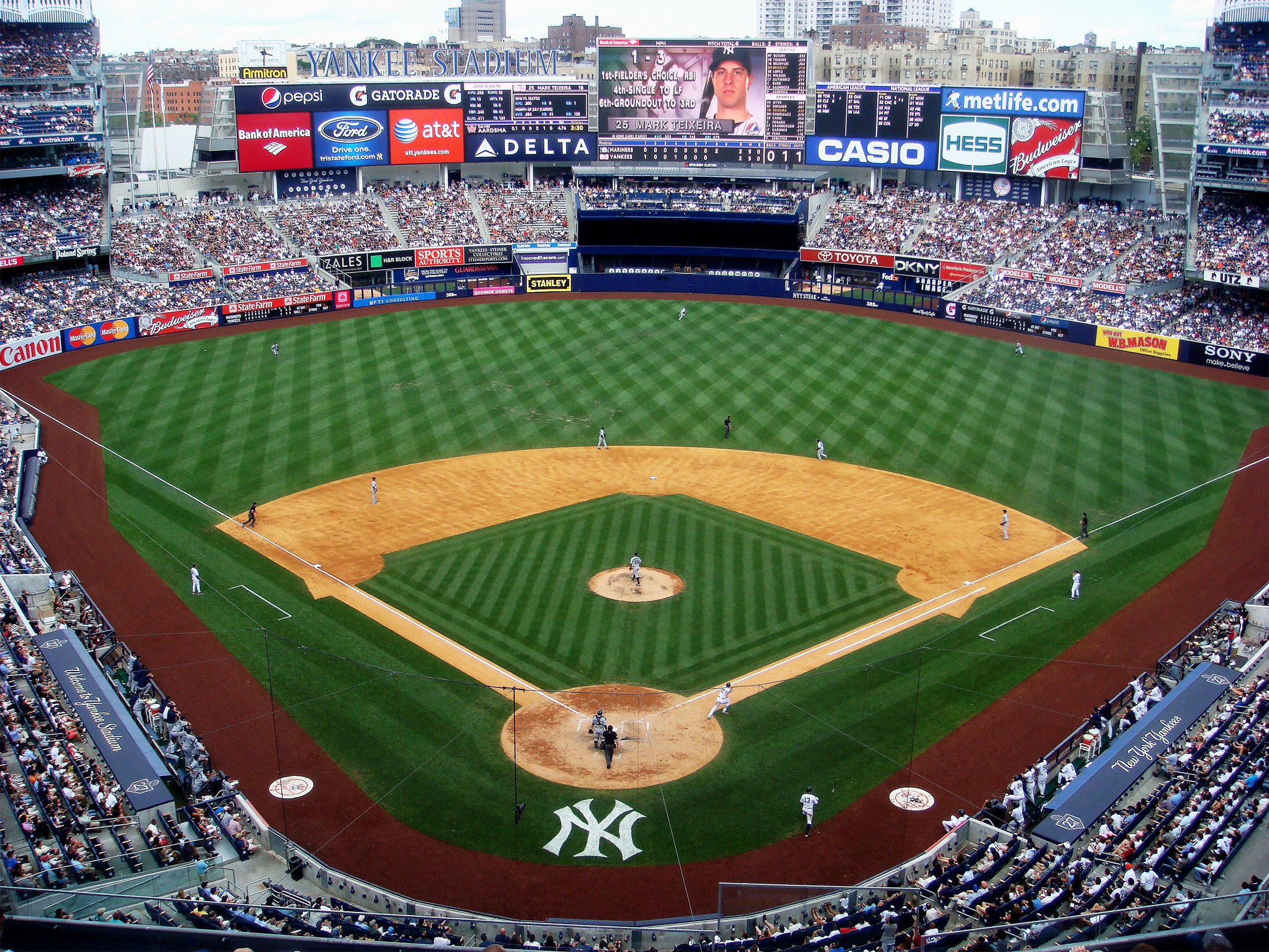
Das Yankee Stadium

Zu den bekannteren der zahlreichen professionellen Sportmannschaften in der New York Metropolitan Area zählen unter anderem:
- Major League Baseball: New York Yankees und New York Mets
- National Football League: New York Giants und New York Jets
- National Basketball Association: New York Knicks und Brooklyn Nets
- National Hockey League: New York Rangers und New York Islanders
- Major League Soccer: New York City FC und New York Red Bulls
- Namhafte Teams, die ehemals in der Stadt ansässig waren, sind unter anderem die Los Angeles Dodgers (seit 1957, früher Brooklyn Dodgers) und die San Francisco Giants (seit 1957, früher New York Gothams (1883–85) und New York Giants (1885–1957)).

Die 1901 gegründeten New York Yankees, deren Yankee Stadium im Stadtteil Bronx liegt, sind seit den 1920er Jahren der erfolgreichste Klub des amerikanischen Profisports. Sie gewannen die World Series, die höchste Trophäe des amerikanischen Baseballs, bisher 27 Mal, zuletzt 2009. Damit hat der Klub die meisten Titel aller Mannschaften in den vier großen Profiligen MLB, NFL, NBA und NHL gesammelt. Berühmt sind besonders die Meisterschaftswettbewerbe gegen die damaligen Brooklyn Dodgers, die heutigen San Francisco Giants und die New York Mets, die Subway Series genannt werden.
In New York City fanden fünf Schachweltmeisterschaften ganz oder teilweise statt: Die erste offizielle Weltmeisterschaft 1886 zwischen Wilhelm Steinitz und Johannes Hermann Zukertort wurde am 11. Januar 1886 dort eröffnet, acht Jahre später verlor Steinitz seinen Titel 1894 gegen Emanuel Lasker, nachdem der erste Teil des Titelkampfes erneut in New York City ausgetragen worden war. Vor der Teilung der Schachwelt fand die Schachweltmeisterschaft 1990 zwischen Garri Kasparow und Anatoli Karpow in New York City und Lyon statt. Fünf Jahre später duellierten sich Kasparow und Viswanathan Anand im Südturm des World Trade Center 1995. Im November 2016 war New York City Schauplatz der Schachweltmeisterschaft 2016 zwischen Magnus Carlsen und Sergei Karjakin.
Das zu diesem Zweck errichtete Nassau County International Cricket Stadium in New York City war einer der Austragungsorte beim T20 World Cup 2024.

### Regelmäßige Veranstaltungen

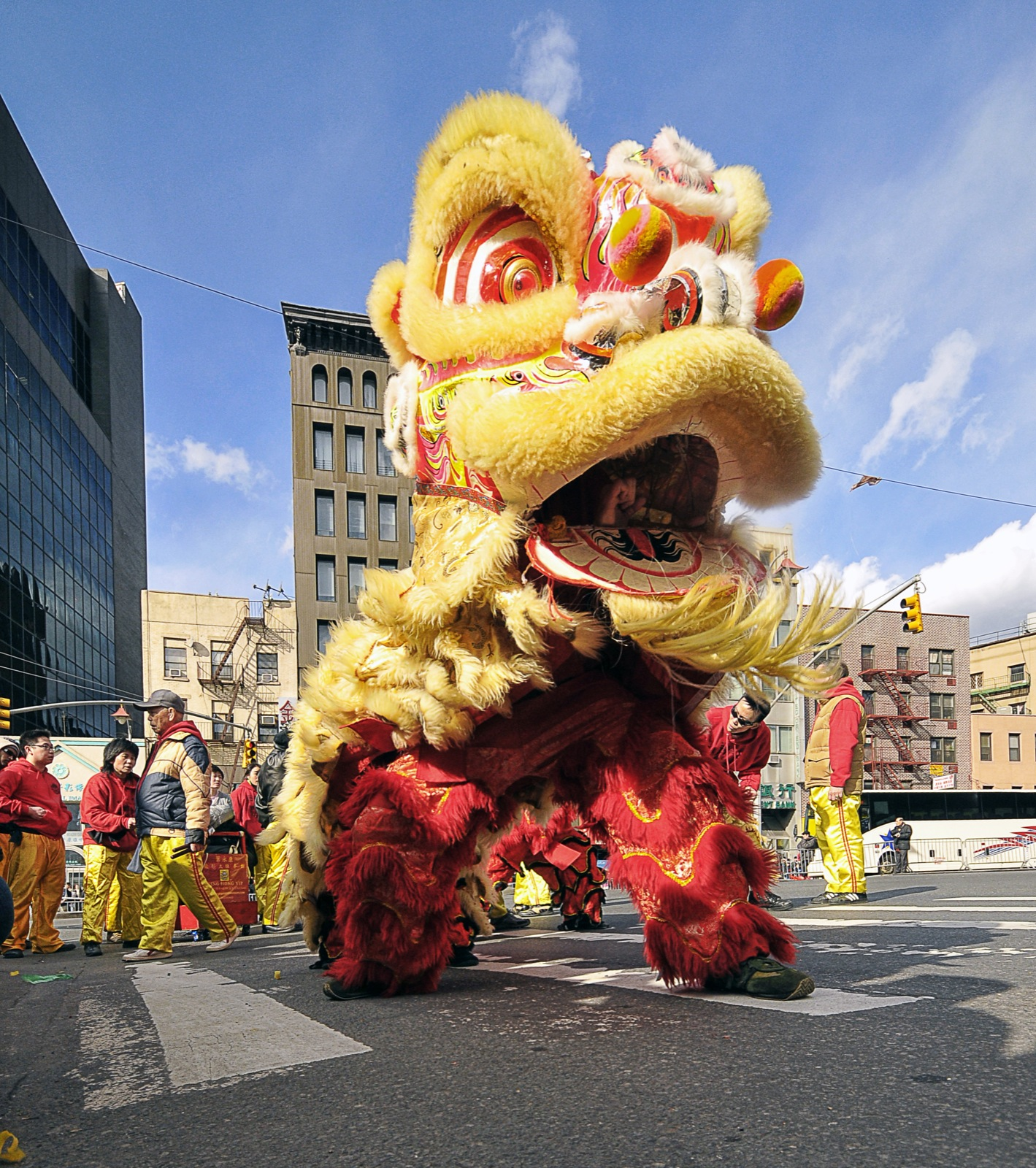
Chinesisches Neujahrsfest 2008

Zu den vielen jährlichen Festivitäten in New York gehört das chinesische Neujahrsfest, es beginnt im Januar oder Februar und dauert zehn Tage. Saint Patrick’s Day, der irische Nationalfeiertag, wird jedes Jahr am 17. März mit einem großen Festumzug auf der Fifth Avenue gefeiert. Christopher Street Day, die Festtage der Schwulen und Lesben, die hier ihren Ursprung haben, werden jeden Sommer in New York und rund um die Welt gefeiert, und die Steubenparade zieht jedes Jahr am dritten Samstag im September durch die Fifth Avenue bis zum Central Park.
Weitere Veranstaltungen sind der Columbus Day, ein großer Festumzug jedes Jahr am zweiten Montag im Oktober, die Macy’s Thanksgiving Day Parade, die seit 1924 jedes Jahr zehntausende Besucher anzieht und seit einigen Jahren im Fernsehen übertragen wird, die US Open Tennis Championships in Flushing Meadows, Queens, der New-York-City-Marathon von Staten Island bis zum Central Park und die Silvesternacht am Times Square.

### Kulinarische Spezialitäten

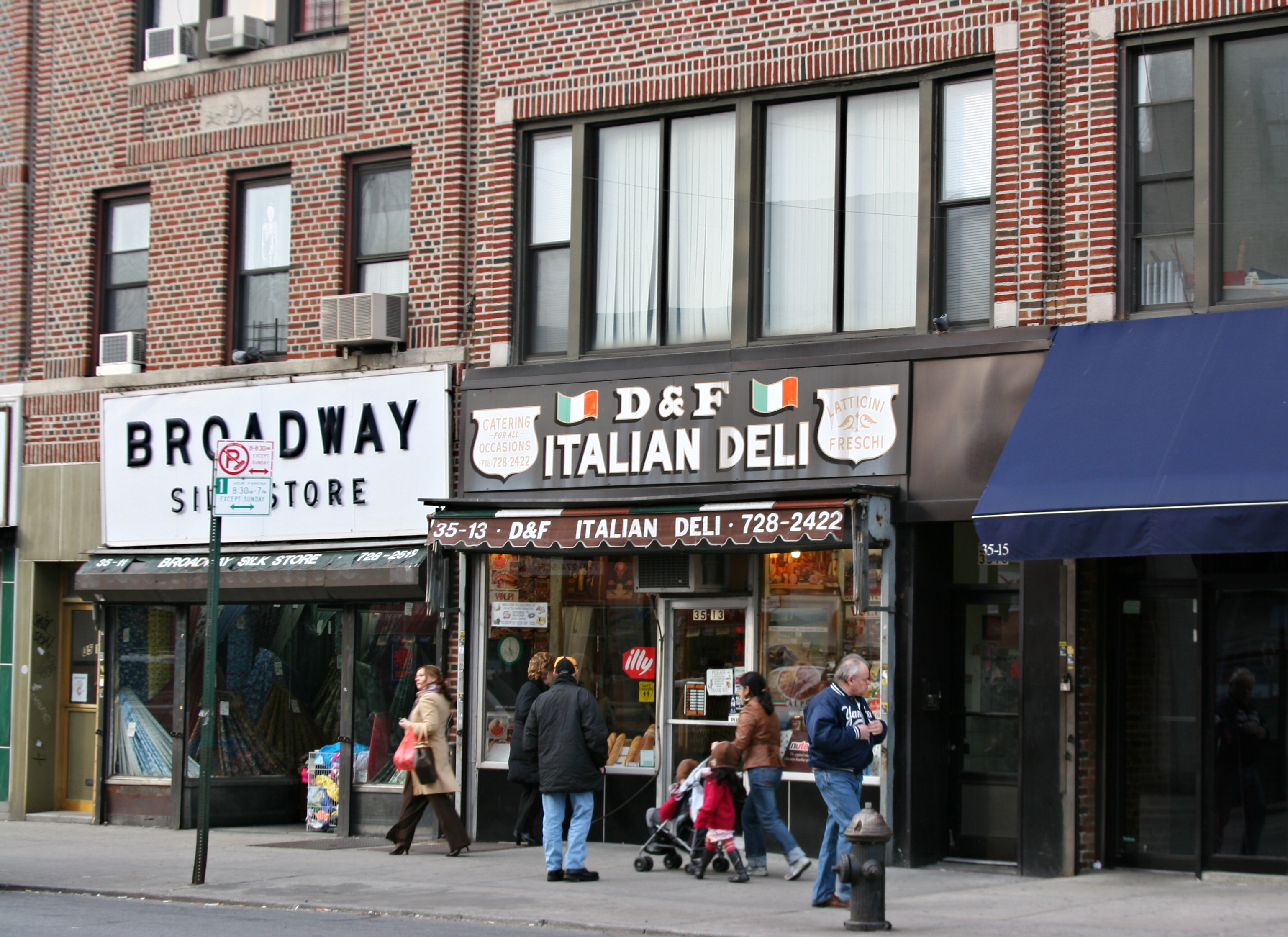
Ein italienischer Deli in Astoria

Die Vielzahl und Verschiedenheit seiner Bewohner spiegelt sich auch in der Küche New Yorks wider. Die Stadt besitzt etwa 17.300 Restaurants, die Speisen aus aller Welt anbieten. Die Restaurants der verschiedenen Bevölkerungsgruppen warten unter anderem mit italienischen, koscheren, asiatischen und indischen Speisen auf.
Die sogenannten Delis sind eine New Yorker Institution und bieten ein reichhaltiges Angebot; ihr zentrales Element ist ein heißes und kaltes Buffet.
Zu den typischen New Yorker Speisen gehören Bagels, Pancakes, Cheesecake (Käsekuchen), Waldorfsalat, Pizza, Hotdogs und Burger, aber auch Soul Food und Sushi. Eine besondere Spezialität aus der jüdischen Tradition ist das sogenannte Knisch (in etwa Kartoffeltasche), das an fast jedem Deli erstanden werden kann.
Einige international bekannte Köche und Gastronomen wie Mario Batali, David Bouley, Daniel Boulud, Alain Ducasse, Thomas Keller, Nobu Matsuhisa, Danny Meyer, Masa Takayama und Jean-Georges Vongerichten betreiben Restaurants in New York. Der renommierte Restaurantführer Guide Michelin, von dem eine Ausgabe eigens für New York vorliegt, vergibt darin mehr Auszeichnungen als in jeder anderen getesteten Stadt außer Paris.

## Wirtschaft und Infrastruktur
Die Rolle New Yorks als globales Finanzzentrum wirkt sich auf die Unternehmen und Bewohner der Stadt und der Region aus. Bill Hyers, Berater des ehemaligen Bürgermeisters von New York Bill de Blasio, sagte 2014, dass der wirtschaftliche Druck zu einer kollektiven Besorgnis führe, die in der ganzen Stadt beinahe wie Pheromone zu riechen sei. „Es gibt 40 Milliardäre; 400.000 Millionäre. Das heißt, dass es acht Millionen Menschen gibt, die in dieser sehr teuren Stadt leben, arbeiten und überleben müssen.“

### Wirtschaft

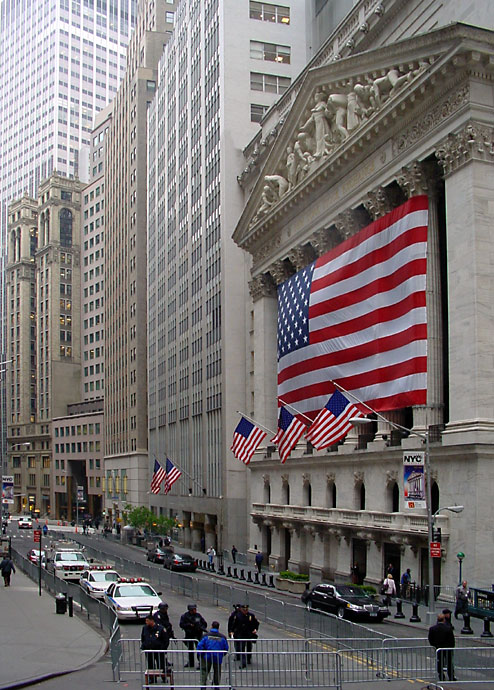
New York Stock Exchange

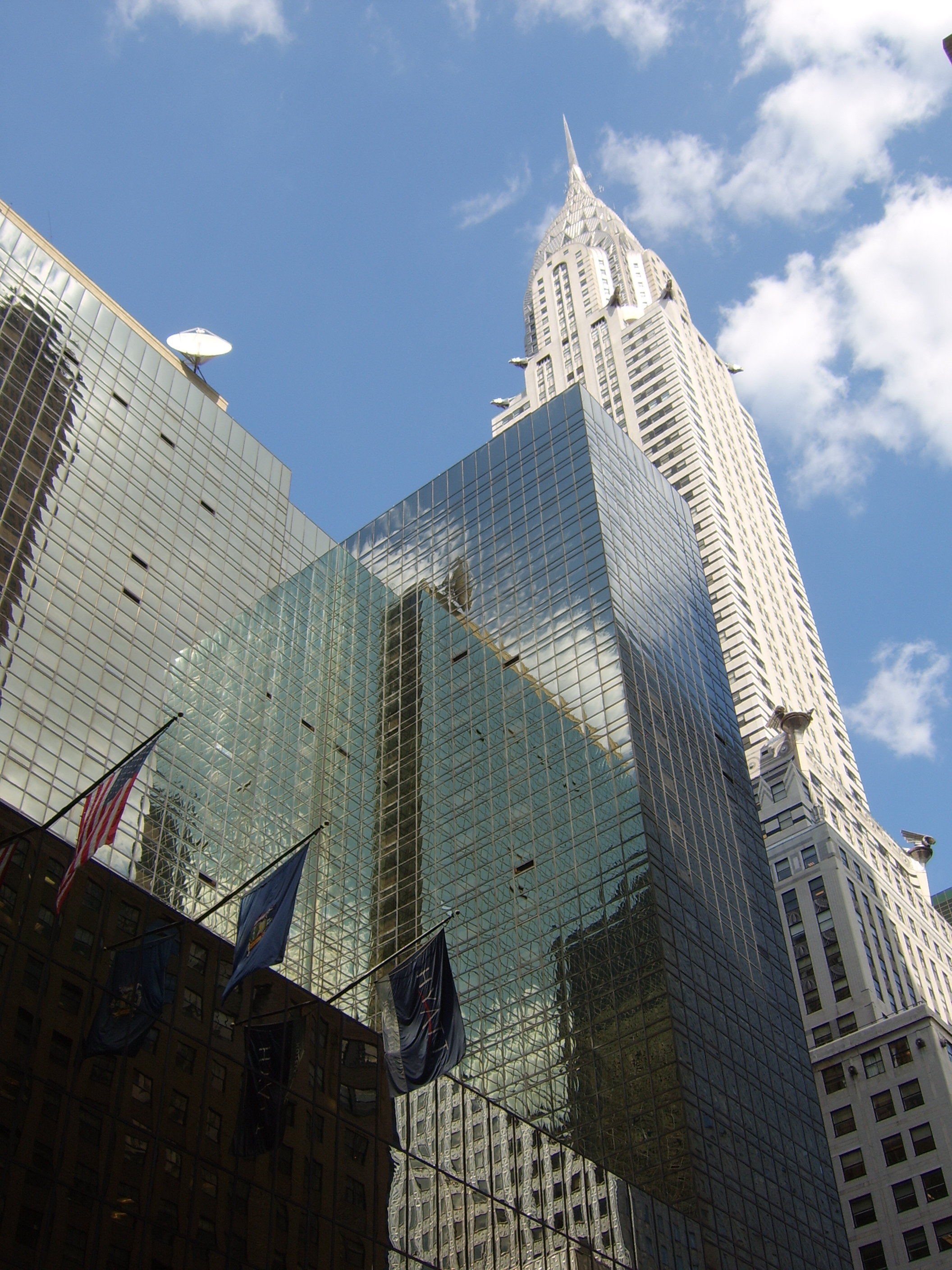
Das Chrysler Building mit Hochhauszeile

Die Metropolregion New York ist einer der bedeutendsten Wirtschaftsräume der Erde und gehört mit London und Tokio zu den größten Finanzplätzen der Welt. Zu den wichtigsten Wirtschaftsbereichen zählen unter anderem die chemische und die elektrotechnische Industrie, die Druckindustrie, die Textilindustrie sowie der Dienstleistungsbereich.
Im Süden von Manhattan (Lower Manhattan, Downtown) liegt das Hauptgeschäftszentrum mit dem Finanzbezirk um Wall Street und Broad Street. Hier befindet sich auch die New York Stock Exchange (NYSE), die größte Wertpapierbörse der Welt. Ihr Grundstein wurde am 17. Mai 1792 gelegt, als 24 Broker und Händler das Buttonwood-Abkommen unterzeichneten. Damals wurden gerade einmal fünf Wertpapiere in New York gehandelt: die Aktien von zwei Banken und drei Staatsanleihen, die im Jahr 1790 ausgegeben worden waren. Heute sind an der NYSE etwa 2.800 Firmen gelistet (460 davon haben ihren Sitz außerhalb der Vereinigten Staaten) und das Handelsvolumen beträgt im Durchschnitt etwa 45 Milliarden US-Dollar pro Tag (Stand: November 2004). Weitere wichtige Börsen in New York City sind NASDAQ, New York Mercantile Exchange (größte Warenterminbörse der Welt), American Stock Exchange und New York Board of Trade.
Zahlreiche Weltkonzerne haben ihren Hauptsitz in New York. Dazu gehören unter anderem die Altria Group (weltweit einer der größten Hersteller von Tabak, Nahrung und Getränken), American International Group (größter Versicherungs- und Finanzdienstleistungskonzern der Welt), Pfizer (weltweit zweitgrößtes Pharmaunternehmen), Sony Music (zweitgrößte Plattenfirma der Welt), Bristol-Myers Squibb (Pharmakonzern), Jetblue Airways (Fluggesellschaft), DC Comics (Comicverlag) und Estée Lauder (Kosmetikkonzern) sowie Steinway & Sons (Flügelfabrikant). Weiterhin ist die Stadt der Sitz vieler Anwaltskanzleien von internationalem Renommee.
New York ist ein bedeutender Medienstandort. Die Stadt ist Sitz der globalen Medienkonzerne Time Warner und Viacom, mehrerer Großverlage, Musikfirmen, Produktionsstudios und der Zentralen oder Teilzentralen von vier großen amerikanischen Fernseh-, Film- und Radionetzwerken: ABC, CBS, NBC und FOX.
In Brooklyn und der Bronx befinden sich ausgedehnte Hafenanlagen, Lagerhäuser und Betriebe der verarbeitenden Industrie. Die Hafenanlagen (Waterfront) im Stadtteil Bronx haben eine Länge von etwa 130 Kilometern. Über den Flughafen John F. Kennedy International im New Yorker Stadtteil Queens werden über 50 % der Luftfracht in andere Staaten abgewickelt, die Flughäfen LaGuardia und Newark Liberty International dienen überwiegend dem Inlandverkehr. Da der Hafen im Bundesstaat New Jersey einen großen Teil des Frachtverkehrs von New York übernommen hat, verliert der Passagier- und Frachtverkehr im gesamten Stadtgebiet immer mehr an Bedeutung.
Der Tourismus spielt für die Weltstadt gleichfalls eine sehr bedeutende Rolle. So registriert New York City jährlich fast 60 Millionen Gäste, davon über 12 Millionen aus dem Ausland (hauptsächlich aus Kanada und Großbritannien), darunter 632.000 Besucher aus Deutschland. Dabei profitiert New York City durch die Ausgaben der Urlauber in Höhe von rund 42 Milliarden US-Dollar (alle Tourismus-Angaben Stand 2015).

### Wärmeversorgung

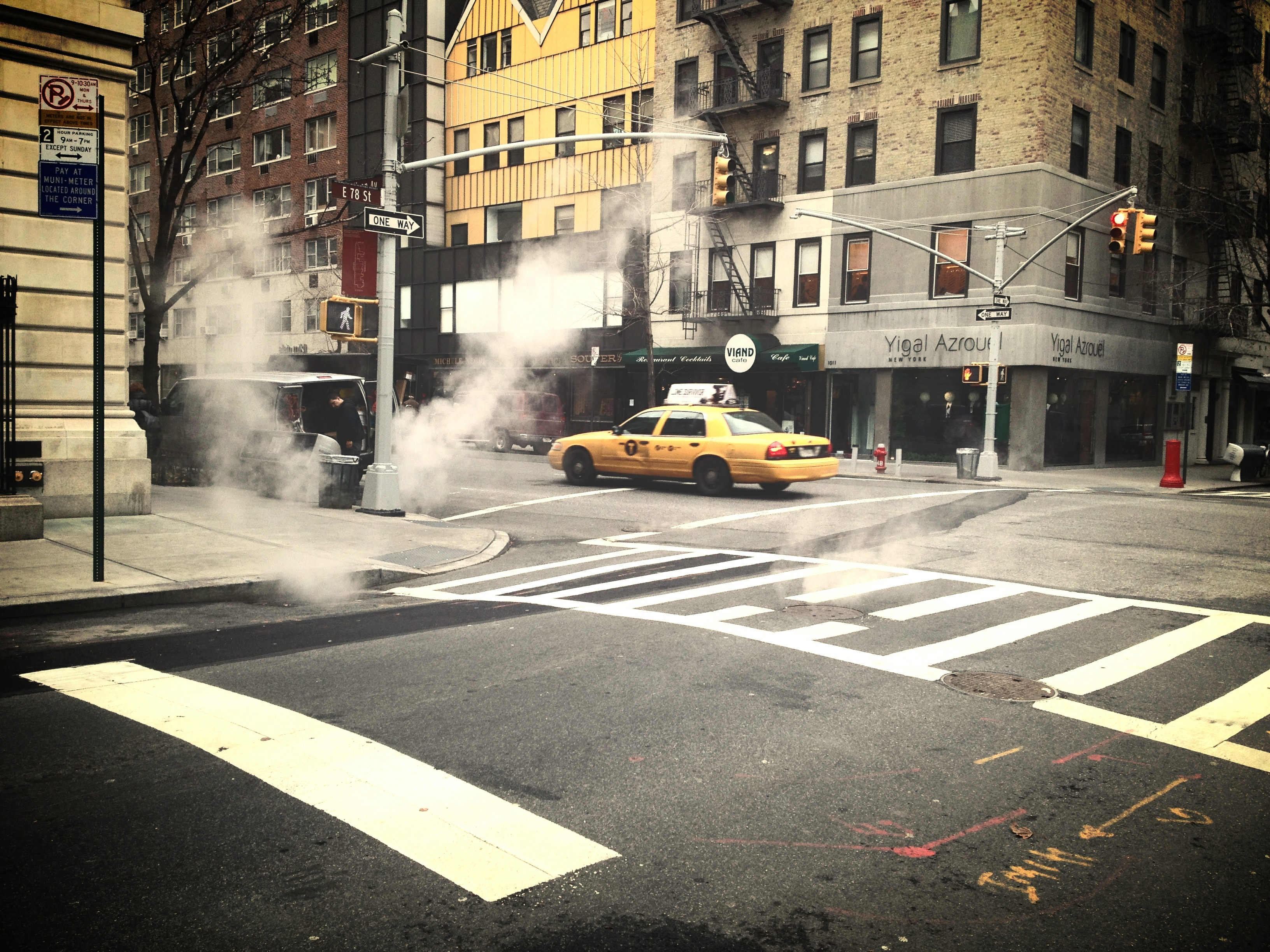
Dampffahnen in New York

Im späten 19. Jahrhundert suchten die Stadtoberen nach einer Alternative, als Kohle- und Holzöfen die Luft verpesteten. Dies war der Beginn des Ausbaus des ab 1882 zwischenzeitlich von Consolidated Edison betriebenen größten Fernwärmenetzes der USA. Für 80 Prozent der älteren Wohnhäuser Manhattans, als auch für Wolkenkratzer wie das Empire State Building, dient Dampf als Wärmequelle, der im Winter als Teil des Stadtbildes aus Schächten aufsteigen kann. Auch das 2014 eröffnete One World Trade Center wird mit Dampf geheizt. Mit Dampf waren laut einem Bericht der NGO Urban Green Council 2023 rund 70 Prozent der Apartments in der Stadt chronisch überheizt, da die Regulierung der Heizwärme oft kaum möglich sei. 2022 wurde für die städtischen Wohnungen der Zubau von 30.000 Wärmepumpen angekündigt.

### Fernverkehr

#### Hafen
Der Hafen von New York, sowohl der Naturhafen in der Upper Bay als auch die Hafenanlagen rundum, nimmt eine große Fläche an der Ostküste ein. Er gehört nur zum Teil zum Stadtgebiet und liegt zum anderen Teil in New Jersey. Die beiden Nachbarstaaten haben zur Koordinierung ihrer Interessen eine gemeinsame Hafenbehörde (Port Authority), die PANYNJ, und die Waterfront Commission of New York Harbor (WCNYH) gebildet.
Nach dem Güterumschlag ist der Hafen der drittgrößte, nach seiner Fläche aber der größte Hafen der USA. Er dient als internationaler Tiefsee- sowie über den Hudson auch als Binnenhafen für Teile der USA (Nordosten) und den Osten Kanadas.
New Yorks heutige wirtschaftliche Bedeutung hängt mit seiner Nutzung für den Warenumschlag und historisch mit dem Personentransport auf Schiffen zusammen. Mit der Fertigstellung des Eriekanals wurde 1825 ein günstiger Transportweg zu den Großen Seen erschlossen und New York stieg zum wichtigsten Handelshafen der Ostküste auf. Außerdem war und ist New York ein Hauptort der Einwanderung in die Vereinigten Staaten. Millionen von Einwanderern landeten hier und passierten seine Anlagen, von denen Ellis Island eine relativ neue ist. Nach der früher bedeutenderen Einwanderung dominiert heute der Tourismus die Personenschifffahrt im New Yorker Hafen.
Der derzeit einzige Transatlantikliner im Liniendienst, die Queen Mary 2, legt am Brooklyn Cruise Terminal an.

#### Straßen
New York ist durch zahlreiche Autobahnen mit dem Rest des Landes verbunden. Für die Anfahrt mit dem Auto gibt es verschiedene Möglichkeiten: Die Route 495, die in New York zur Interstate 495 wird, führt von New Jersey kommend durch den Lincoln Tunnel und aus Richtung Osten durch den Queens-Midtown Tunnel nach Midtown Manhattan.
Aus Richtung Südwesten führen die Interstate Highways I-95 (New Jersey Turnpike) und die I-78 durch den Holland Tunnel zur Canal Street beziehungsweise Spring Street in der Nähe von SoHo und Tribeca. Aus Richtung Norden erreichen der I-87 (New York State Thruway) und der I-95 die Ringstraßen Manhattans. Besonders an den Tunneln und Brücken kommt es immer wieder zu Staus, auch weil dort in der Regel Maut kassiert wird.
New York war 2021 laut einer Studie die staureichste Stadt in den Vereinigten Staaten.

#### Flughäfen
In New York befinden sich zwei Flughäfen: John F. Kennedy International Airport und der LaGuardia Airport. Die beiden Flughäfen liegen in Queens, wobei LaGuardia überwiegend für Inlandsflüge genutzt wird. Darüber hinaus gibt es noch den Newark Liberty International Airport, der zwar am nächsten an Manhattan liegt und der älteste Flughafen in der Region New York ist, sich jedoch in Newark, New Jersey befindet. Die Flughäfen befördern pro Jahr insgesamt über 90 Millionen Fluggäste mit über einer Million Flügen. Der Flughafen Teterboro wird durch seine Nähe zur Stadt bevorzugt für den Geschäftsreiseflugverkehr genutzt.

#### Zugverbindungen

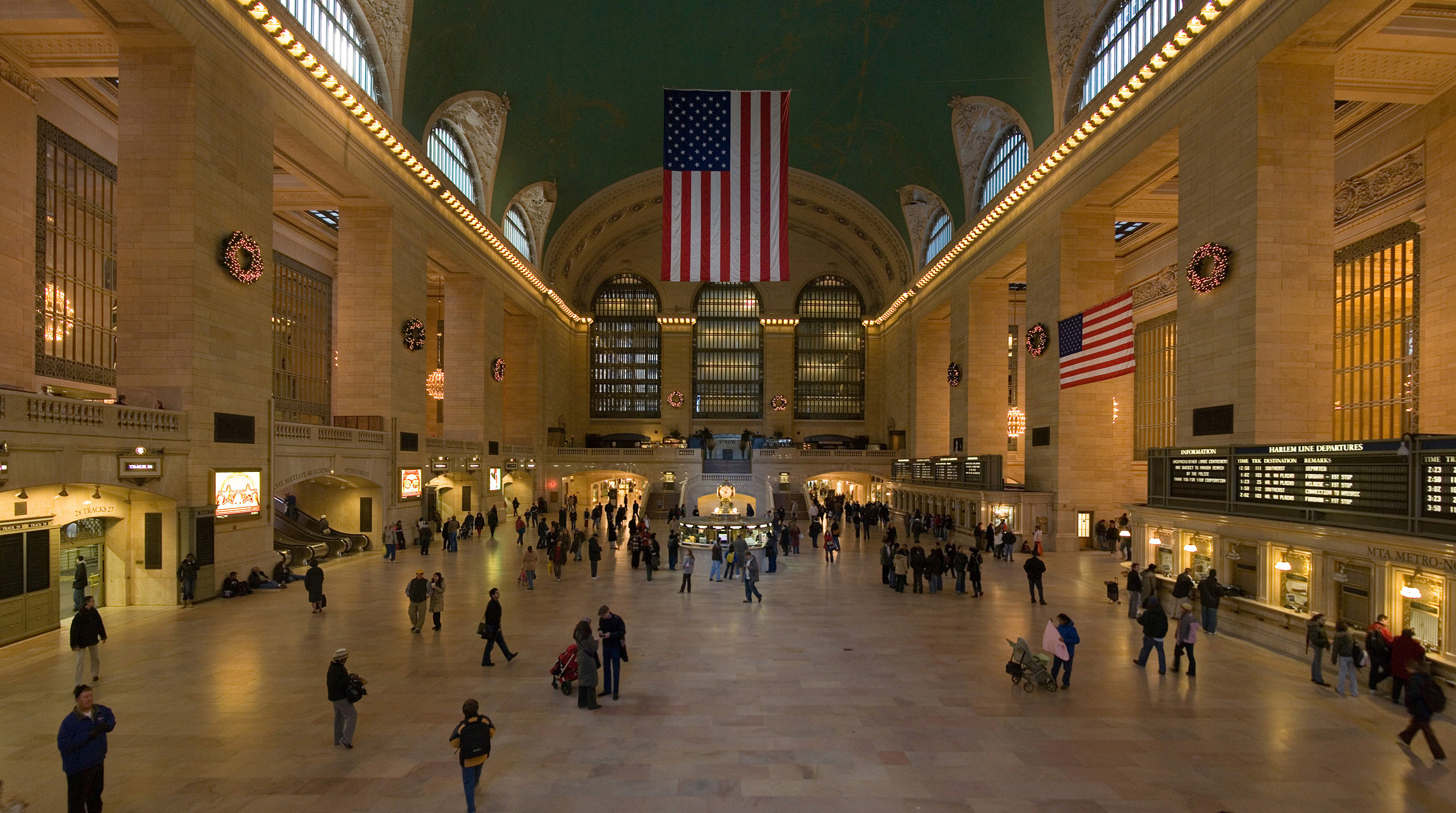
Die Haupthalle des Grand Central Terminal

In New York befinden sich drei wichtige Bahnhöfe für den Zugverkehr: Grand Central Terminal, Grand Central Madison und Pennsylvania Station. Die beiden Erstgenannten liegen auf der East Side in Midtown, Penn Station dagegen auf der West Side. Alle drei Bahnhöfe besitzen Umsteigemöglichkeiten zu zahlreichen Bus- und U-Bahnlinien.
Im Grand Central Terminal (oft auch Grand Central Station genannt) enden gegenwärtig die Pendlerzüge der „Metro-North Commuter Railroad“ in Richtung Westchester County, Putnam County, Dutchess County, Fairfield County und New Haven County. Der Grand Central Terminal wurde am 2. Februar 1913 als Kopfbahnhof eingeweiht und ist seitdem der größte Bahnhof der Welt – er verfügt über 44 Bahnsteige, an denen 67 Gleise enden. Der Bahnhof liegt auf zwei Ebenen, 41 Gleise enden auf der oberen, 26 auf der unteren Ebene.
An der New York Pennsylvania Station, kurz „Penn Station“, halten die Fernzüge mehrerer Eisenbahngesellschaften, unter ihnen auch die Züge der Amtrak, und dient des Weiteren als Endstation für die Pendlerzüge der Long Island Rail Road (LIRR) von Long Island. Die Penn Station ist wie die Überland-Busbahnhöfe Port Authority Bus Terminal und „George Washington Bus Station“ ein Knotenpunkt für mehrere U-Bahnlinien.
Der 43 Meter tief unter dem Grand Central Terminal gelegene und 2023 eröffnete eigenständige Tunnelbahnhof Grand Central Madison ist neben der Penn Station die zweite Endstation der nach Manhattan führenden Pendlerzüge der Long Island Rail Road. Der für die East Side von Manhattan zuständige Kopfbahnhof besitzt zwei Ebenen mit acht Gleisen.

### Nahverkehr

#### Straßen, Taxis

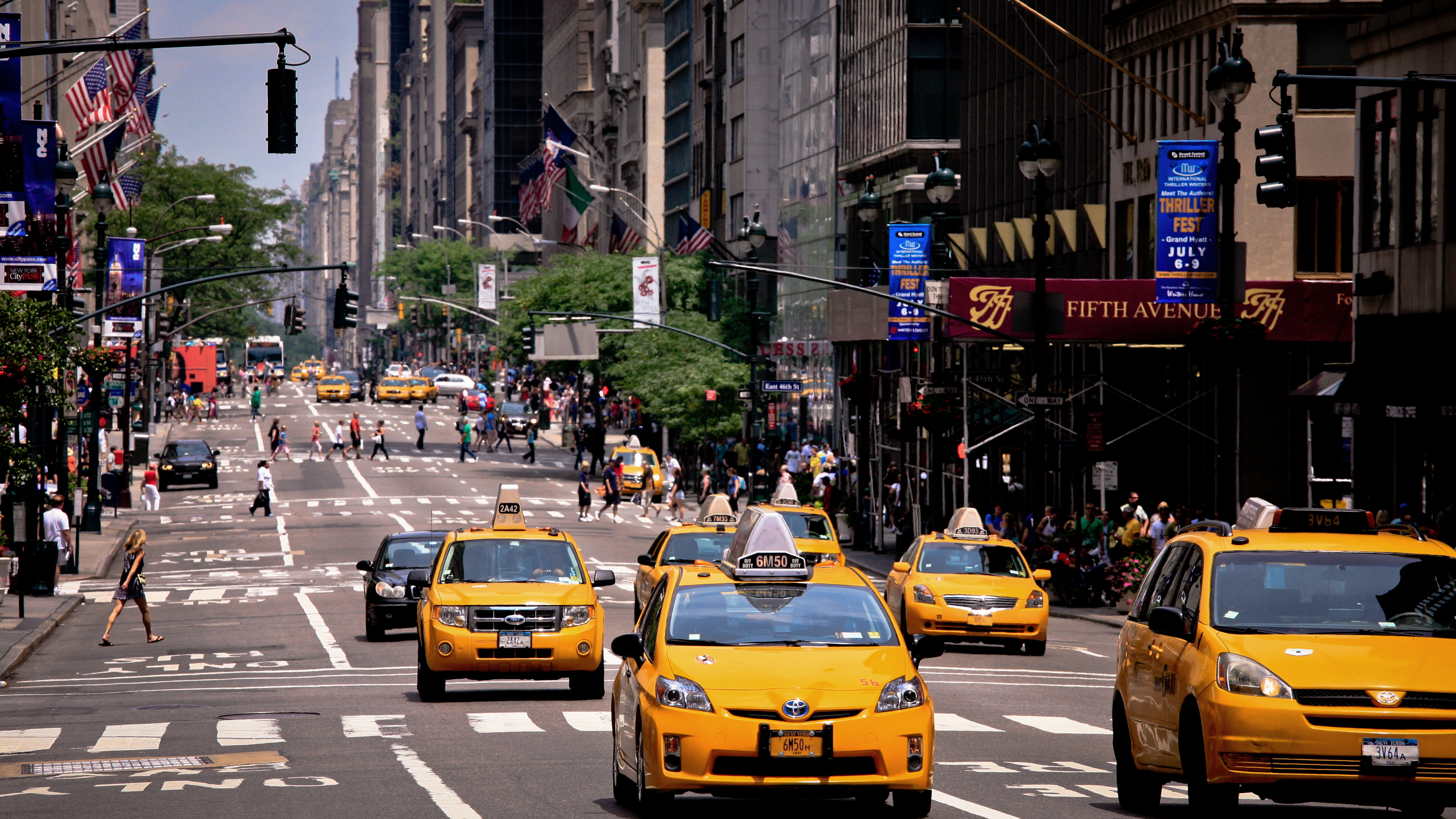
Mehrere Yellow Cabs auf der 5th Avenue

Die Straßen von New York haben eine Länge von 10.200 Kilometern. Das gitterförmige Straßennetz in Manhattan ist nummeriert und unterteilt in Ost und West (mit der Trennung an der 5th Avenue). Die Ausnahme bildet hier das unterste Downtown, wo dieses Gittersystem endet. In Brooklyn und Queens gibt es ähnliche Gitternetze, die aber historisch bedingt eine eher unregelmäßige und von Brüchen gekennzeichnete Struktur aufweisen.
Bezüglich der benutzten Verkehrsmittel ist New York eine sehr unamerikanische Stadt, denn die meisten Bewohner benutzen öffentliche Verkehrsmittel. Auf den Straßen Manhattans fahren nur etwa 50 Prozent Privatfahrzeuge – das Bild prägen vor allem die über 12.000 gelben Taxis („Yellow Cabs“). Grund sind unter anderem hohe Parkgebühren sowie hohe Gebühren für Brücken und Tunnel.

#### Öffentlicher Nahverkehr

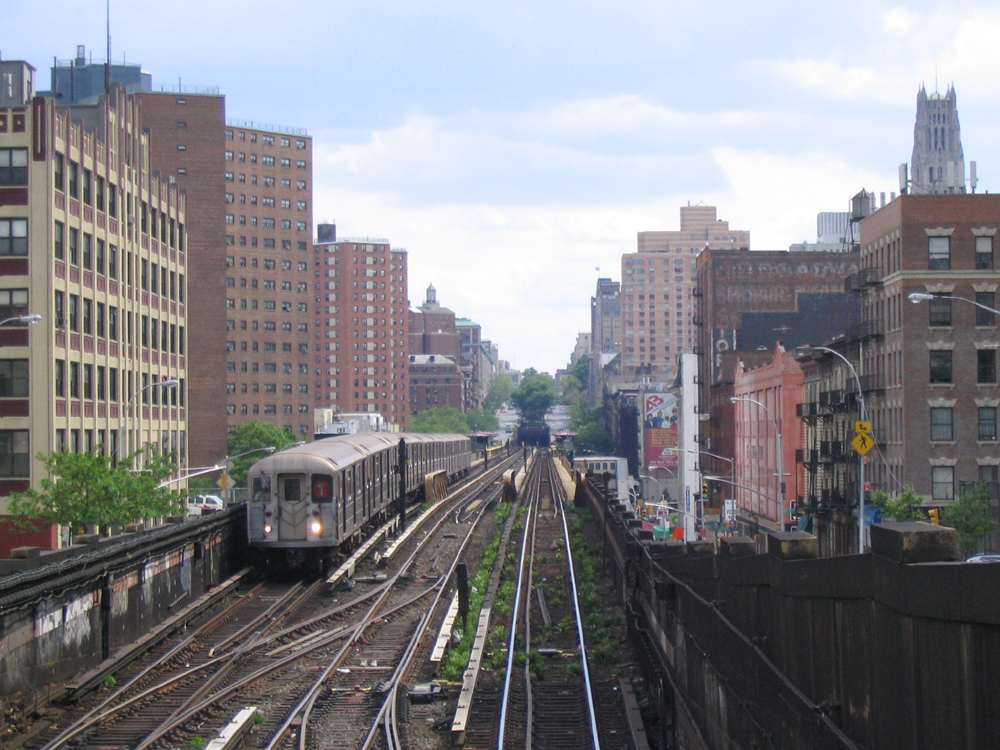
U-Bahn-Zug

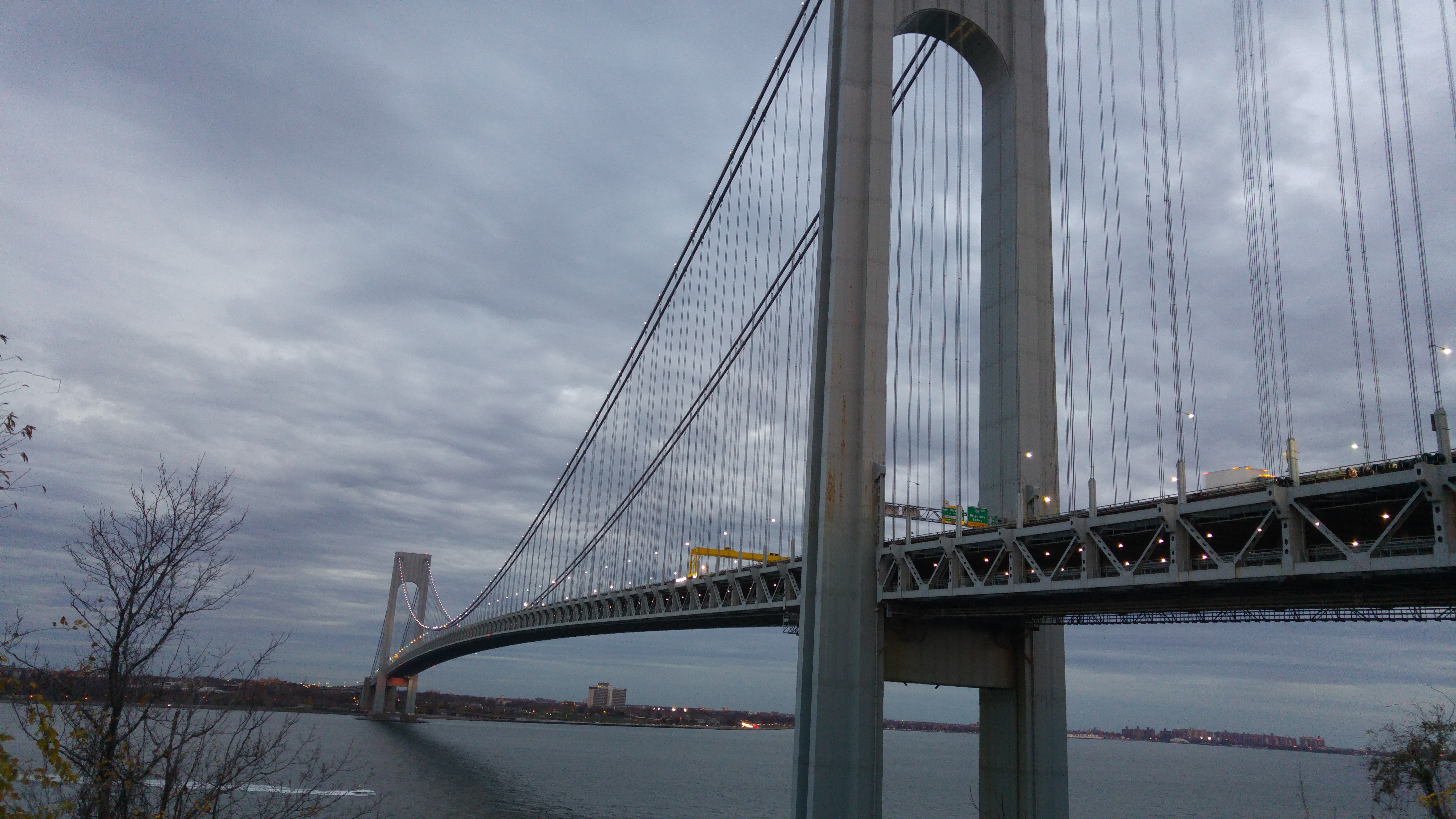
Die Verrazzano-Narrows Bridge zwischen Staten Island und Brooklyn

Das New Yorker U-Bahn-Netz, das in weiten Streckengebieten einen 24-Stunden-Service bietet, ist eines der größten der Welt. Der erste Tunnelabschnitt wurde am 28. Oktober 1904 von der Interborough Rapid Transit (IRT) eröffnet. Rund 6.000 Wagen der U-Bahn verkehren auf 27 Linien mit 476 Bahnhöfen. Das Netz hat eine Länge von 407,2 Kilometer – davon sind 393,3 Kilometer für den öffentlichen Verkehr bestimmt. 371,1 Kilometer werden von der New York City Transit Authority (NYCTA) betrieben und 22,2 Kilometer von der Port Authority Trans-Hudson (PATH). Letztere verkehrt zwischen Manhattan und New Jersey. Die Subway befördert wochentäglich 4,5 Millionen und jährlich 1,5 Milliarden Fahrgäste. Täglich werden 7.400 Zugfahrten durchgeführt.
Für den Pendlerverkehr in Richtung Long Island ist die Long Island Rail Road (LIRR) zuständig. Die Vorortszüge von New Jersey Transit transportieren Pendler von New Jersey nach New York. Auf Staten Island verkehrt die Staten Island Railway; die Insel ist durch die Verrazzano-Narrows-Brücke mit Brooklyn und durch die Staten Island Ferry mit Manhattan verbunden.
Zusätzlich existiert ein gut ausgebautes Busnetz. In der Stadt verkehren über 4.000 Busse auf 235 Linien mit über zwei Millionen Fahrgästen an Werktagen (jährlich 666 Millionen). Zwischen dem 8. Oktober 1921 und dem 26. Juli 1960 fuhren Trolleybusse in New York.
Am 26. November 1832 eröffnete die New York and Harlem Railroad die erste Pferdestraßenbahn der Welt in der Stadt. Ab 1893 wurde das Straßenbahnnetz teilweise elektrifiziert, das Verbot von Oberleitungen und die technisch aufwendigeren Unterleitungen sorgten dafür, dass New York einen der letzten Pferdebahnbetriebe der USA hatte. Der Großteil des Netzes wurde so schon vor 1922 eingestellt. 1956 fuhr über die George-Washington-Brücke die letzte Straßenbahn aus Jersey City, wo sie seit dem 15. April 2000 wieder verkehrt, nach Manhattan.
Mit dem Interborough Express soll ab der zweiten Hälfte der 2020er Jahre eine Stadtbahnstrecke entstehen, die in Brooklyn und Queens als Tangentialverbindung die U-Bahn ergänzen sowie schlecht abgedeckte Gebiete besser erschließen soll. Zur Verbesserung der Anbindung Staten Islands gibt es eine Reihe von Vorschlägen, die nicht mit Nachdruck verfolgt werden, etwa eine Straßenbahnstrecke in Staten Island mit einer optionalen Verknüpfung mit der Hudson-Bergen Light Rail.

#### Fähren und Brücken

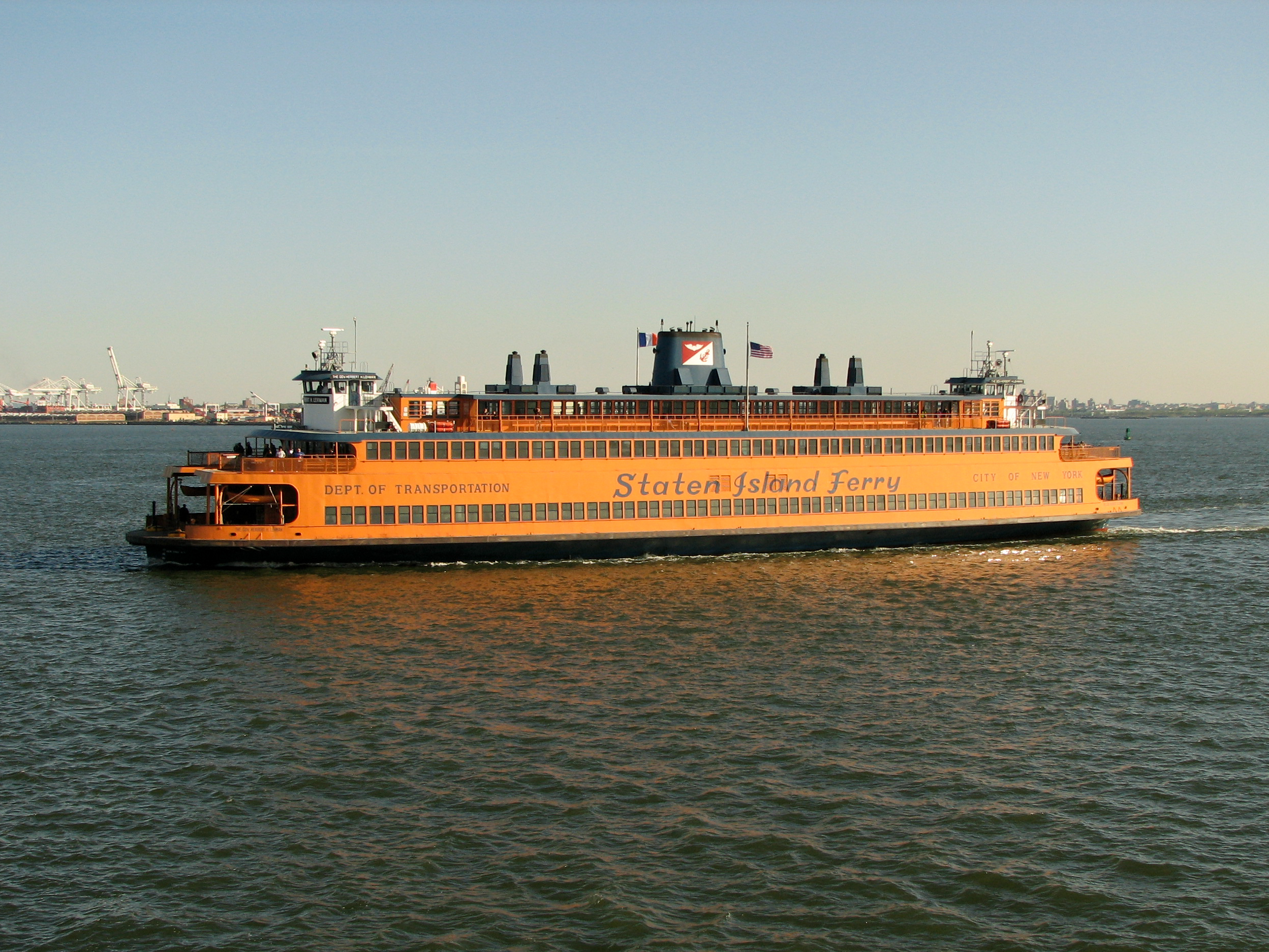
Die Staten Island Ferry zwischen Manhattan und Staten Island

In New York werden 29 ständige und saisonale Fährlinien betrieben. Die kostenlose Staten Island Ferry verbindet Manhattan und Staten Island. Zusätzlich verkehren zahlreiche kommerzielle Fähren über den Hudson sowie verschiedene Fähren auf dem East River, die die Stadtbezirke Brooklyn, Queens, Bronx und Manhattan miteinander verbinden, darunter die NYC Ferry mit sechs Routen.
In New York City gibt es 2.027 Brücken. Die längste Brücke ist die Verrazzano-Narrows-Brücke zwischen Staten Island und Brooklyn. Die Brücken nach Manhattan über den East River am Nordostufer heißen (von Nord nach Süd) Throgs Neck Bridge, Bronx Whitsstone Bridge, die Eisenbahnbrücke von der Randalls Wards bzw. Park Ave Third Ave Bridge, Willis Ave Bridge, Triborough Bridge, Queensboro Bridge, Williamsburg Bridge, Manhattan Bridge und Brooklyn Bridge. Am Westufer gibt es ganz im Norden die Bear Mountain Bridge, dann die Tappan Zee Bridge (Dewey Thruway) und im Zentrum die George Washington Bridge über den Hudson. Außer diesen Hauptbrücken von/nach Manhattan gibt es in ganz New York neben vielen normalen auch 25 bewegliche Brücken: zwei Einziehbrücken, sieben Schwenkbrücken, vier Hebebrücken und zwölf Zugbrücken. Die Brücken und Tunnel der Stadt werden von dem New York City Department of Transportation unterhalten, für einige Maut-Brücken und Tunnel ist die MTA Bridges and Tunnels zuständig.

### Medien

#### Printmedien

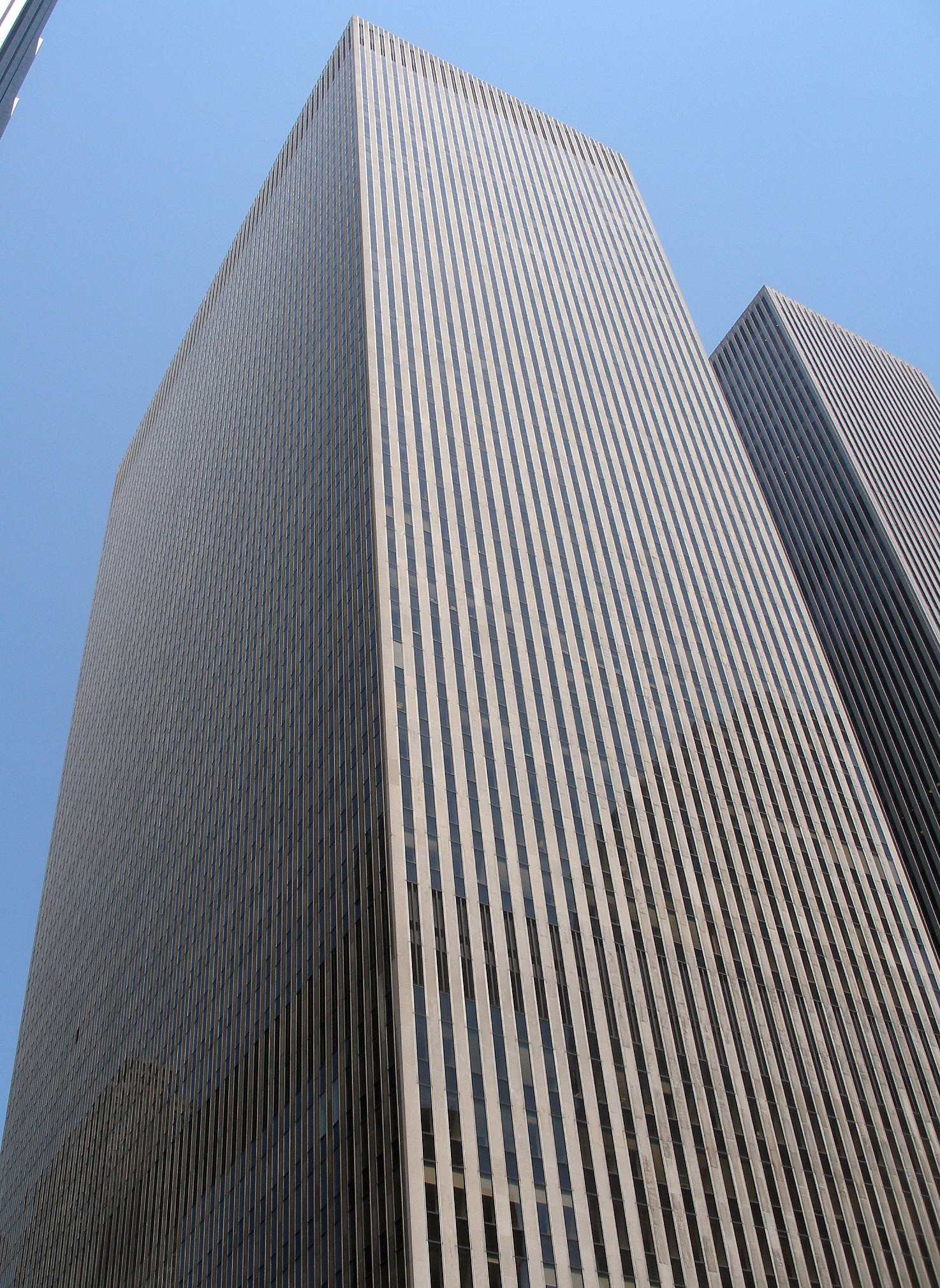
1211 Avenue of the Americas, Sitz des Wall Street Journals, eine der auflagenstärksten Zeitungen der USA

In New York erscheint eine Vielzahl von Tages- und Wochenzeitungen. Zu den größten Tageszeitungen gehören die New York Times, Post, Daily News und das Wall Street Journal.
Die Times erscheint überregional. Sie gilt als seriös und politisch liberal bis linksliberal. Gegründet 1851, wurde sie mit 91 Pulitzer-Preisen ausgezeichnet, weit mehr als jede andere Tageszeitung.
Das erstmals 1889 erschienene Wall Street Journal, das sich insbesondere Wirtschaftsthemen widmet, gilt politisch als konservativ, ist eine der auflagenstärksten Zeitungen der Vereinigten Staaten und bietet eigene europäische und asiatische Ausgaben.
Weitere regional erscheinende Tageszeitungen sind Newsday, AM New York, Metro New York und Staten Island Advance. Außerdem gibt es eine große Zahl von Blättern, deren Berichterstattung sich beispielsweise auf Bevölkerungsgruppen, Bezirke oder Viertel der Stadt konzentriert oder in den Sprachen der ursprünglichen Herkunftsländer der Einwohnergruppen erscheinen.
Zu den wichtigsten regionalen Wochenzeitungen und -zeitschriften gehören New York Observer, New York Press, Village Voice und Time Out NY. Alle sechs Tage erscheint Street News und einmal im Monat BIGNew.
Die Village Voice, gegründet 1955, war die erste und ist die bekannteste der als Alternative weeklies bezeichneten Publikationen. Die Printausgabe wurde 2017 eingestellt. Die Onlineausgabe erscheint aber weiter.
Zu den in New York verlegten landesweiten Zeitschriften zählen Time, Newsweek, The New Yorker, Vogue, Vanity Fair und Architectural Digest.

#### Rundfunk und Fernsehen

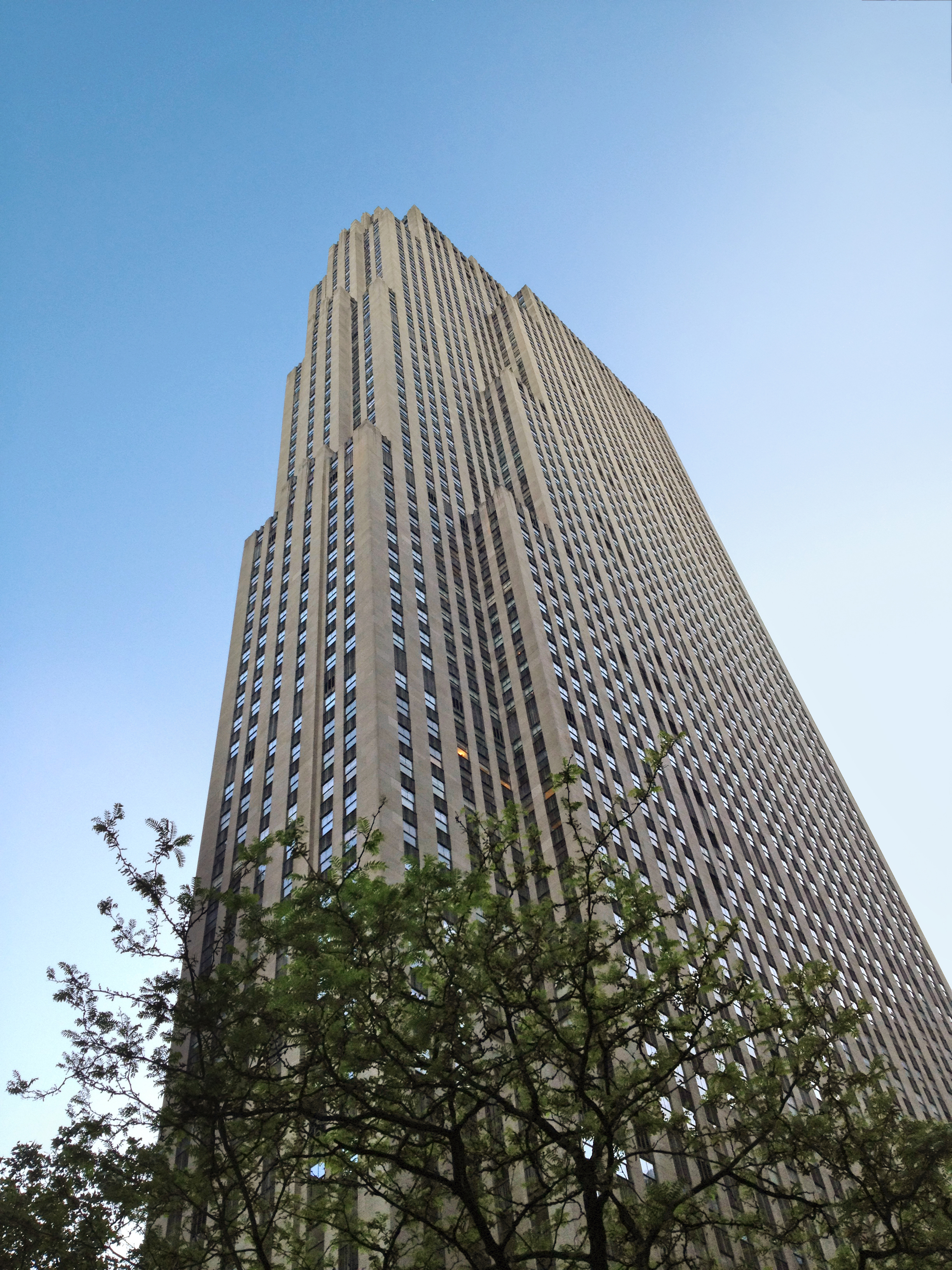
Die NBC-Studios befinden sich im Comcast Building

New York ist Sitz globaler Medienkonzerne (Time Warner, Viacom) sowie großer Fernseh- und Radionetzwerke (ABC, CBS, FOX, NBC). Dutzende New Yorker und zahlreiche nationale sowie internationale Radio- und Fernsehstationen sind über Kabel und Satellit zu empfangen. Rund 10.000 Journalisten berichten aus der Stadt in die ganze Welt über Politik, Wirtschaft und Kultur.
Über 3000 Film- und Serienproduktionen, darunter Dutzende Blockbuster, wurden in der Stadt und Umgebung gedreht. Viele bekannte Unterhaltungssendungen und Talkshows werden in der Stadt aufgezeichnet. Der Late-Night-Show Moderator Jimmy Fallon empfängt seine Gäste in der Tonight Show. Die seit 1975 existierende Saturday Night Live Show sendet ebenfalls aus Manhattan. Weitere hier produzierte Shows und Sendungen sind unter anderem The Late Show with Stephen Colbert, Inside the Actors Studio, The Daily Show, Good Morning America, Last Week Tonight with John Oliver, The Today Show sowie Red Eye und Live with Kelly. Die Sender MTV und Comedy Central sind ebenfalls in der Stadt beheimatet.

### Bildung
Zu den vielen hervorragenden Hochschuleinrichtungen zählen unter anderem die Columbia University (eröffnet 1754), die Cooper Union for the Advancement of Science and Art, die City University of New York, das Barnard College, die New York University, das 1887 eröffnete Pratt Institute, die Fordham University, die New School, die Rockefeller University, die Juilliard School für Musik, Tanz und Schauspiel, die Manhattan School of Music (eröffnet 1917) sowie das Culinary Institute of America (eröffnet 1946). Die Stadt New York betreibt auch eine Reihe von weiterführenden Schulen zur Förderung von hochbegabten Schülern. Zu den ältesten und renommiertesten dieser Schulen zählen dabei die Bronx High School of Science, die Stuyvesant High School und die Brooklyn Technical High School.

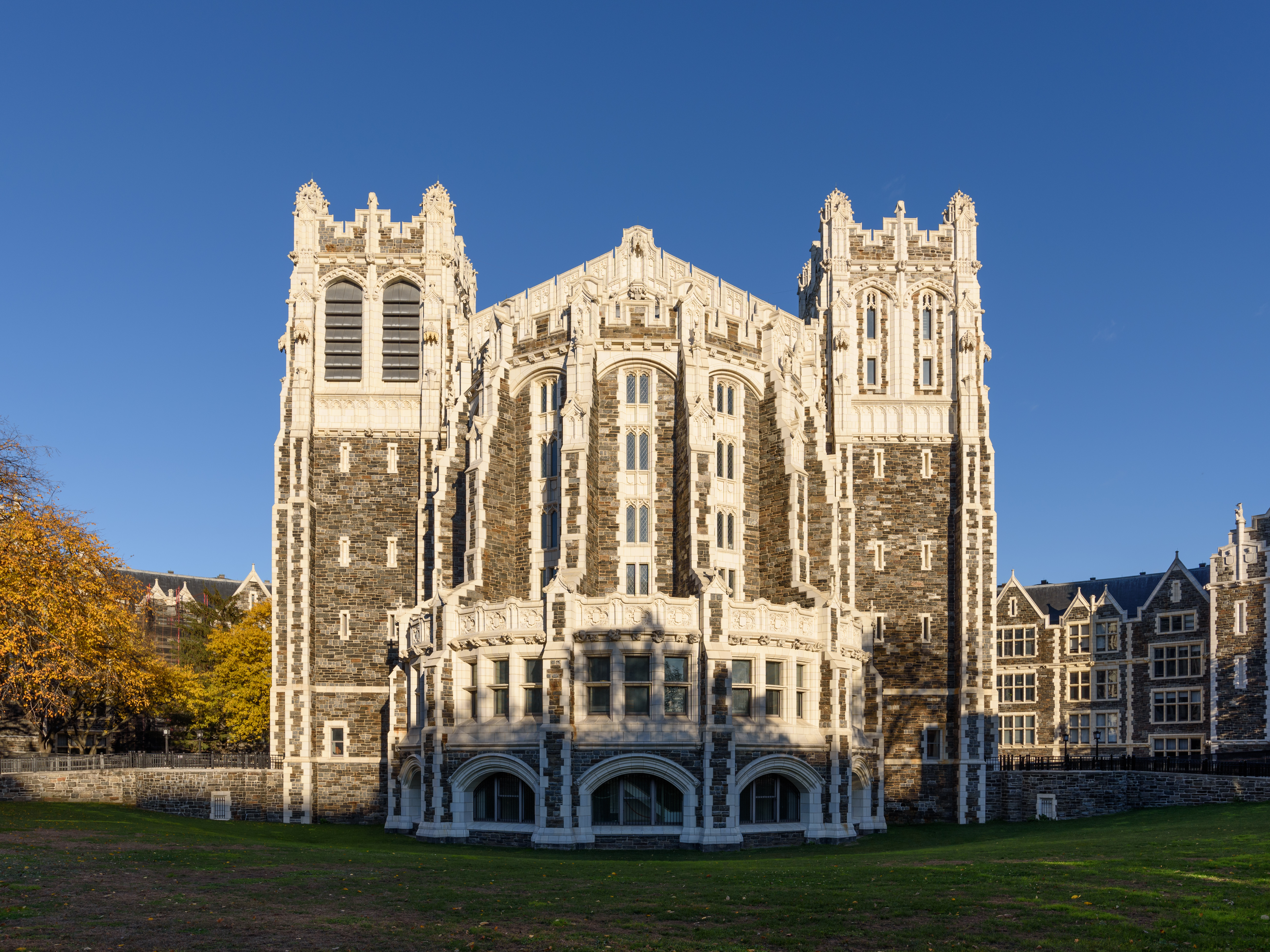
Die Shepard Hall des City College of New York

Die Columbia-Universität liegt in Morningside Heights, gleich nördlich von der Upper West Side, im Stadtteil Manhattan und gehört zu der sogenannten „Ivy League“, den Elite-Universitäten im Nordosten der USA (wie Yale, Princeton, Harvard und andere). Sie wurde 1754 als King’s College unter königlichem Erlass von König Georg II. gegründet und ist die älteste Höhere Schule im Staat New York sowie die fünftälteste des Landes. Columbia gilt als eine der angesehensten Universitäten der Welt.

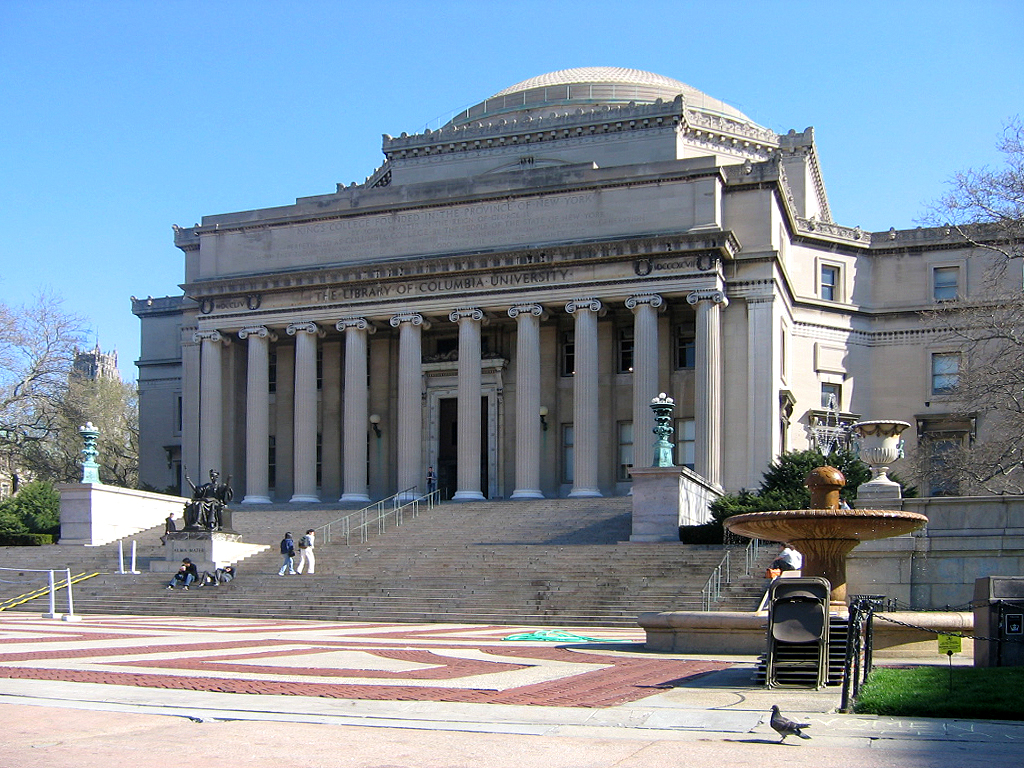
Low Memorial Library der Columbia University

Die New York University (NYU) ist eine weltbekannte Elite-Universität. Sie ist die größte private Universität der Vereinigten Staaten mit insgesamt 39.408 Studenten (Herbst 2004) – davon 20.212 im Grundstudium, 15.884 im Hauptstudium und 3.312 Doktoranden. 4.000 der Studenten kommen aus über 100 Ländern. Der Campus der Universität liegt im Greenwich Village in Manhattan. Die Universität besteht aus 14 Fakultäten und Colleges. Sie wurde am 21. April 1831 von einer Gruppe prominenter New Yorker, unter ihnen der ehemalige US-Finanzminister Albert Gallatin, gegründet und ist renommiert für ihre Fakultäten der Wirtschaftswissenschaften, Volkswirtschaft, Jura, Medizin, Informatik, Mathematik, Philosophie, Politikwissenschaften und der Neurowissenschaften.
In den Rankings des U.S. News & World Report und anderen Publikationen sind die Fakultäten der Universität regelmäßig unter den Top 25 zu finden, so beispielsweise die NYU Stern School of Business die School of Law, die Robert F. Wagner School of Public Service. Die Tisch School of the Arts ist eines der berühmtesten Zentren für Musik-, Theater-, Regie- und Bühnenausbildung. Die Fakultät für Philosophie ist weithin als eine der besten des Landes bekannt. Die Aufnahme an der Universität ist, abhängig von der Fakultät, sehr selektiv. Sie wurde in Umfragen des Princeton Report unter College-Bewerbern als die „Nr.-1-Traumschule“ bezeichnet und hat 2004 und 2005 unter allen nordamerikanischen Universitäten den größten Bewerbungsandrang bewältigt.
Zu den bedeutendsten Bibliotheken der Stadt gehören die New York Public Library mit etwa zehn Millionen Büchern und das Schomburg Center for Research in Black Culture.

## Militär
In New York City befindet sich Fort Hamilton, das die einzige aktiv wachhabende Einrichtung des US-Militärs innerhalb der Stadt ist. 1825 in Brooklyn an der Stelle einer kleinen Batterie gegründet, die während der Amerikanischen Revolution genutzt wurde, ist es eines der ältesten noch heute betriebenen militärischen Forts. Heutzutage dient Fort Hamilton als Hauptquartier der Nordatlantik-Division des United States Army Corps of Engineers und des New-York-City-Rekrutierungs-Bataillons. Es beherbergt auch die 1179. Transport-Brigade, die 772. aeromedizinische Versorgungsstaffel und eine militärische Musterungsanstalt.
Weitere früher aktive militärische Einrichtungen, die immer noch für militärisches Training oder Reserve und Einsätze der Nationalgarde in der Stadt genutzt werden, sind Fort Wadsworth in Staten Island und Fort Totten in Queens.

## Panoramen

Skyline von New York City von der Staten-Island-Fähre

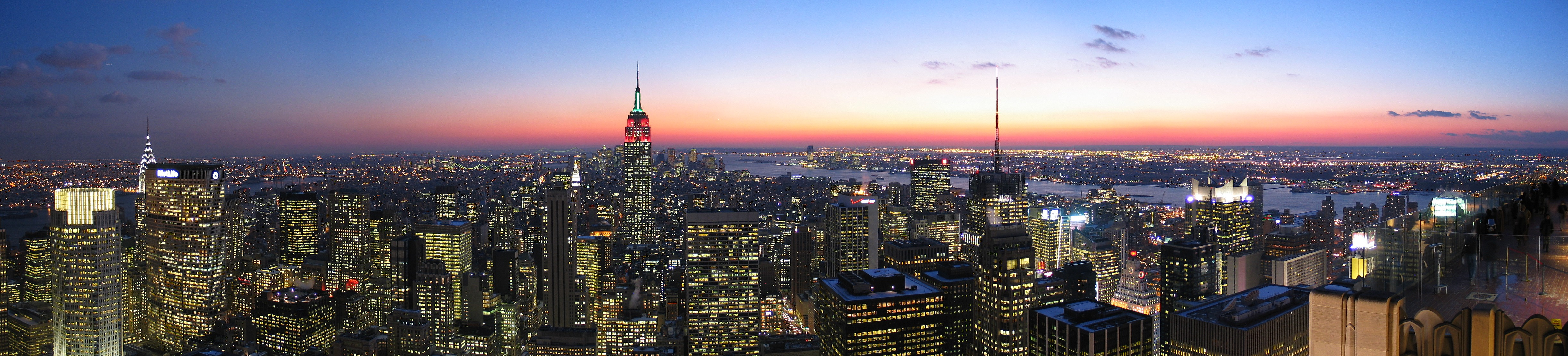
Blick vom Rockefeller Center nach Süden

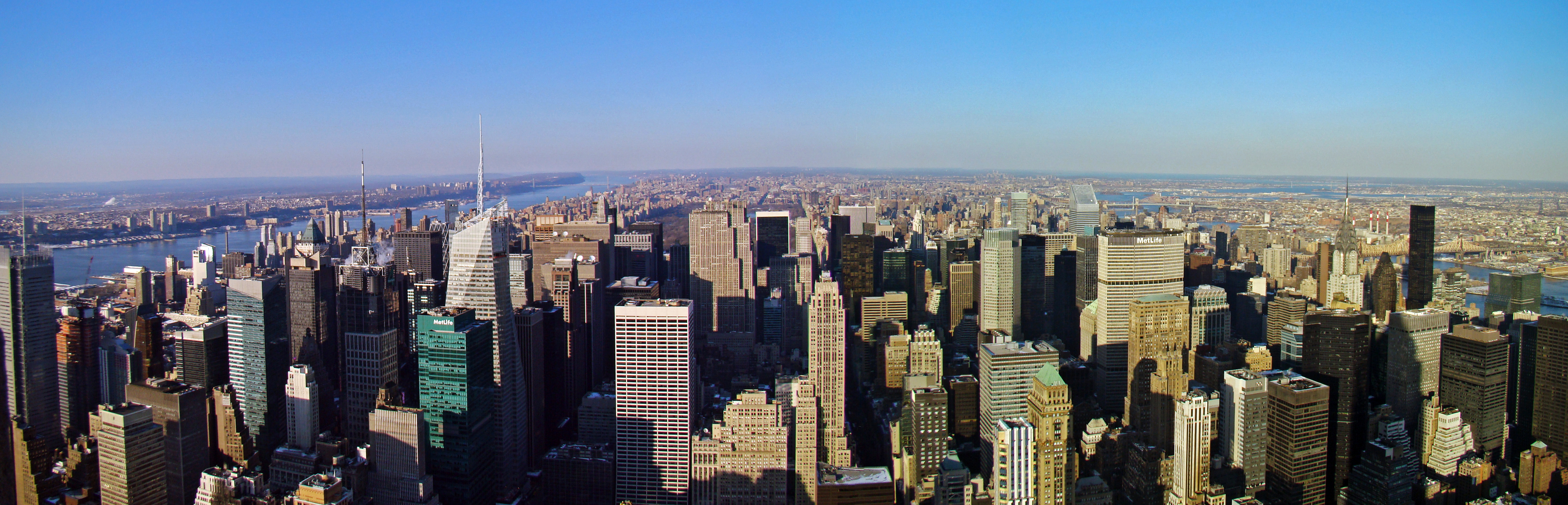
Blick vom Empire State Building auf Midtown Manhattan

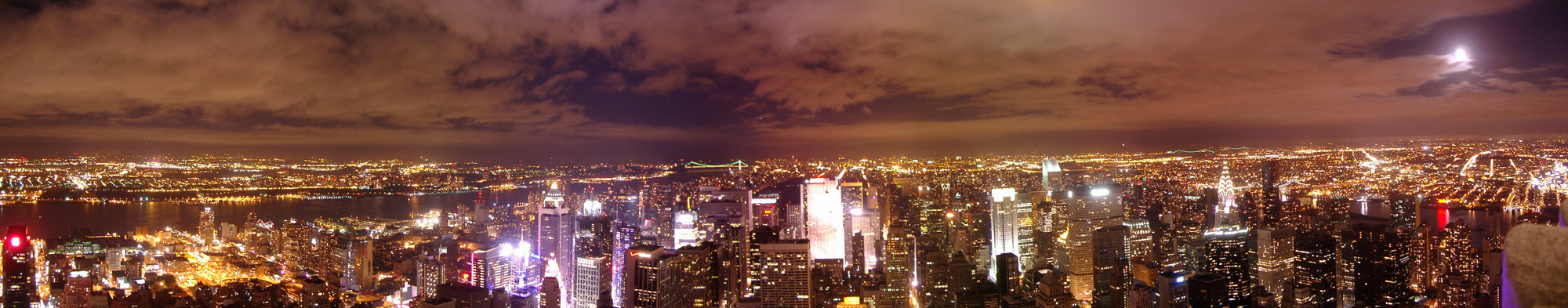
180°-Panorama, Manhattan vom Empire State Building bei Nacht

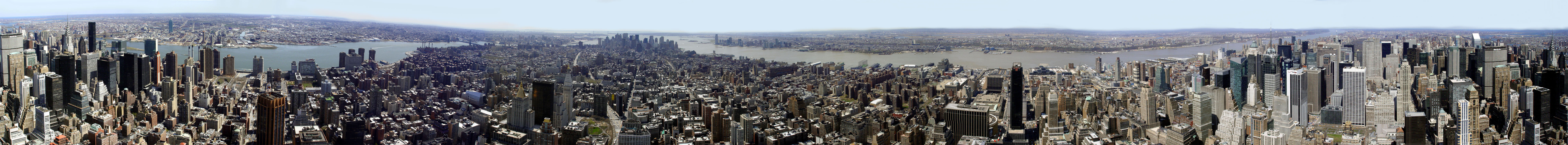
360°-Panorama, Manhattan vom Empire State Building bei Tag

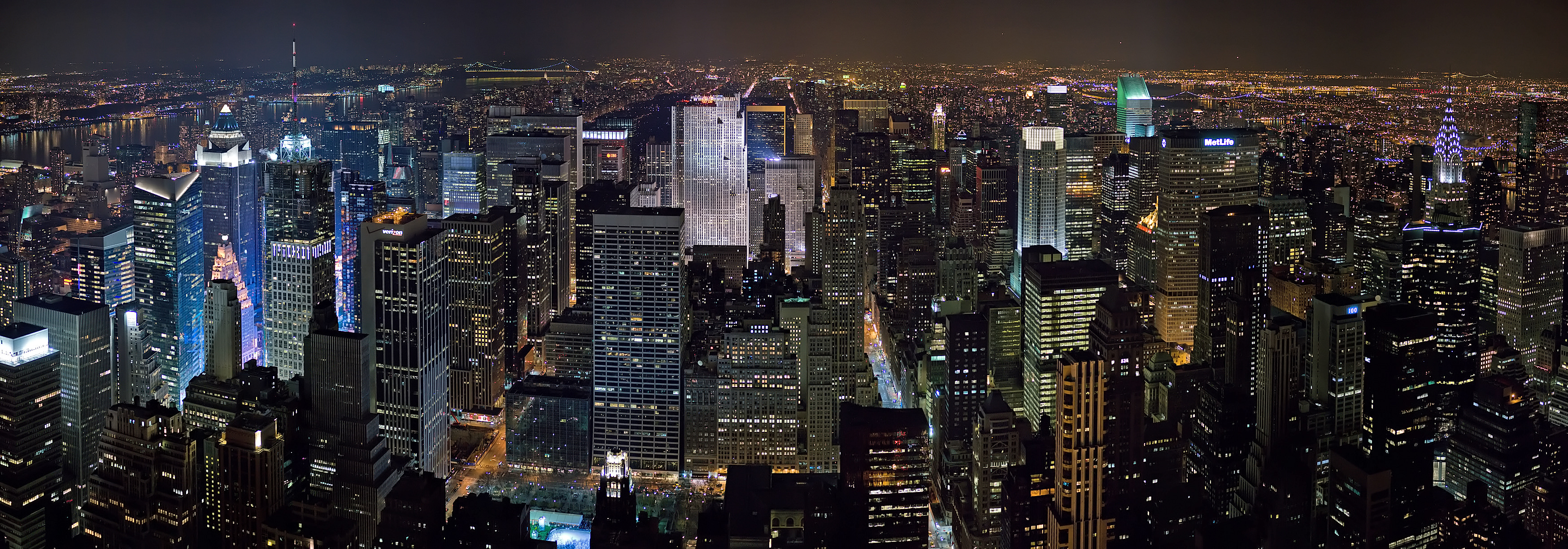
Manhattan bei Nacht

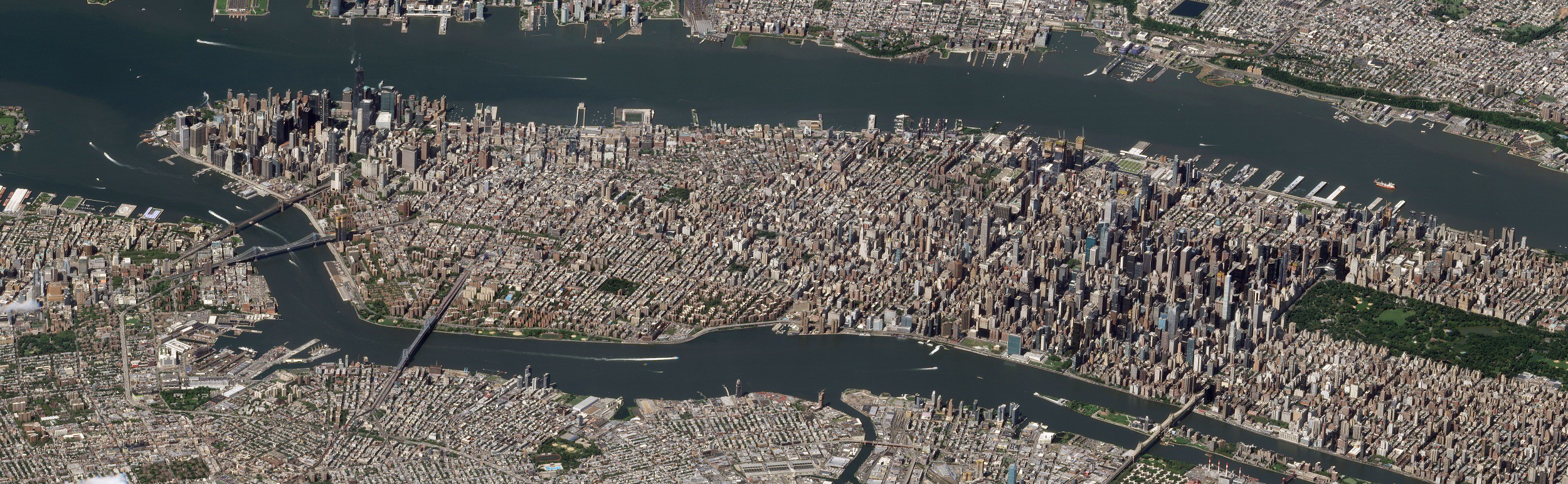
Lower und Midtown Manhattan, von einem SkySat-Satelliten im August 2017 aufgenommen

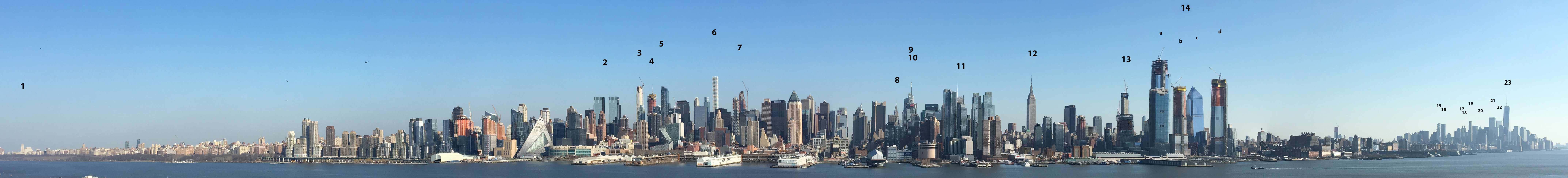
Zehn Meilen (16 km) Skyline-Panorama von Manhattan von der 120th Street bis zur Battery, aufgenommen im Februar 2018 von der anderen Seite des Hudson River in Weehawken, New Jersey